# Quezaltepeque (El Salvador)
Quezaltepeque es un distrito del departamento de La Libertad, El Salvador. Tiene una población de 62,572 habitantes en el año 2024.  Versus el último censo poblacional ha experimentado un crecimiento del 18.9% (52,643 habitantes en 2007)

## Información general

### Generalidades
El distrito tiene un área de 125,4 km², y la cabecera una altitud de 415 m s. n. m. Las fincas donde se cultiva el café están entre los 800 y 1200 m s. n. m.; el punto poblado más alto del distrito está ubicado en San Juan Los Planes a 1400 m s. n. m. y el punto no poblado más alto del distrito está del lado del boquerón a 1782 m s. n. m..
El topónimo náhuat Quezaltepeque significa «En El Cerro del Quetzal». Del náhuatl ‘tepec’, literalmente = «En El Cerro…», de ‘tepetl’ «Cerro», ‘c’ «En». Esto por el nombre que los indígenas de la zona daban al volcán de San Salvador. Del cual se dice estaba poblado de quetzales pero la deforestación actual los ha desaparecido de la región.
La localidad, a través de los años ha sido conocida como Quecaltepeque (1548), San José Quezaltepeque (1550), Quezaltepeque (1576), Quezaltepec (1896), San José Quezaltepeque (1740), y Quezaltepeque (1670 y 1770). 
Históricamente, la ciudad ha sido conocida por el cultivo de café, caña de azúcar, la creación de alfarería y la producción de panela.

### Clima
Quezaltepeque destaca por tener un clima tropical caracterizado por temperaturas cálidas o muy altas durante todo el año, con una marcada diferencia entre la temporada seca y la temporada lluviosa.

###### Temperatura
La temperatura en Quezaltepeque varía generalmente entre 19 °C y 33 °C, siendo rara la ocurrencia de temperaturas inferiores a 16 °C o superiores a 35 °C. El mes más cálido es abril, con una temperatura máxima promedio de 33 °C, mientras que el mes más frío es enero, con una mínima promedio de 19 °C y máxima de 31 °C 

###### Puntuación de turismo
Según el índice climático de WeatherSpark, la mejor época para visitar Quezaltepeque es entre principios de diciembre y principios de marzo, cuando las condiciones son más favorables para actividades al aire libre. La puntuación de turismo alcanza un valor de 7.1 durante este período.

## Historia

### Precolombina
Quezaltepeque es una localidad fundada por indígenas Pipiles en la época precolombina. En el territorio actual de Quezaltepeque coexistieron varios asentamientos, algunos de los cuales conservan sus topónimos originales, como Nixapa, Atapasco, Camotepeque, Tacachico, Tutultepeque y Quezaltepeque. Existen registros de asentamientos precolombinos en los actuales cantones Primavera, Macance y Platanillos. Sin embargo, los nombres de estos asentamientos en lengua nahuapipil se han perdido con el paso del tiempo.
A pesar de haber muchos vestigios arqueológicos en los cantones antes mencionados, el  asentamiento más grande y único protegido por el gobierno, está ubicado en el Cantón Tacachico también conocido como "Pueblo Viejo", “Pueblo Viejo Las Marías” o simplemente "Las Marías". Según las investigaciones arqueológicas, éste sitio fue habitado entre los años 900 a 1200 d. C. 
Las Marías está estrechamente vinculada con Cihuatán; y ambas pertenecen al contexto Cultural llamado la Fase Guazapa la cual señala que los primeros habitantes pudieron haber emigrado desde, Hidalgo, Puebla o Veracruz en México; esto por los rasgos mexicanos se encuentran prácticamente de forma inequívoca en los centros ceremoniales, o bien descendientes de los mayas que habitaron Joya de Cerén (650 d. C.) o San Andrés (entre el 600 y 900 d. C.) o una mezcla de ambas.

### La Colonia

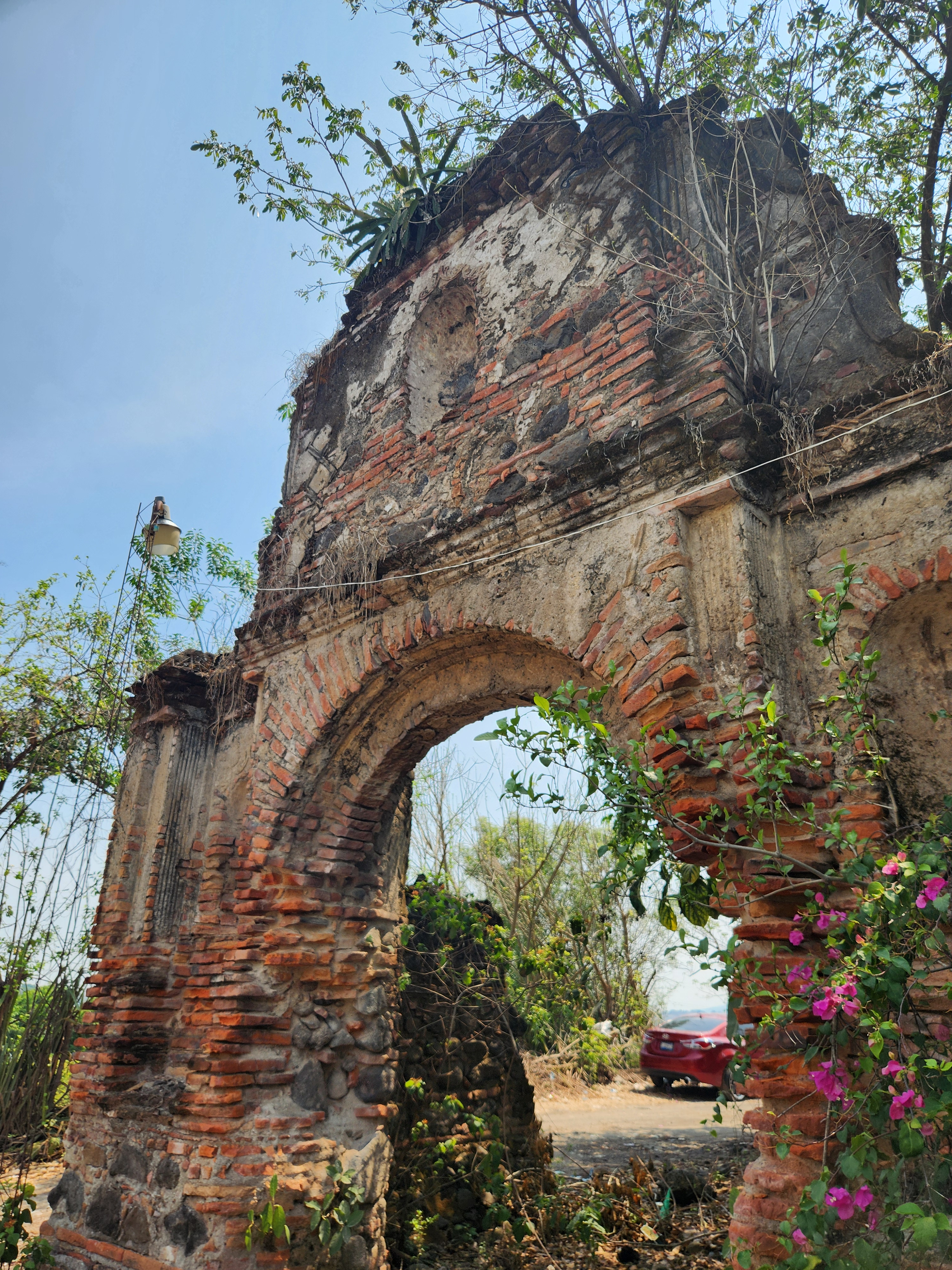
Antigua iglesia católica erigida en advocación a San Jorge. Al momento de la erupción volcánica de 1658, pertenecía a Quezaltepeque. Para 1659, el lugar pasó a ser parte de Nejapa. Se le conoce como las Ruinas de la Portada.

En el año 1550, la localidad fue fundada bajo el nombre de "San José de Quezaltepeque", contando con una población aproximada de mil habitantes. Un año después, en 1551, se construyó un convento en el actual Valle de Atapasco, perteneciente a la orden de los Dominicos. Dicho convento fue destruido durante los terremotos de 1658 y 1659 y reconstruido años más tarde en el mismo Valle. 
Para el año de 1670, Quezaltepeque estaba en partido con: San Miguel Guazapa, Santa  Catalina Apopa, San Antonio Abad Cuscatancingo, San Miguel Paleca y San Jerónimo Nejapa que fue la cabecera de estos pueblos de indígenas. De esta forma Quezaltepeque seguía perteneciendo a la parroquia de San Salvador.
En 1756, en el Valle de Atapasco, los Dominicos construyeron un ingenio de hierro, el segundo de El Salvador, debido a la creciente demanda de este metal. Hasta ese momento, el único ingenio de hierro existente era el "Ingenio de Hierro Santo Ángel de la Guarda", ubicado en Sonsonate y establecido en 1730. Este nuevo ingenio en Atapasco llegó a producir 7,500 libras de hierro al año.
Un documento del alcalde mayor de San Salvador, Manuel Gálvez de Corral, de 1740, confirma el esplendor de la producción de hierro en Quezaltepeque, que en su mejor momento llegó a tener dos ingenios y competir con Metapán como principales productores de hierro en El Salvador.

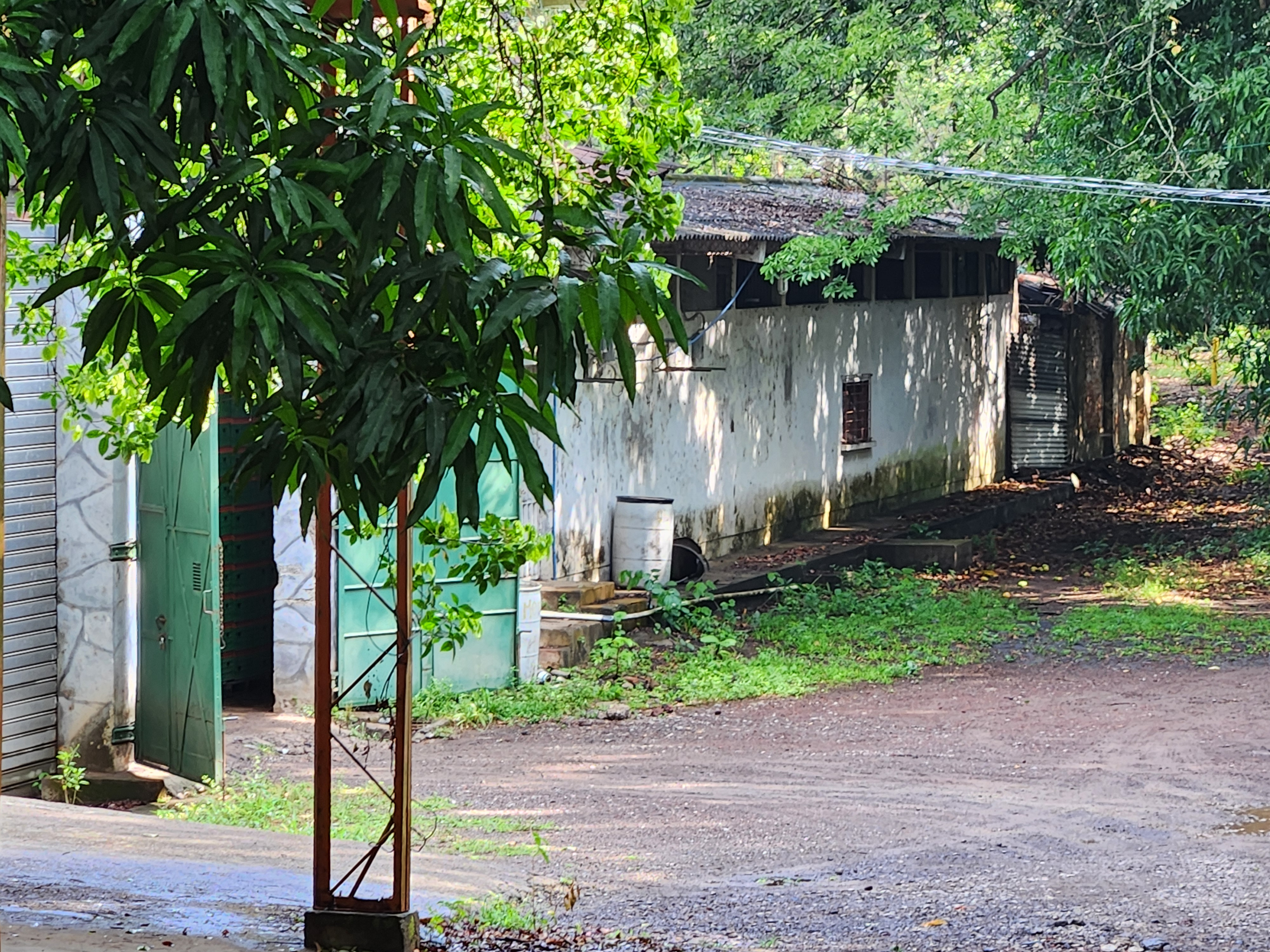
Vestigios del convento de 1551 (En el Valle de Atapasco)

Los restos arqueológicos de este ingenio se encuentran a orillas del río Sucio, en la hacienda Río Claro, cerca del puente colonial de Atapasco, que formaba parte de la infraestructura del Camino Real. 
Actualmente, como punto de interés turístico se pueden encontrar restos de cimientos, paredes, muros de contención, canaletas, columnas, pilas de caída y contención de agua, nichos en las paredes y otros elementos arquitectónicos y de ingeniería hidráulica de la época colonial. Estos elementos que servían para hacer funcionar el antiguo ingenio de hierro eran movidos por la fuerza hidráulica que provenía del río Sucio, ubicado a unos 30 metros de distancia en la actualidad.    Actualmente en donde operaron los dominicos hay beneficios de café privados.
En 1770, según el arzobispo de Guatemala Pedro Cortés y Larraz, Quezaltepeque estaba conformada por 156 familias, todas ellas "solo de ladinos". En ese año, la localidad continuaba siendo parte de la parroquia de San Salvador, situación que se mantuvo sin cambios hasta principios del siglo XIX.

### Pos-independencia
En la época republicana de El Salvador, formó parte del departamento de San Salvador desde 1824, y posteriormente del Distrito Federal de la República Federal de Centro América. Un informe del año 1860 refiere lo siguiente:

Este pueblo prospera en habitantes y mejoras de edificios, pues se cuentan por la estadística dos mil novecientos noventa y un individuos (2,991 h.), una iglesia con sus correspondientes ornamentos, un convento que está para concluirse, una casa de escuela en igual estado y su cabildo; trescientas trece (313) casas, y de ellas la mayor parte de teja; cinco valles que se nombran Realengo, Potrerillos, Aposentos, Macanse y García.

En 1865, como parte del distrito de Opico, fue incorporado al departamento de La Libertad. 
De acuerdo con la estadística del departamento de La Libertad hecha por el gobernador José López en el 23 de mayo de 1865, tenía una población de 3146 personas.
El 10 de marzo de 1874 adquirió el título de villa; y para 1890 contaba con una población de 5486 habitantes. 
A finales de la década de 1870, Quezaltepeque contaba con una estación telegráfica. En 1888, con la instalación de la línea telefónica entre San Salvador y Santa Ana, el teléfono llegó a la villa. Para 1891, ya disponía de una estación de correo y, a finales de esa misma década, se inauguró una estación ferroviaria con la finalización de la línea férrea que conectaba Acajutla, Santa Ana, Sitio El Niño, San Salvador, Ateos y La Ceiba.

Para mediados de 1880, el Puente Atapasco ahora como "Puente Colonial" que fue construido en la Colonia Española por monjes dominicos, había colapsado. Fue en enero de 1888 que se llevó a cabo la inauguración de una reparación del Puente Atapasco, a la cual asistieron el presidente de la República, General Don Francisco Menéndez, y el Gobernador Departamental, Señor General Don Salvador Ávila. La celebración contó con la participación de la banda militar y la presencia de las autoridades municipales de San Pablo Tacachico, San Juan Opico, San Matías y Quezaltepeque, quienes financiaron un almuerzo para el gobernador y el presidente.

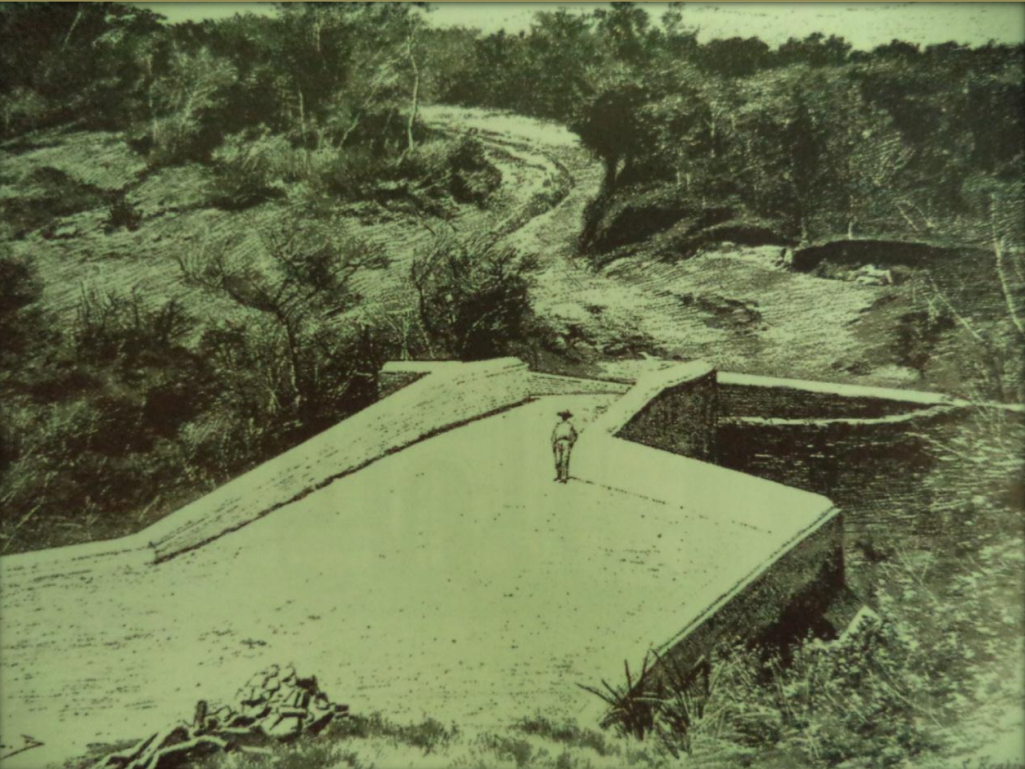
Puente Colonial, ilustración de 1890
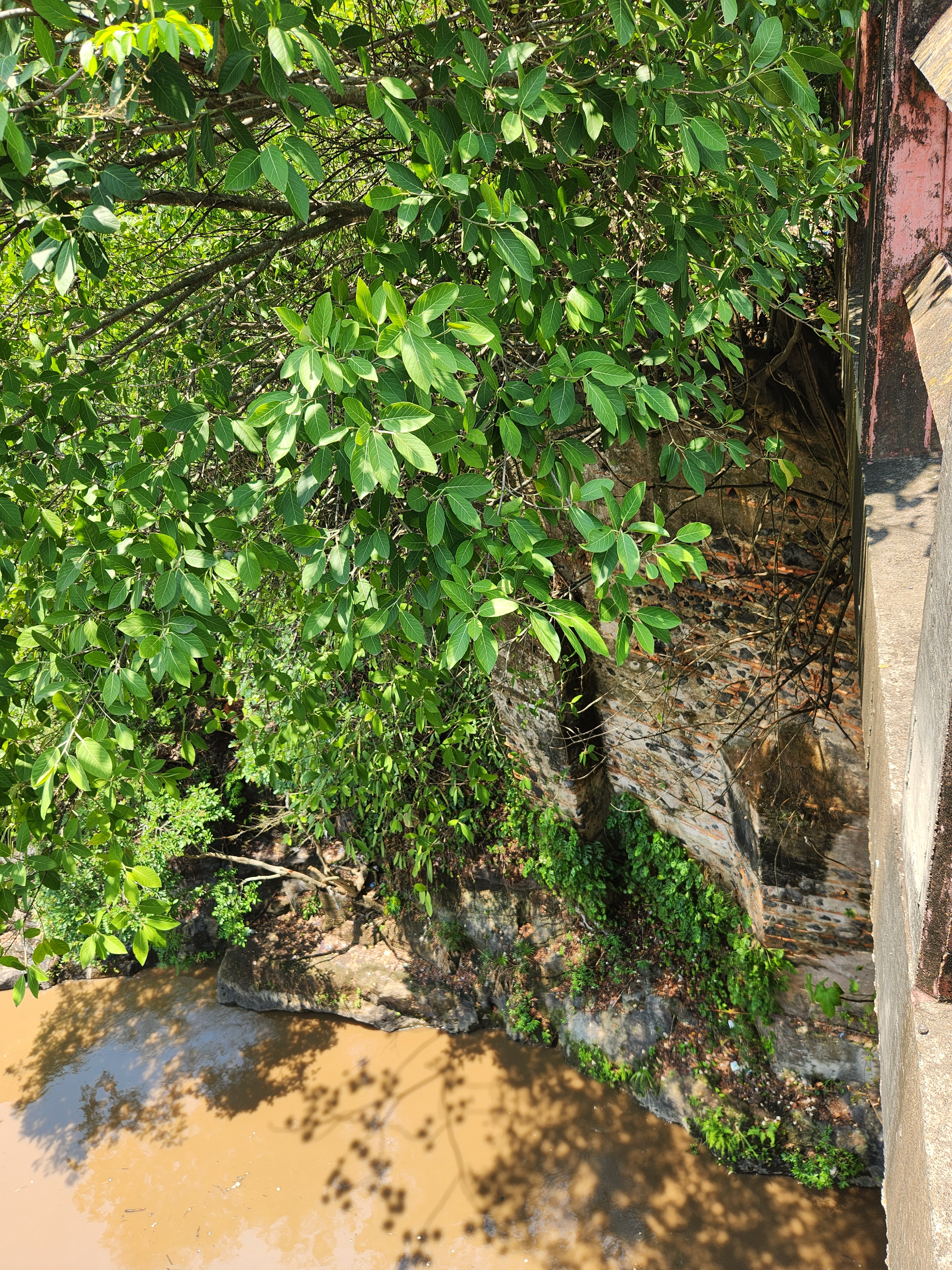
Antiguos cimientos de la época colonial.
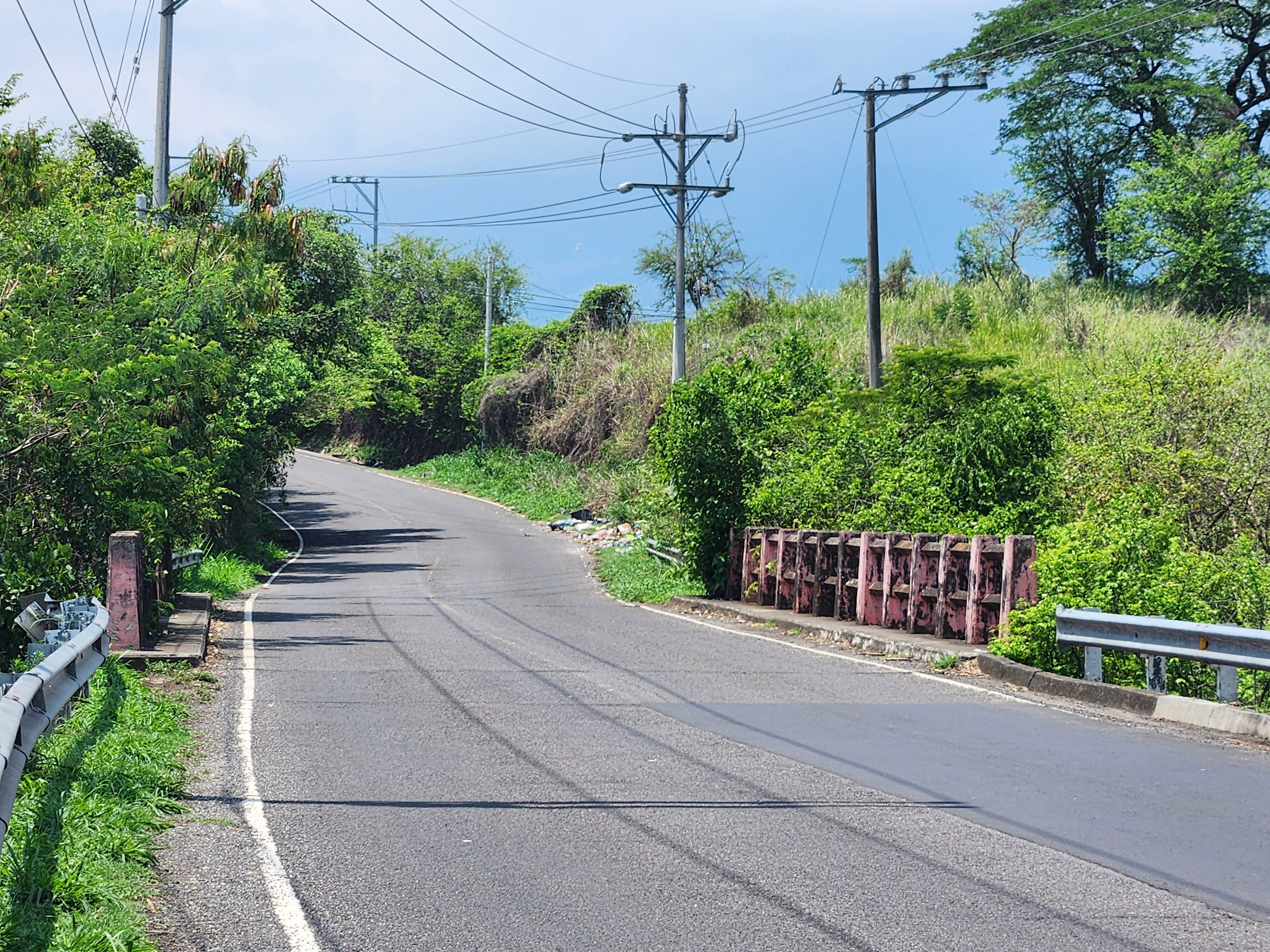
Puente Colonial en la actualidad

El 6 de abril de 1905 Quezaltepeque obtuvo el título de ciudad.
En 1912, durante la administración del alcalde Pablo Llort Anglés, un colono y empresario catalán tarraconense, se construyó el matadero de ganado mayor y menor, inaugurado en el 12 de septiembre, con un costo de $2,980.25. Un puente de madera sobre arranques de cal y canto fue construido para facilitar el tráfico con el cantón Santa Rosa y se completó un parque frente al cabildo. También se llevaron a cabo los trabajos de introducción del agua de la fuente Poluncuilo para lo cual se pidió al exterior 1,300 yardas de tubería cuya compra e instalación costó $1,774.13. También en septiembre de 1912 el alcalde Llort fundó la banda municipal de la ciudad de Quezaltepeque y la Escuela de Música de la ciudad de Quezaltepeque, ambos sostenidos por la municipalidad y cuyos reglamentos fueron aprobados por el gobierno de Manuel Enrique Araujo en el 6 de noviembre y 16 de noviembre respectivamente.

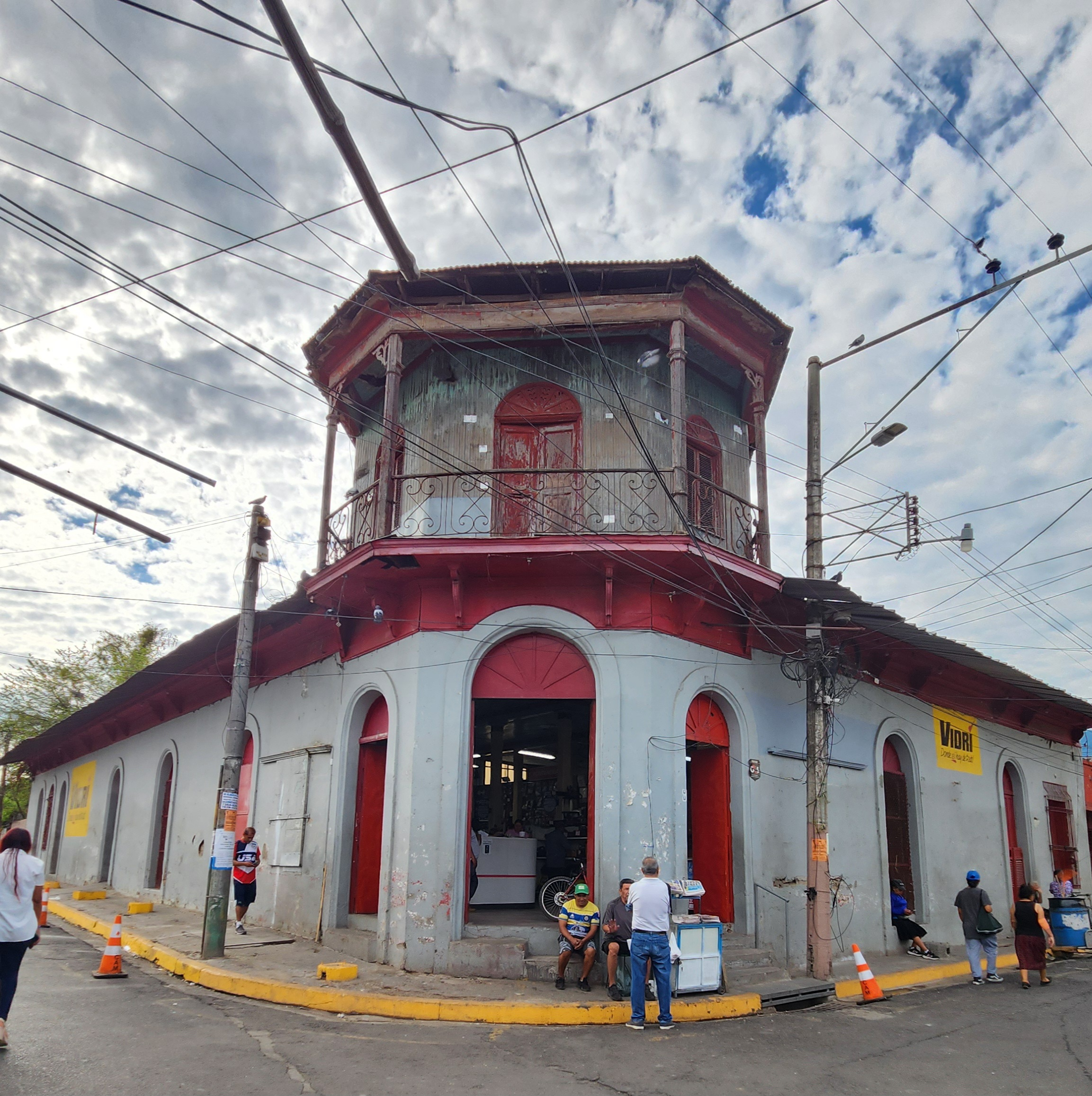
Edificio Llort en Quezaltepeque. Construído en 1895
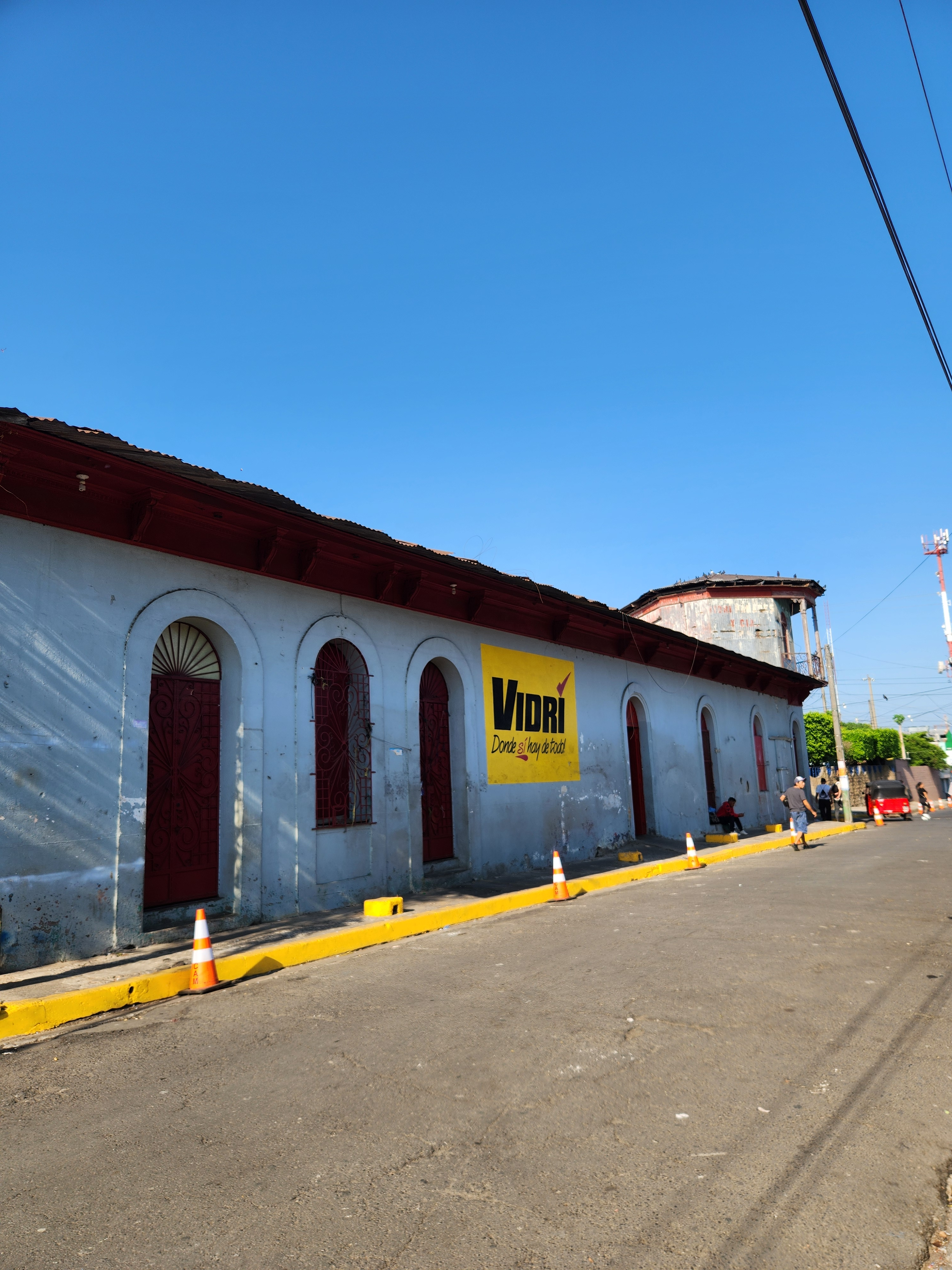
Edificio Llort en el centro histórico de Quezaltepeque.

## Geografía
Riegan el distrito los ríos: Sucio, El Barillo, Santa Lucía y Claro; y las quebradas: Agua Zarca, El Chaguite y El Coyol. Los relieves terrestres más importantes son: el volcán de San Salvador; el cerro el Playón, situado al norte del volcán de San Salvador; El Cerrito, ubicado a 2 km al sureste de la ciudad, del cual se extrae balastre utilizado para revestir carreteras y también como materia prima en la industria de bloques para la construcción; Las Lomas del Espino, ubicadas a 5 km al noroeste de la ciudad, que sirven de límite entre Quezaltepeque y el distrito de Nejapa; y la Loma de Trinidad, situada al norte del cantón Las Mercedes.

## Cultura

### Floristería
Quezaltepeque tiene una tradición de artesanías tales como la floristería  La producción de flores de papel es muy representativa en el distrito, siendo nombrada Patrimonio Cultural Inmaterial de El Salvador el 11 de noviembre de 2020. 

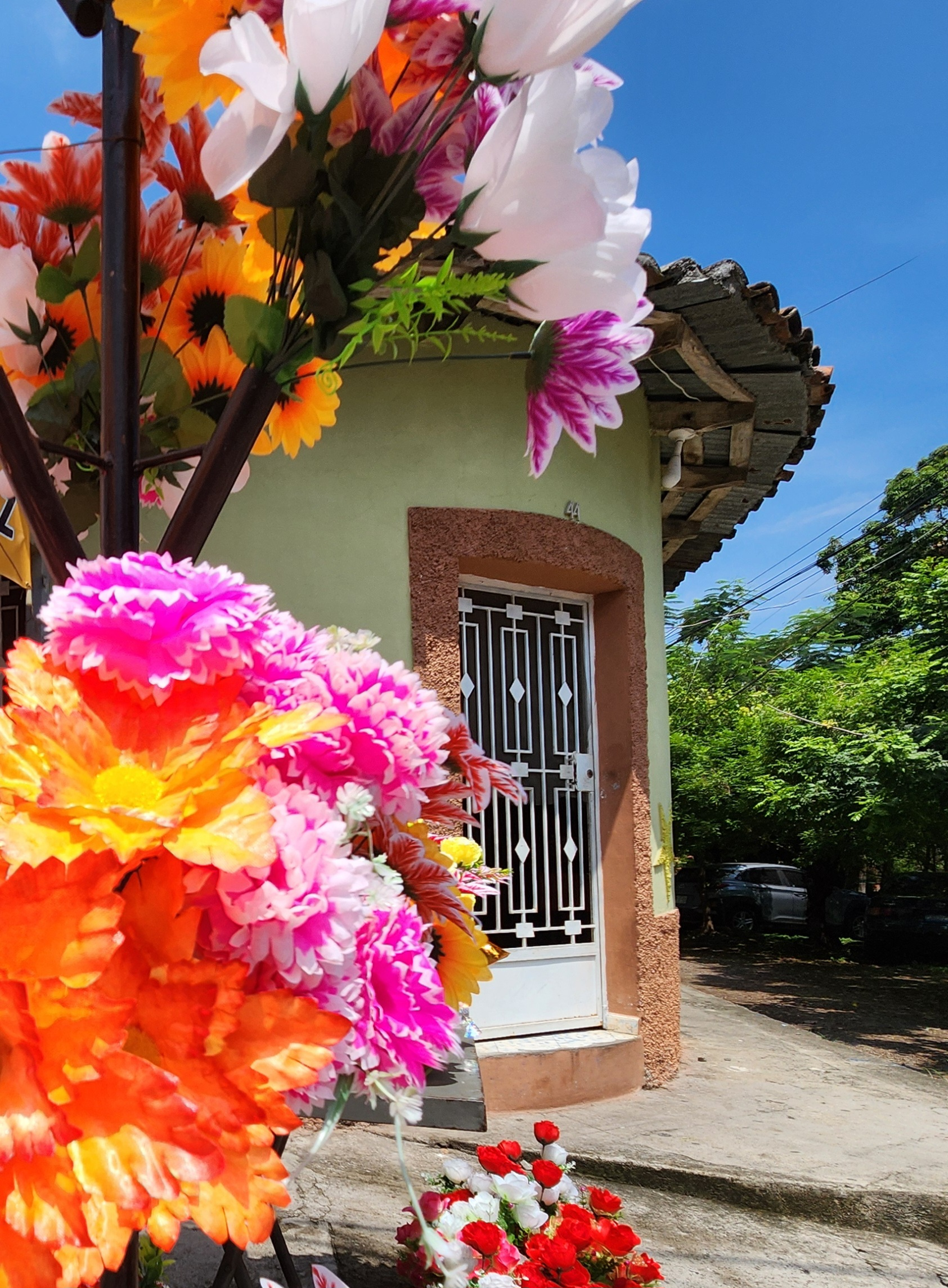
Flores de papel, Bien Cultural de Quezaltepeque y El Salvador

El Ministerio de Cultura de El Salvador anunció en el 2020 que las técnicas utilizadas para crear flores de papel enceradas en el distrinto de Quezaltepeque, departamento de La Libertad, fueron oficialmente reconocidas y declaradas como Bien Cultural de El Salvador. Esta declaratoria fue publicada en el Diario Oficial número 210, tomo 429, el 20 de octubre de 2020.
Aunque no se tiene una fecha exacta sobre el origen de esta tradición en Quezaltepeque, un acta municipal de 1902 ya menciona estas flores como parte de las actividades tradicionales de la ciudad. Sin embargo, las artesanas más veteranas aseguran que esta práctica es aún más antigua y se remonta a tiempos anteriores a ese año.
La investigación que respaldó esta declaratoria fue llevada a cabo por la Dirección Nacional de Patrimonio Cultural, a través de su Dirección de Patrimonio Cultural Inmaterial (PCI). Este trabajo se realizó en conjunto con la Alcaldía Municipal, el Comité de Desarrollo Turístico de Quezaltepeque, la Mesa de Artesanos y la CONAMYPE. Juntos definieron medidas para proteger y preservar esta tradición.
Para otorgar este reconocimiento, se tomó en cuenta que las técnicas de elaboración de estas flores —transmitidas oralmente y mediante enseñanza no formal de generación en generación— forman parte esencial de la identidad cultural tanto del país como de Quezaltepeque. Cada año, especialmente antes del 2 de noviembre, las calles, negocios y hogares se llenan de estas flores, en preparación para el Día de los Santos Difuntos.
Además, se valoró que esta tradición posee un importante contenido cognitivo y científico, al tratarse de un conocimiento complejo; un valor tradicional, ya que representa una práctica distintiva para la comunidad local; un valor simbólico, porque expresa sentimientos, ideas y valores compartidos por los artesanos; y un valor social, al reflejar una organización comunitaria que permite mantener viva esta expresión cultural a través de talleres artesanales.

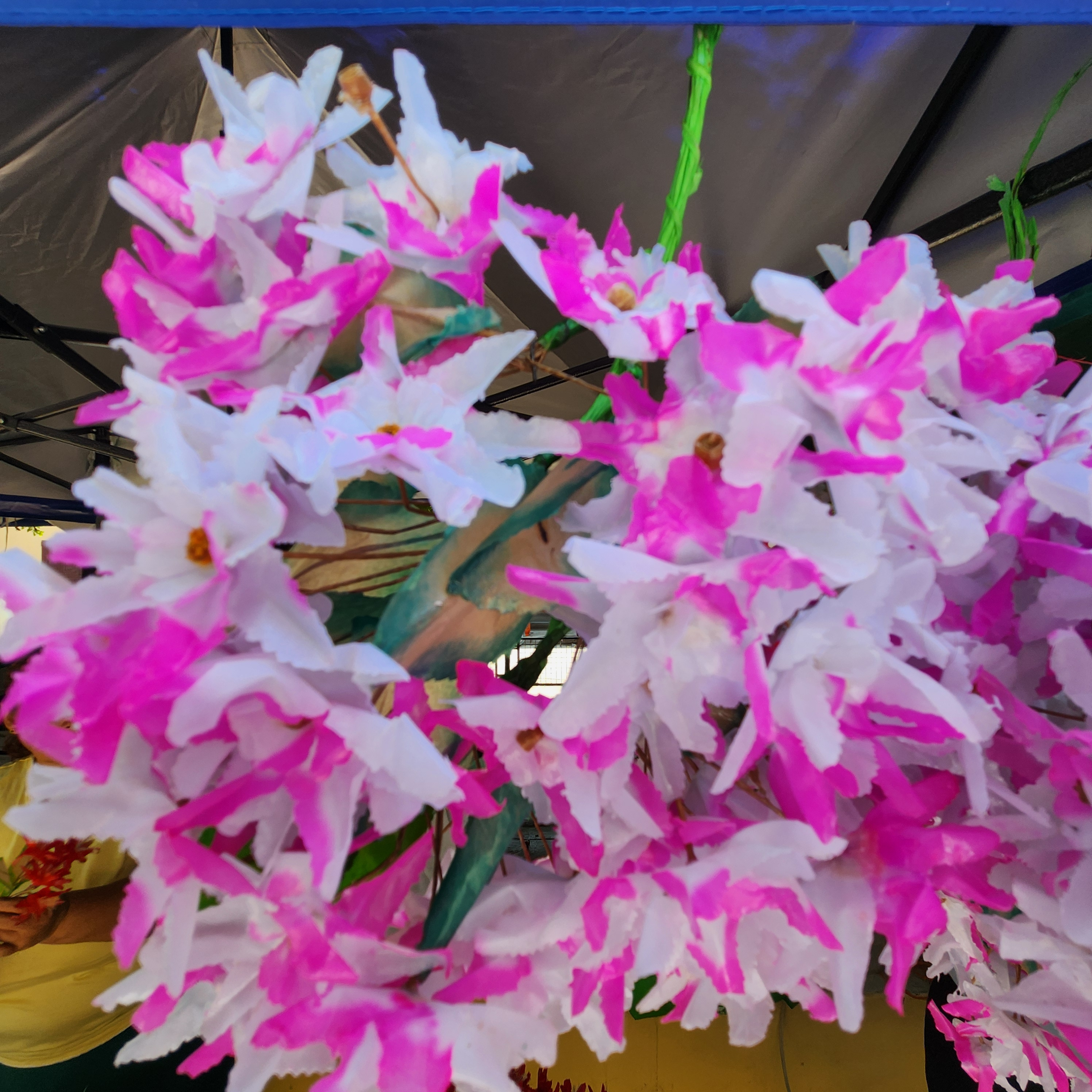
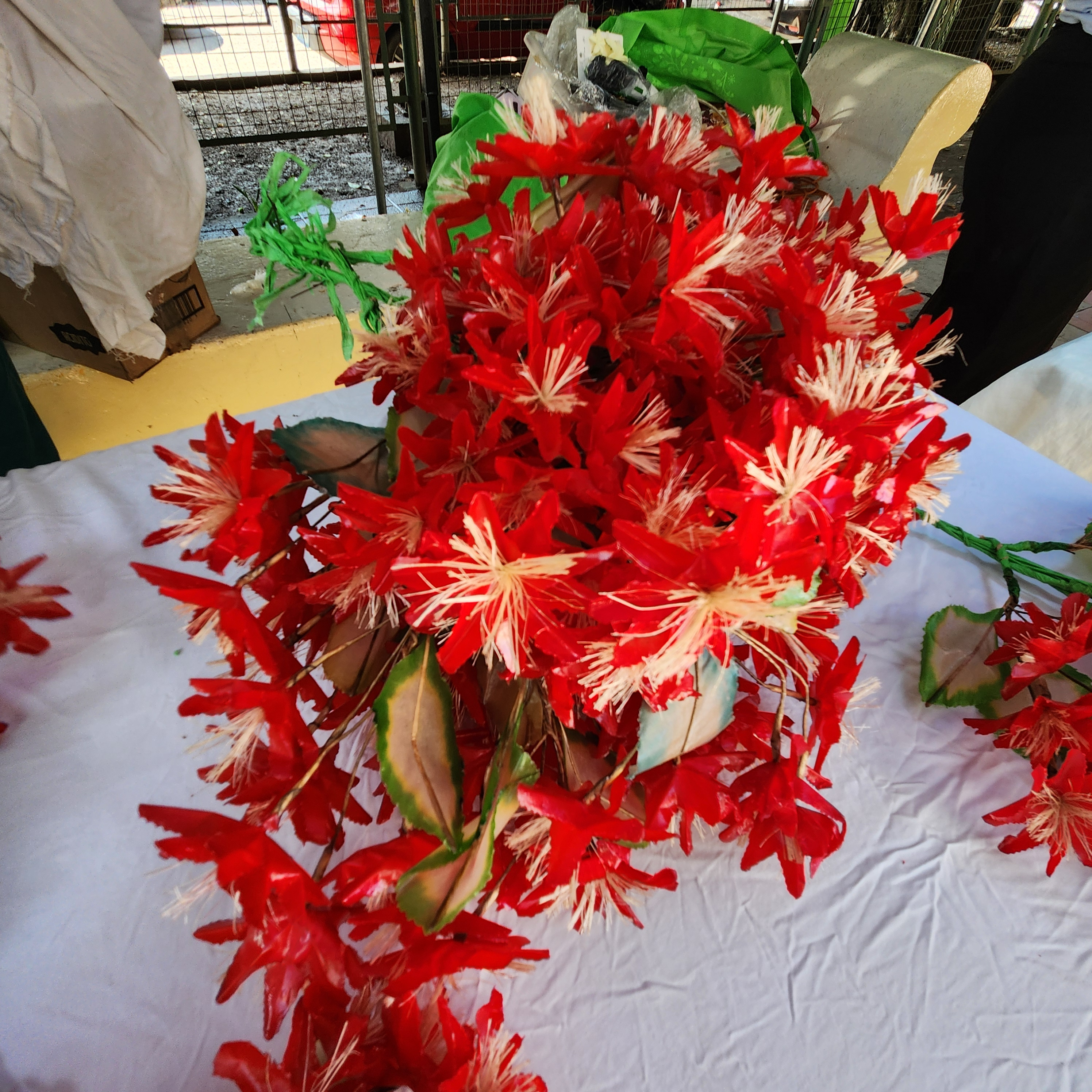
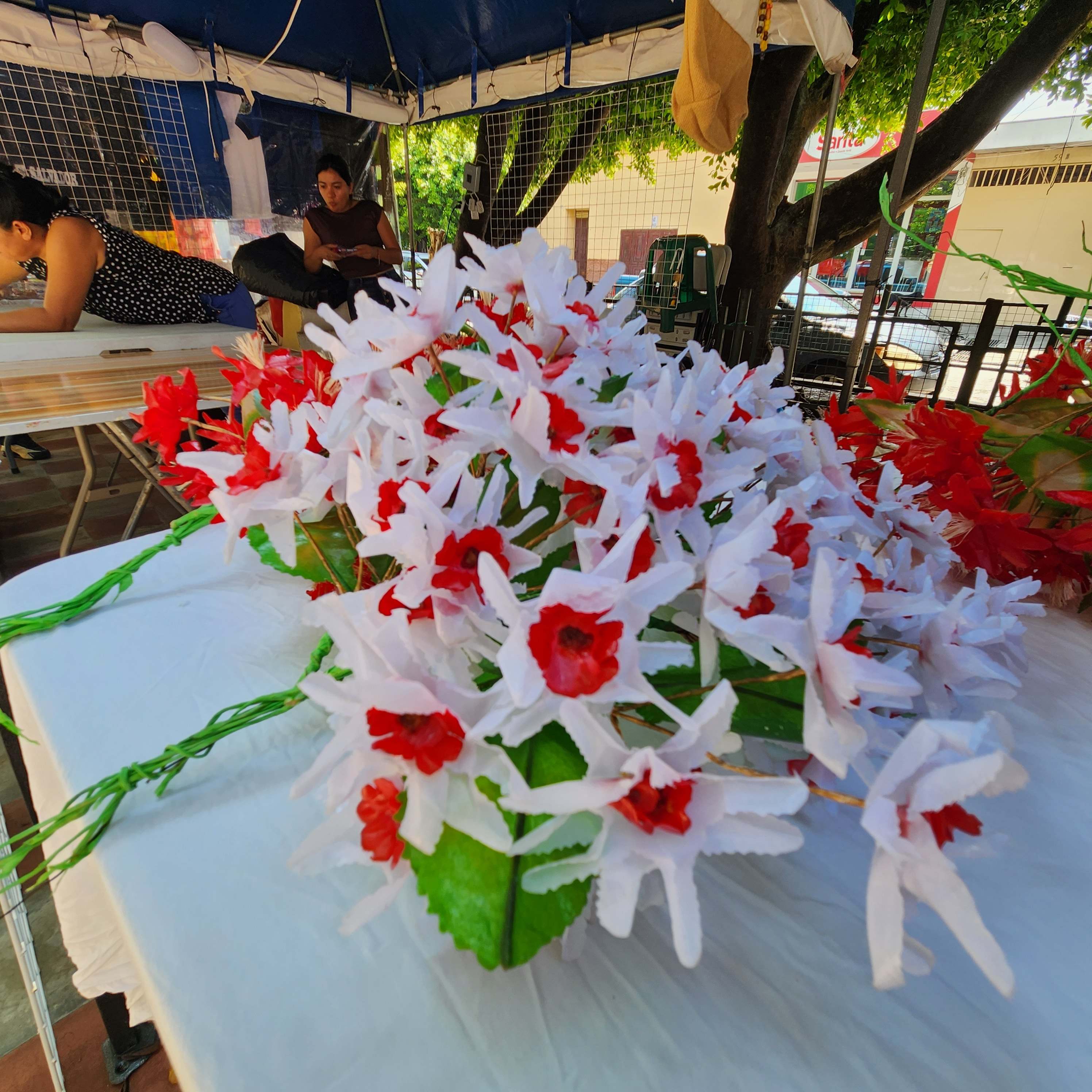

Galería

### Alfarería

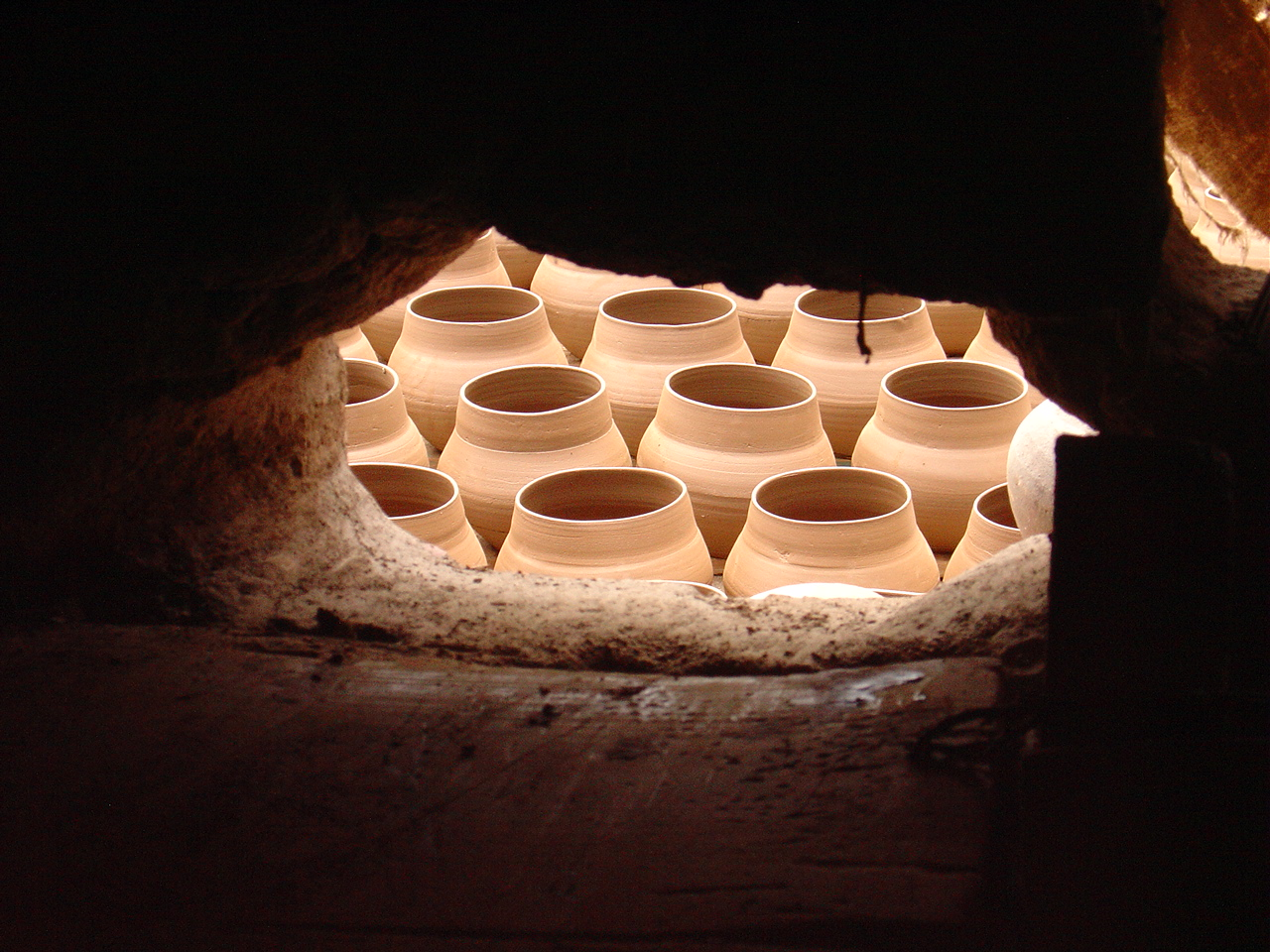
Taller de Alfarería en Quezaltepeque

Quezaltepeque es conocido como "La Cuna de la Alfarería en El Salvador"  Según información accesible en el Ministerio de Cultura, en Quezaltepeque hay únicamente siete talleres de alfarería, cada uno de los cuales cuenta con un solo tornero o alfarero trabajando en él. Los tipos de cerámica de Quezaltepeque se dividen en tres: de usos religioso (candelabros, floreros, ceniceros), de uso ornamental (macetas, floreros, etc.) y utilitario (jarros, ollas, sartenes, peroles, y cántaros, principalmente).
La materia prima del alfarero incluye barro, ceniza volcánica conocida como tierra blanca, leña y agua; al tener gran concentración Quezaltepeque de suelos latosoles arcillo rojizos y andisoles permiten al artesano obtener los recursos minerales necesarios para la elaboración de la artesanía. En el caso específico del barro blanco, su acceso está fuera de los límites de la localidad, ya que se obtenía exclusivamente de los ausoles de Ahuachapán. Otros materiales complementarios incluyen el zacate de arroz, utilizado para el transporte y protección de las piezas, así como el plomo y el cobre, que aseguran la calidad y belleza de los productos.

### Cultura Quezalteca
Las tradiciones más importantes de Quezaltepeque están relacionadas con sus fiestas patronales, las cuales se celebran en honor a San José Obrero durante el mes de diciembre, del 10 al 19 de dicho mes. Estas festividades comienzan y concluyen con ceremonias religiosas, especialmente misas. Se inician también con las elecciones de las reinas del pueblo. Además, las fiestas durante los 10 días incluyen espectáculos de desfile del cuerpo de correos del pueblo, carrozas ornamentadas, fuegos artificiales, eventos musicales y presentación de artistas nacionales e internacionales.

La elección de la Reina de Quezaltepeque, es un evento de bastante importancia y connotación para los habitantes, en donde cada barrio nomina a una habitante para participar, en la elección participan el alcalde y los diputados del departamento. Se nombra reina en tres categorías: Reina de Quezaltepeque, reina de la Juventud y reina de la Libertad Norte. 

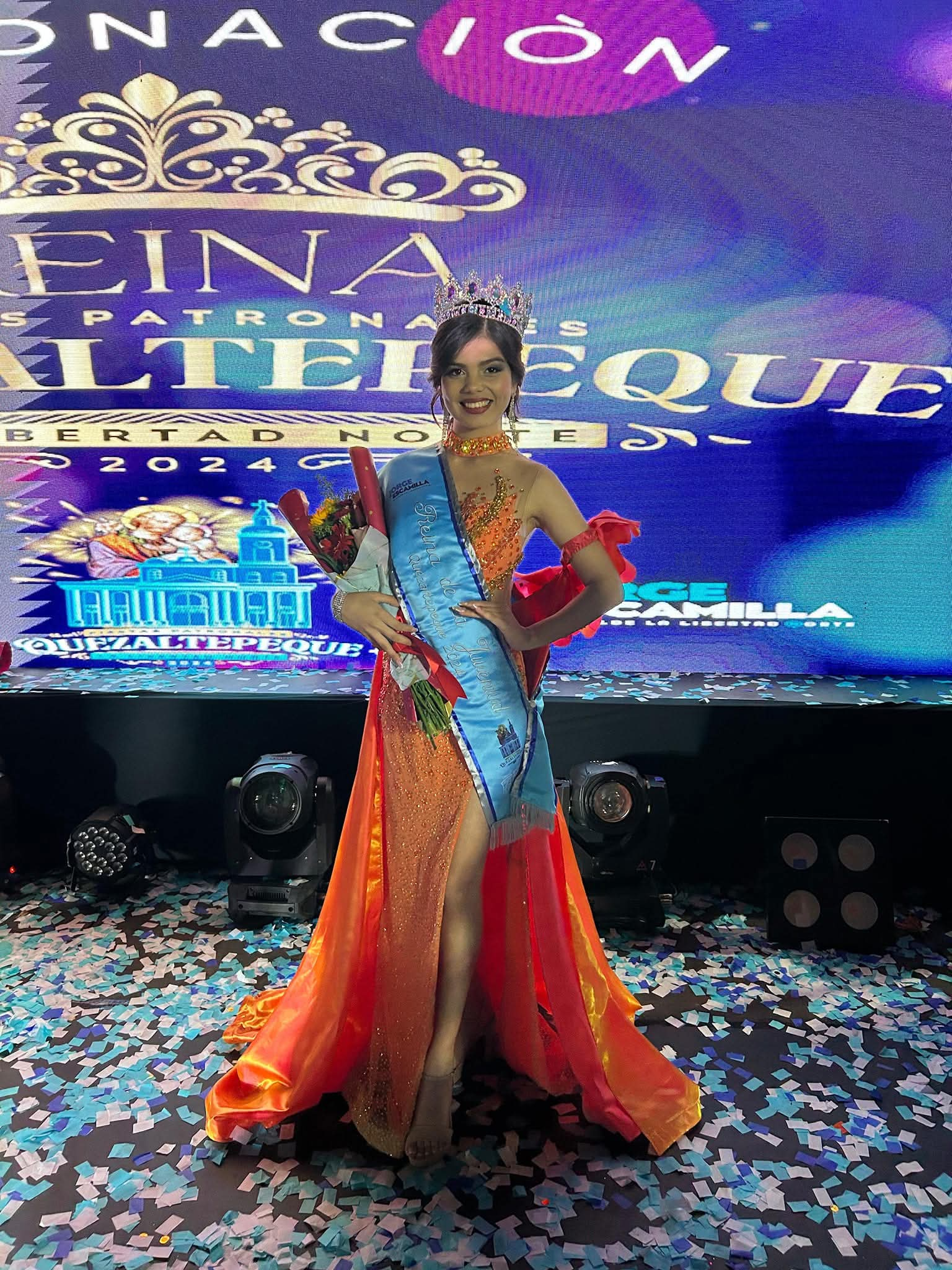
Elección de reina de Quezaltepeque 2024-2025
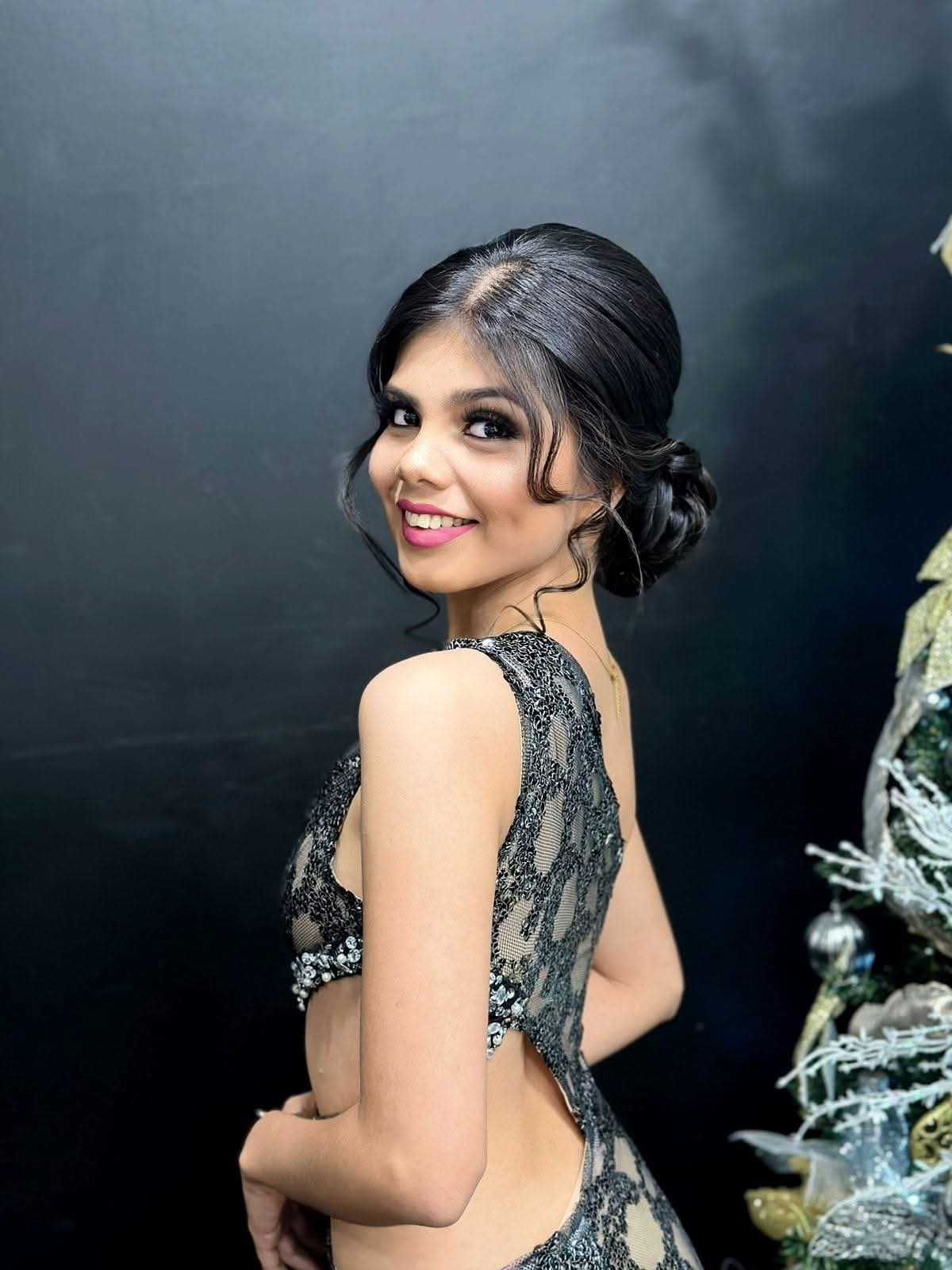
Participante de las fiestas patronales.
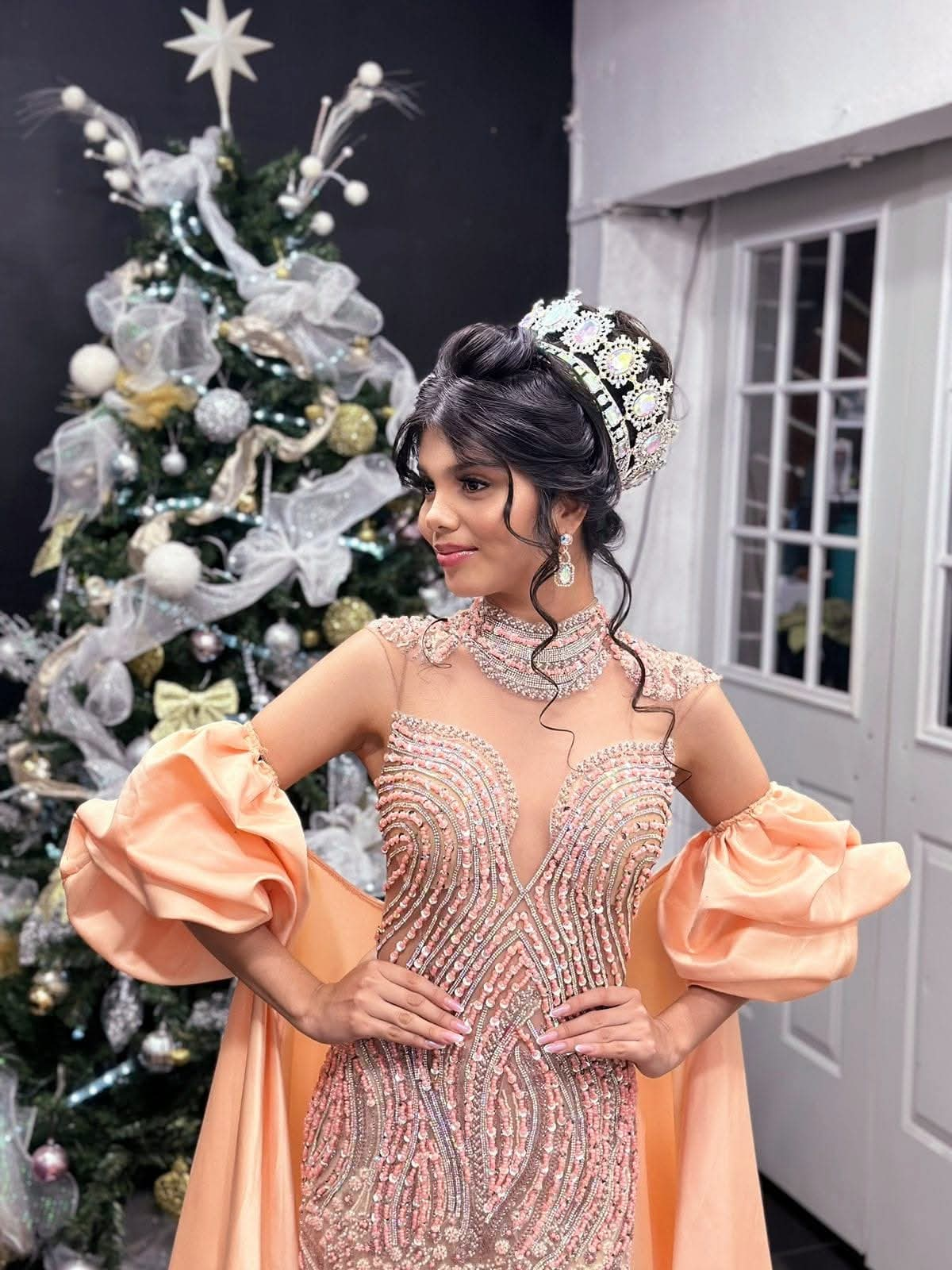
Reina de la Juventud, Alejandra López período 2024-2025.

La cultura quezalteca también se aprecia en su arquitectura antigua colonial, en danzas folkloricas costumbristas y en su gastronomía del pueblo; que se asemeja mucho a la gastronomia general de El Salvador sin muchas variantes.

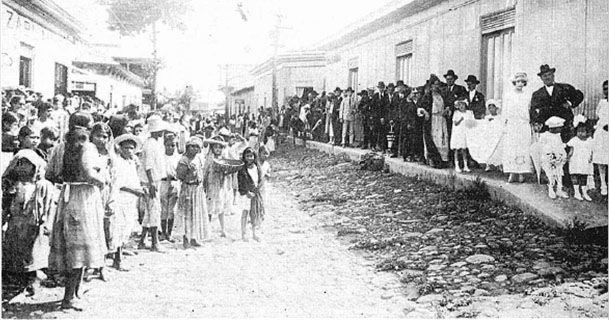
Boda de inicios del siglo XX en las calles de Quezaltepeque.
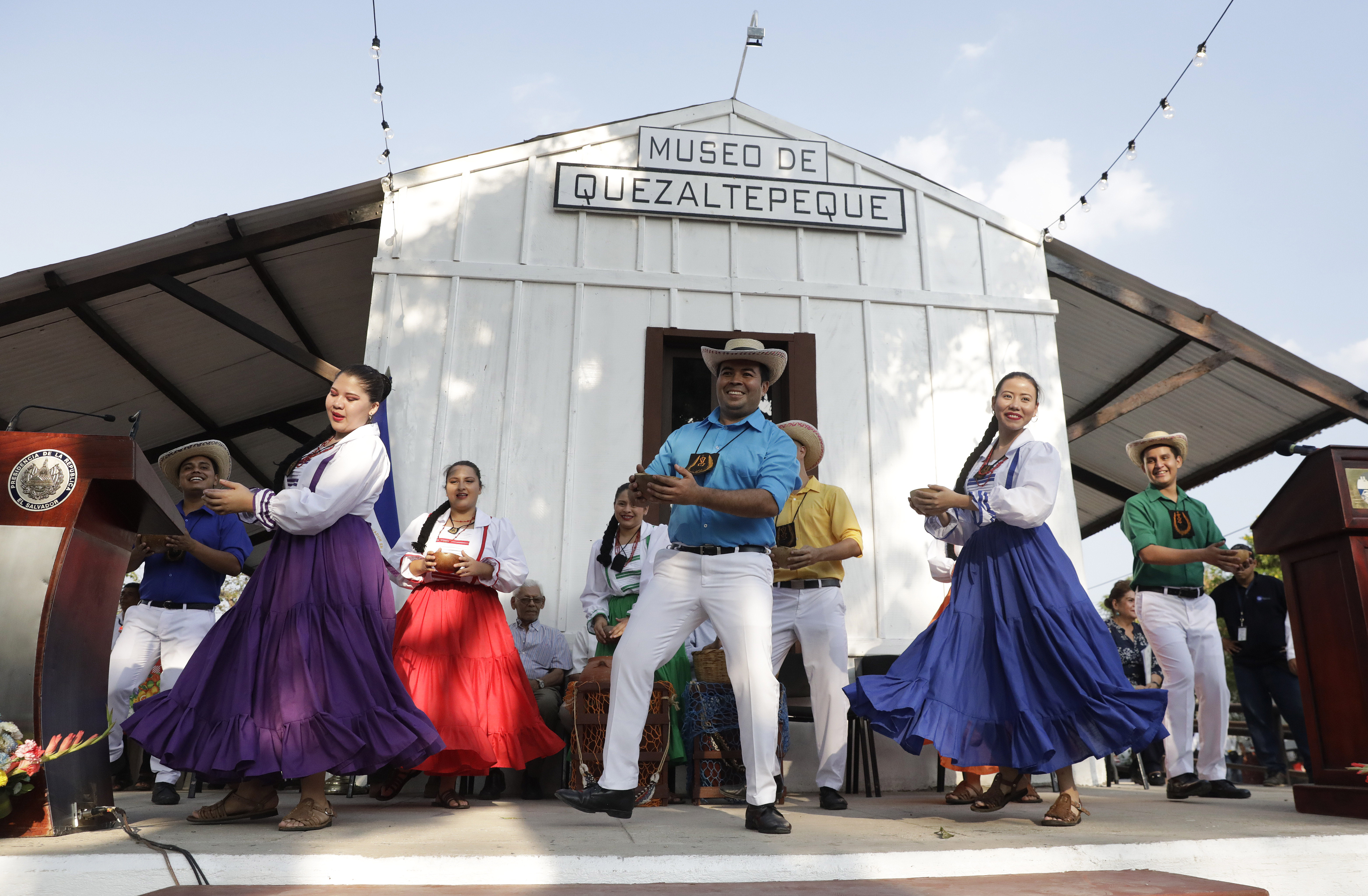
Cultura Quezalteca representada a través de una danza costumbrista.
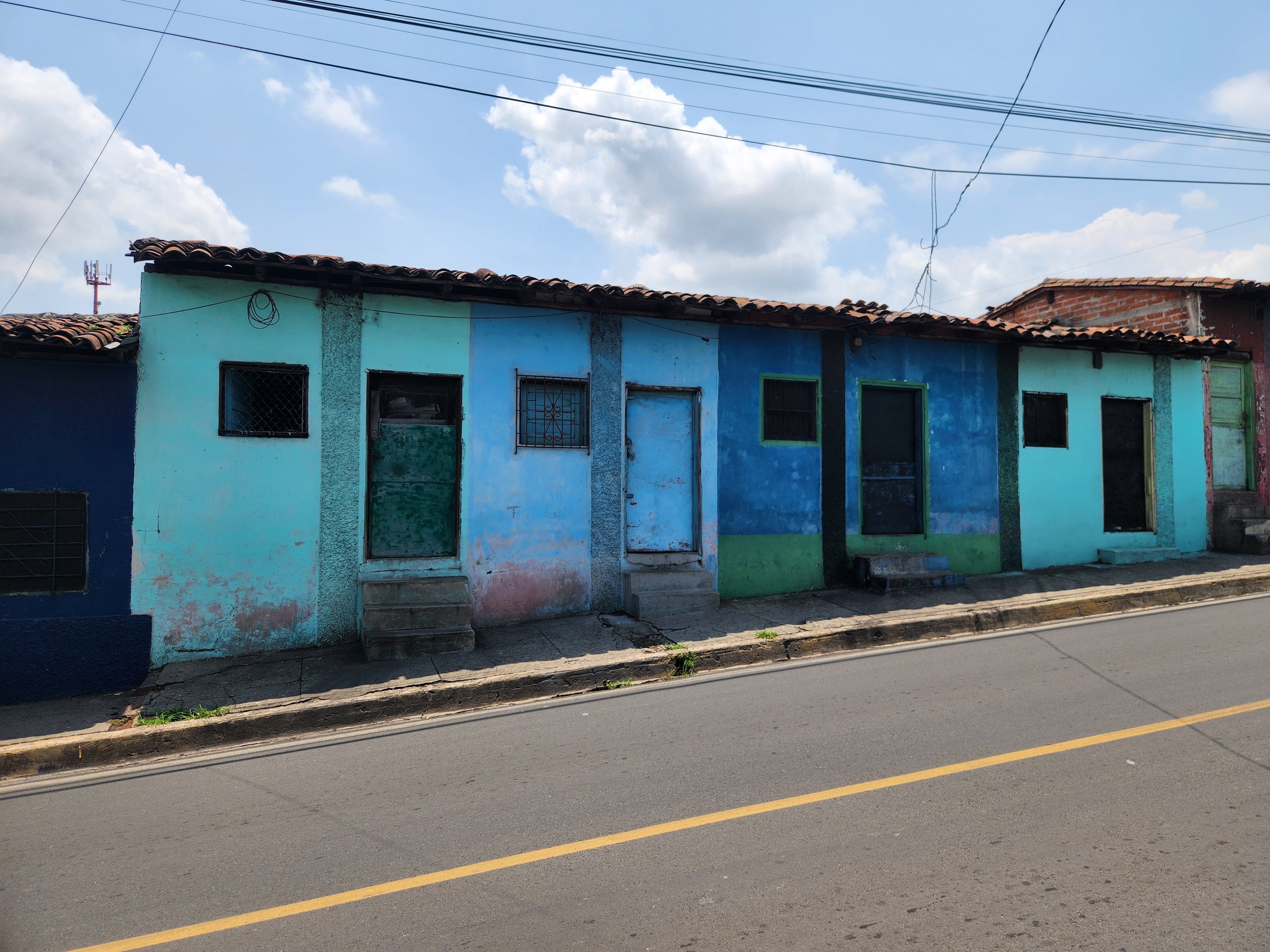
Casas de arquitectura colonial, aún habitadas.
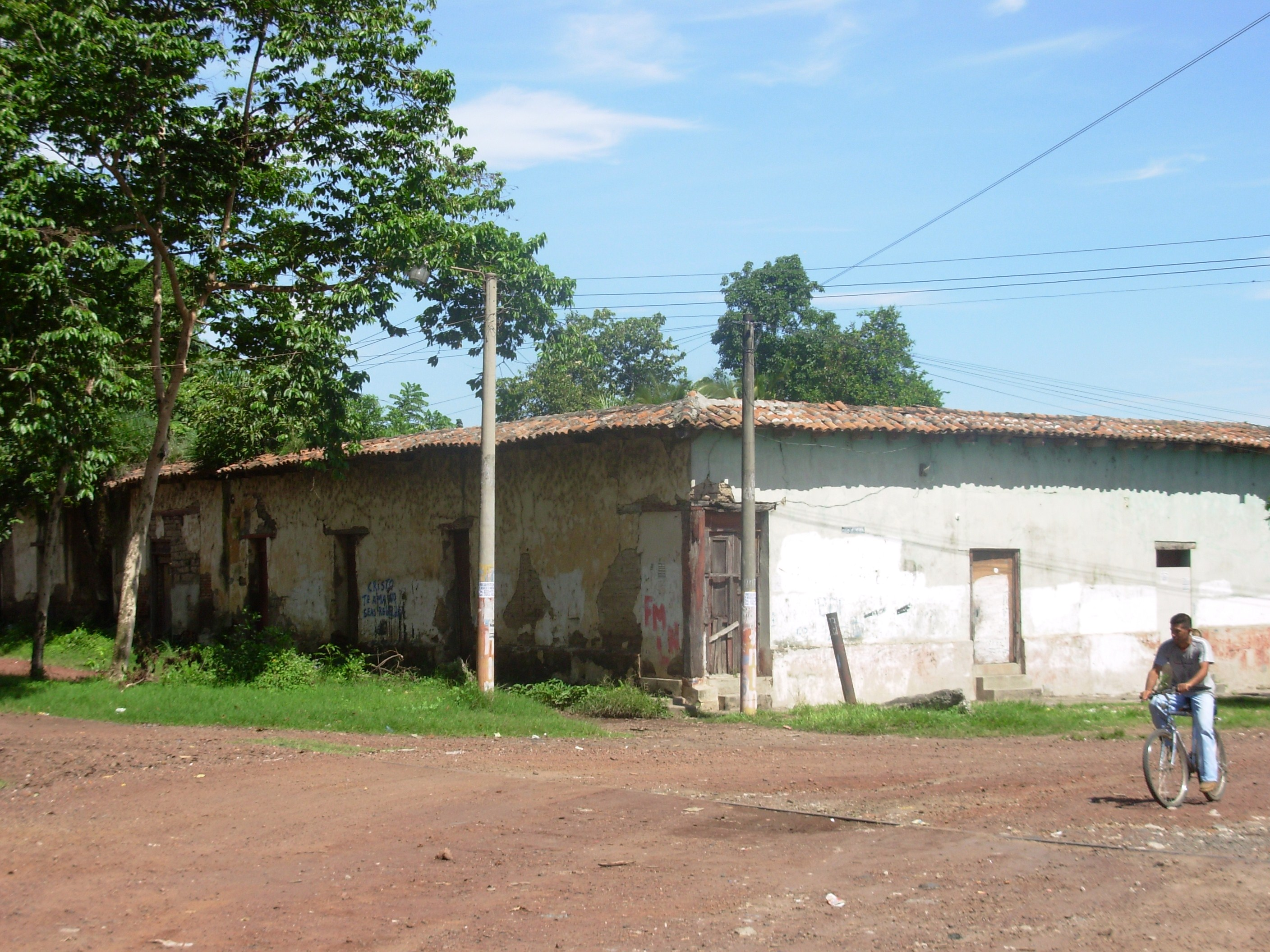
Estructuras de casas coloniales aún habitadas
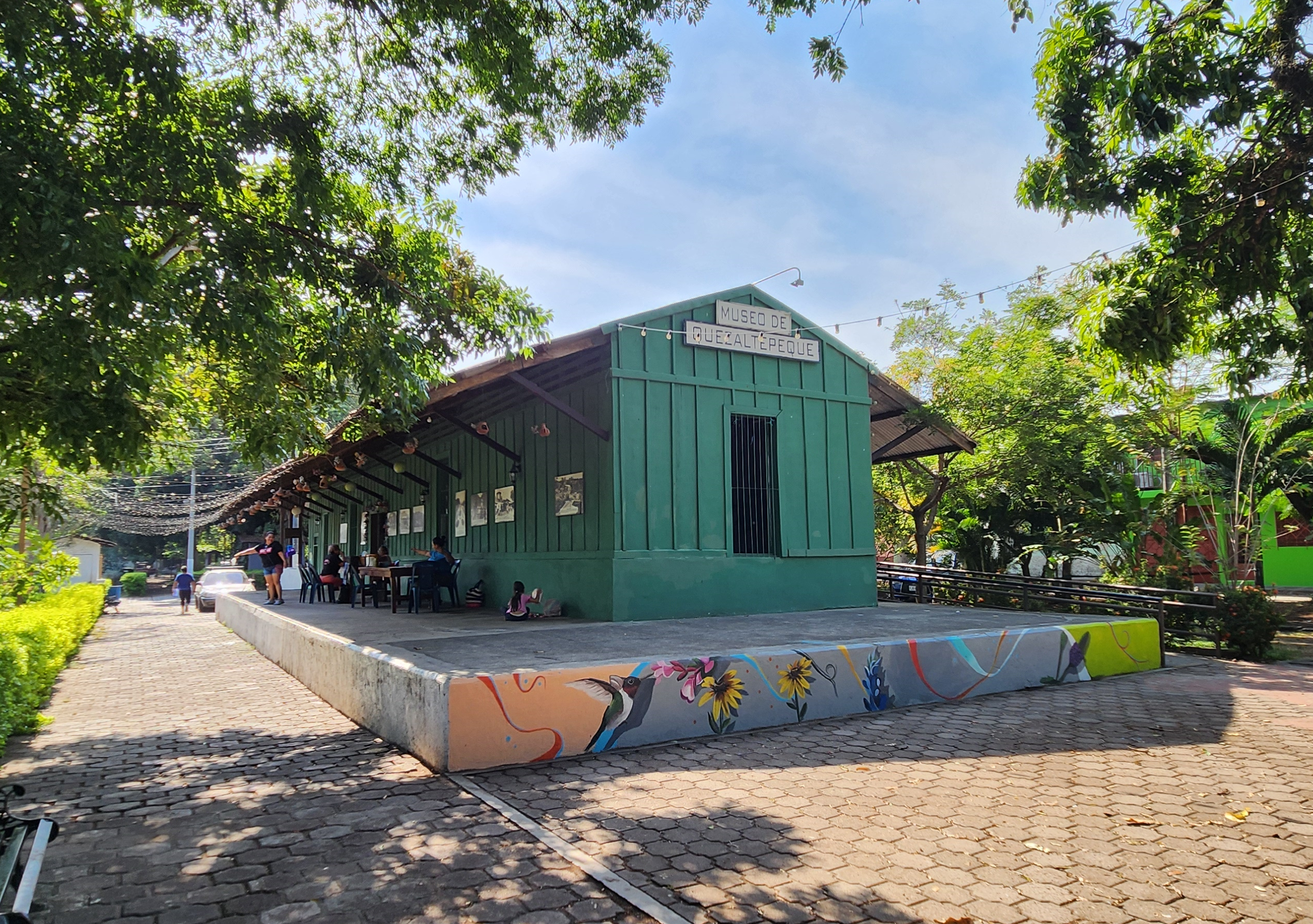
Estación de trenes de Quezaltepeque, ahora un museo.

## Turismo
El distrito tiene varios atractivos turísticos, oferta hotelera y restaurantes. Entre los destinos más destacados están: La Toma, El Autodromo el Jabalí, el Playón, La Caminata los Chintos, el Museo del Café (Ubicado en Hacienda Miranda), el Museo del Ferrocarril, La Cascada del Salto de Quezaltepeque, entre otros.

### La Toma
Este turicentro, con más de 80 hectáreas de terreno, cuenta con cinco piscinas, un lago artificial donde se puede practicar canotaje, una amplia área de pícnic, cabañas, senderos, jardines y una cancha de fútbol y dos de básquetbol. Si bien su fuente de agua natural, se conoce desde la colonia y se tiene registro de sus piscinas desde 1950, fue inaugurado el 21 de julio de 1979 por el gobierno de El Salvador como parque nacional. 

Su nombre proviene de la época colonial, donde los colonos iban a traer agua para "tomar" con el tiempo adquirió el nombre de la Toma

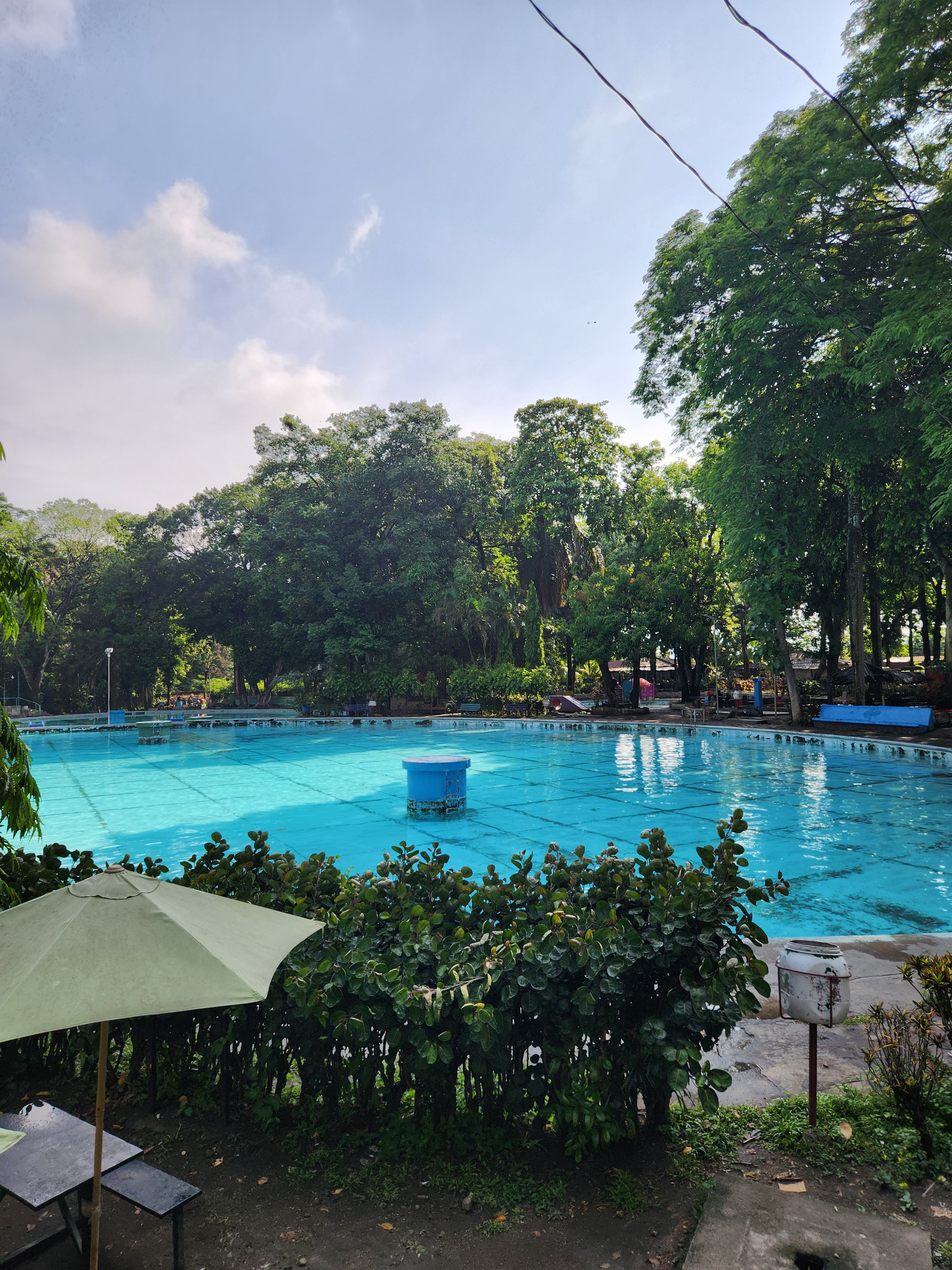
Una de las piscinas de La Toma, las cuales se llenan de agua de manantial.
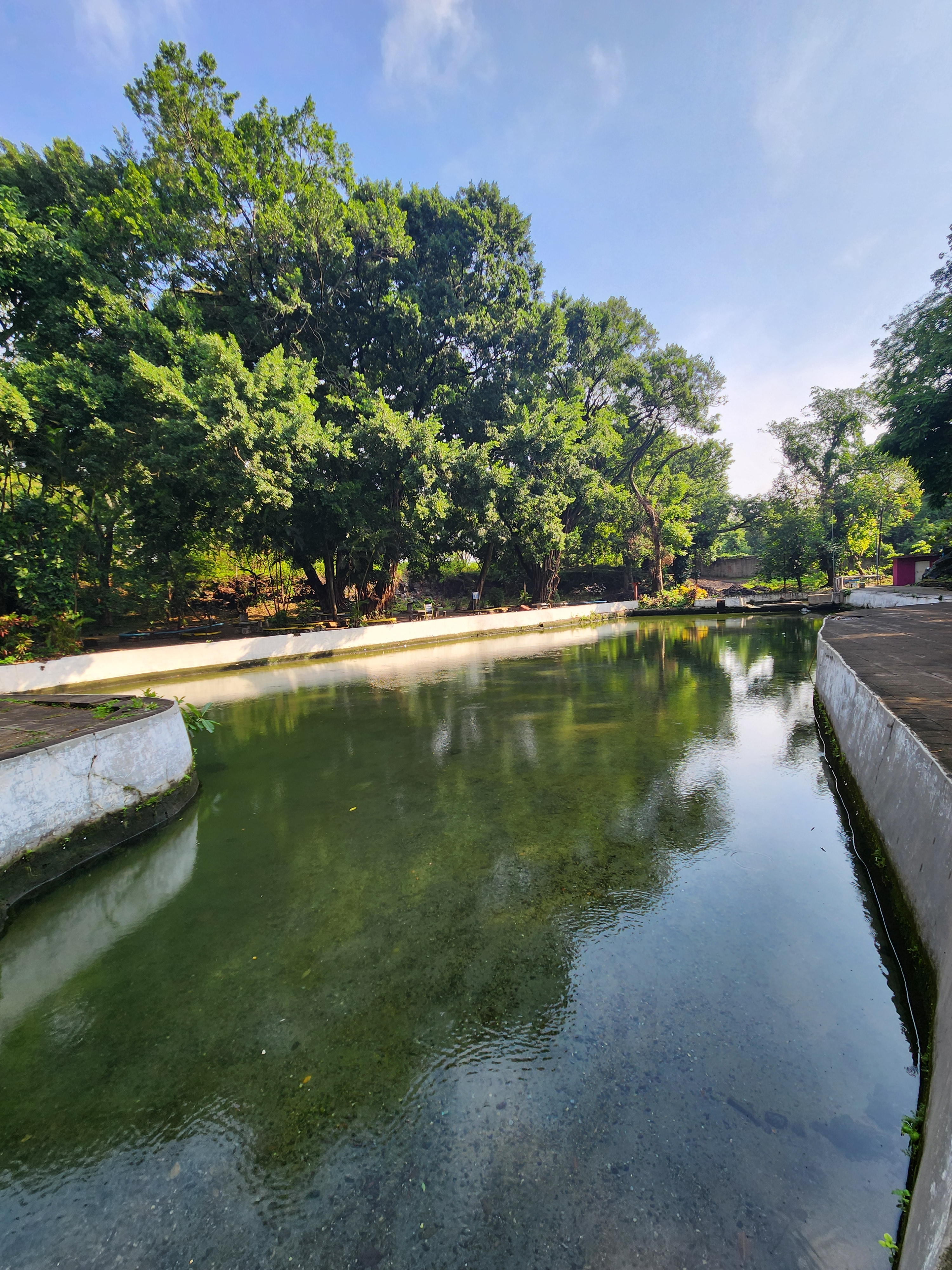
La Toma tiene pequeño lagos artificiales.
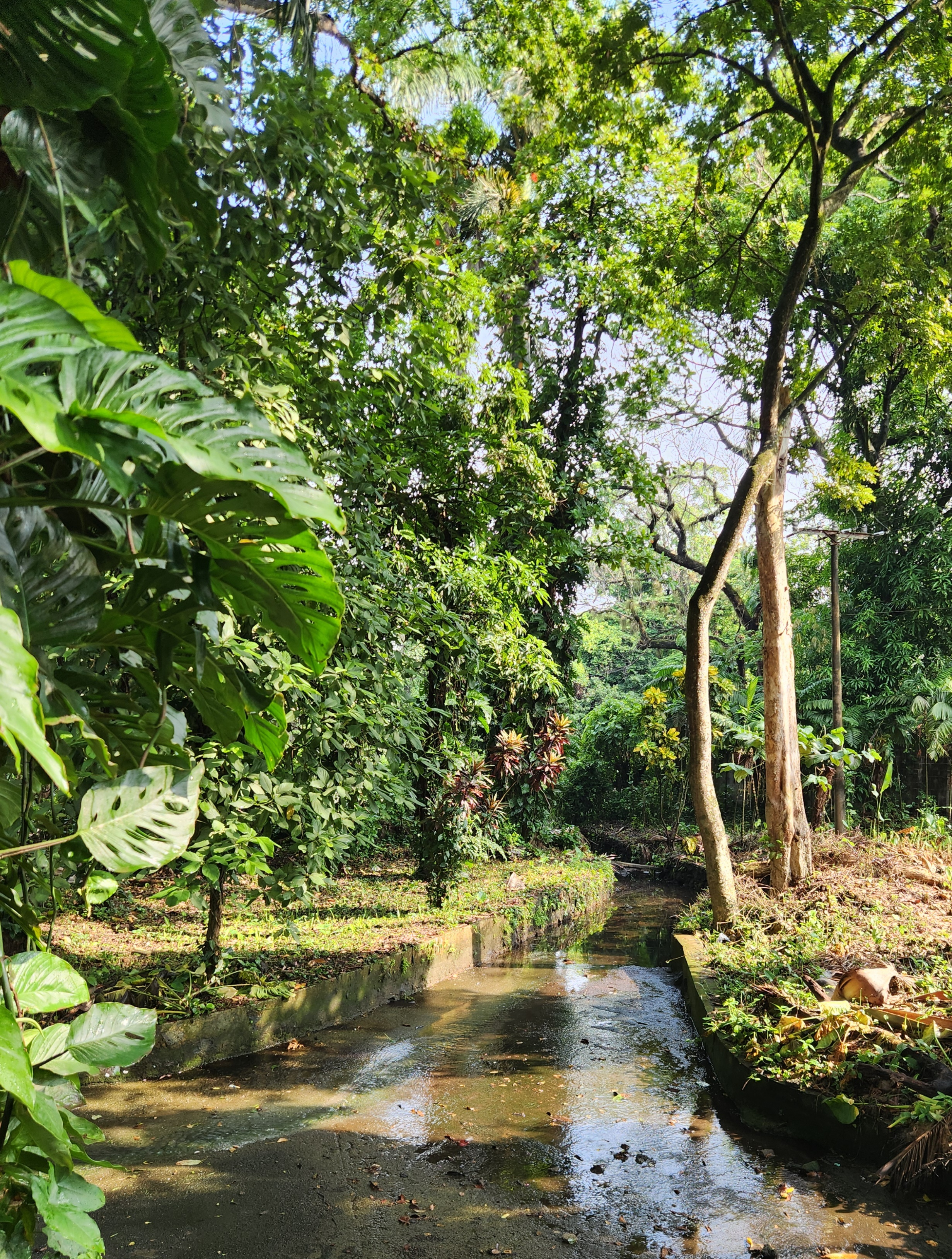
Riachuelo de La Toma
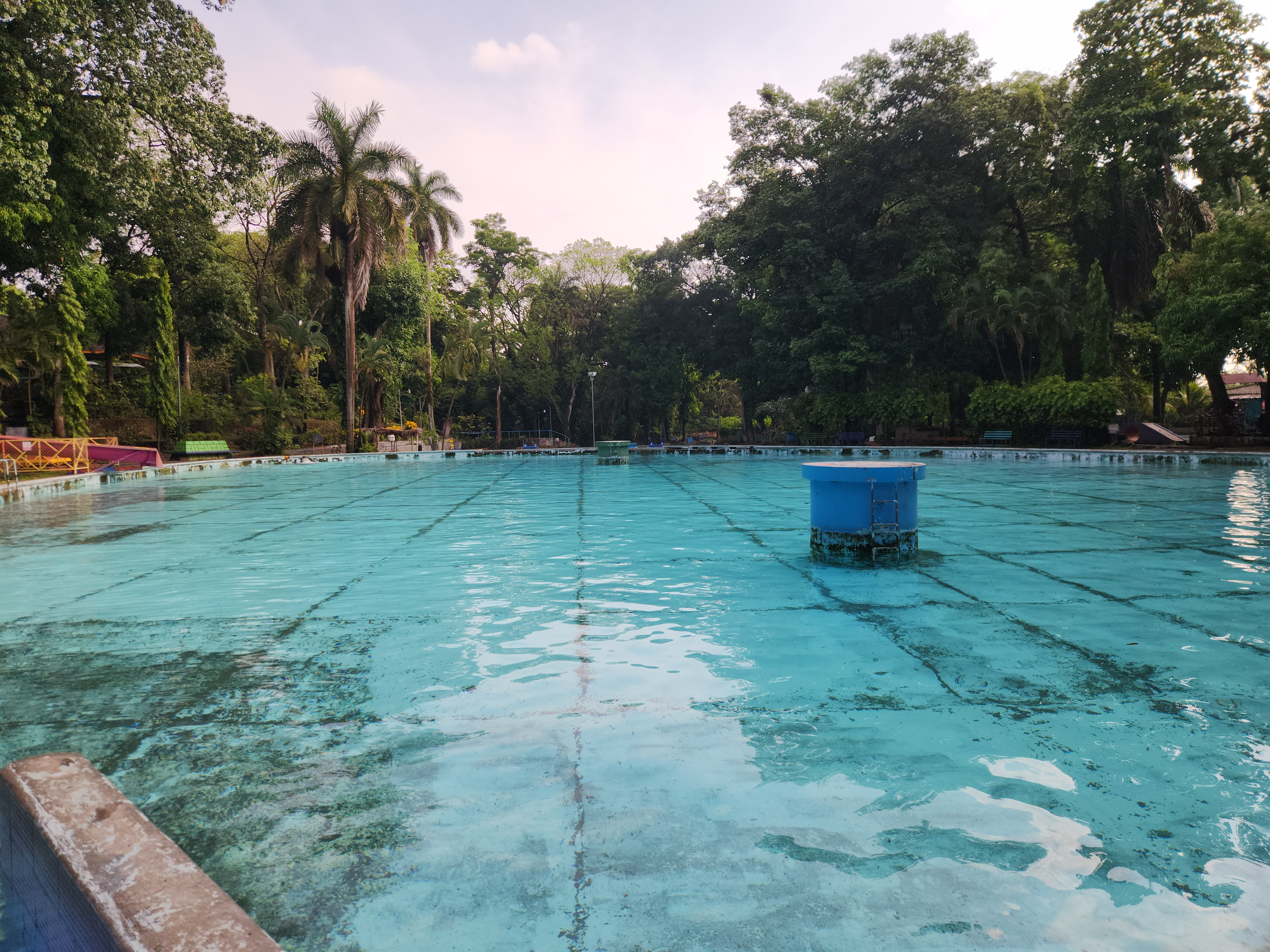
Piscina de la Toma las cuales se abastecen constantemente de un manantial.
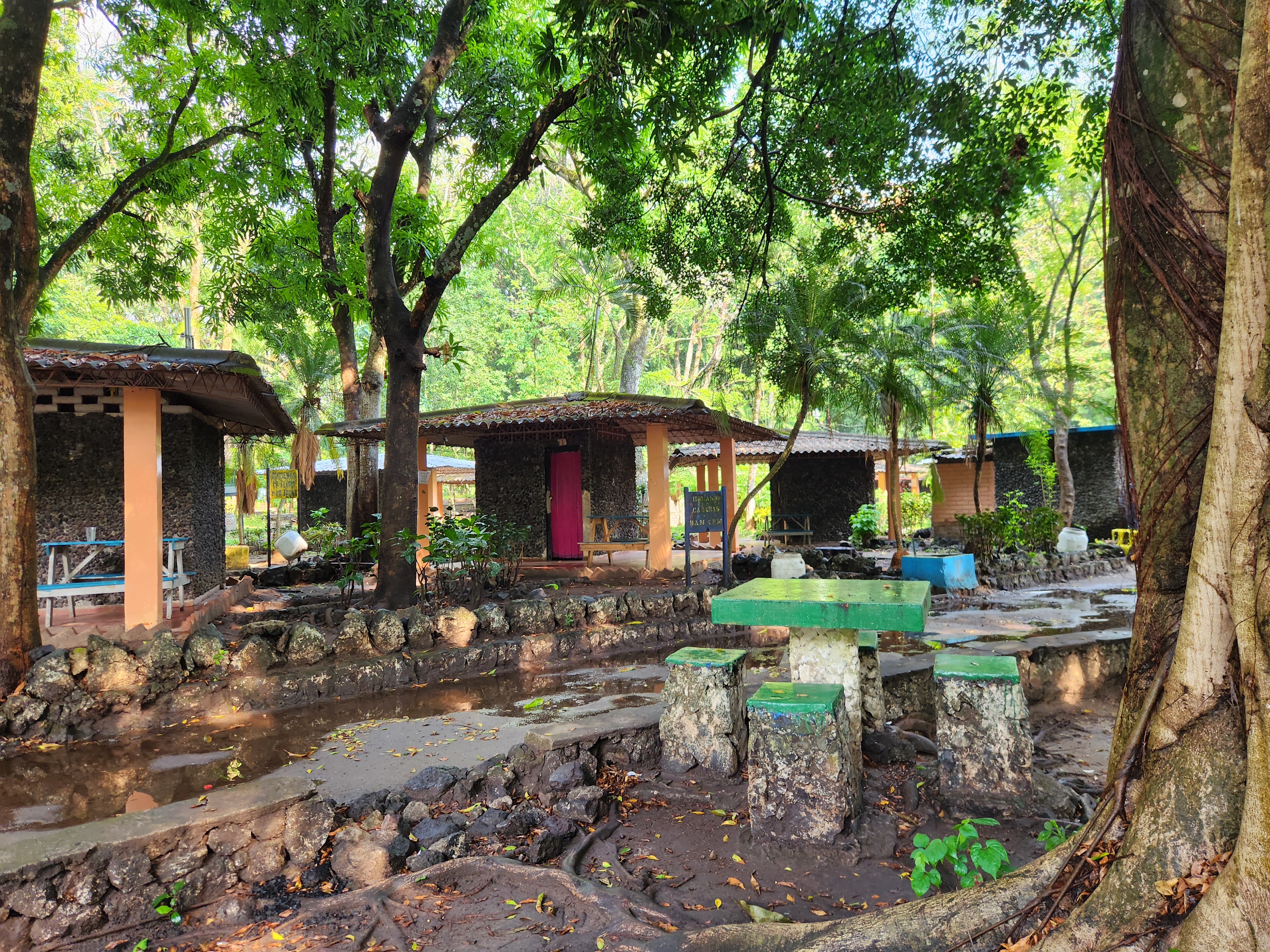
Cabañas de alquiler en la Toma donde las familias pueden departir.

### El Jabalí

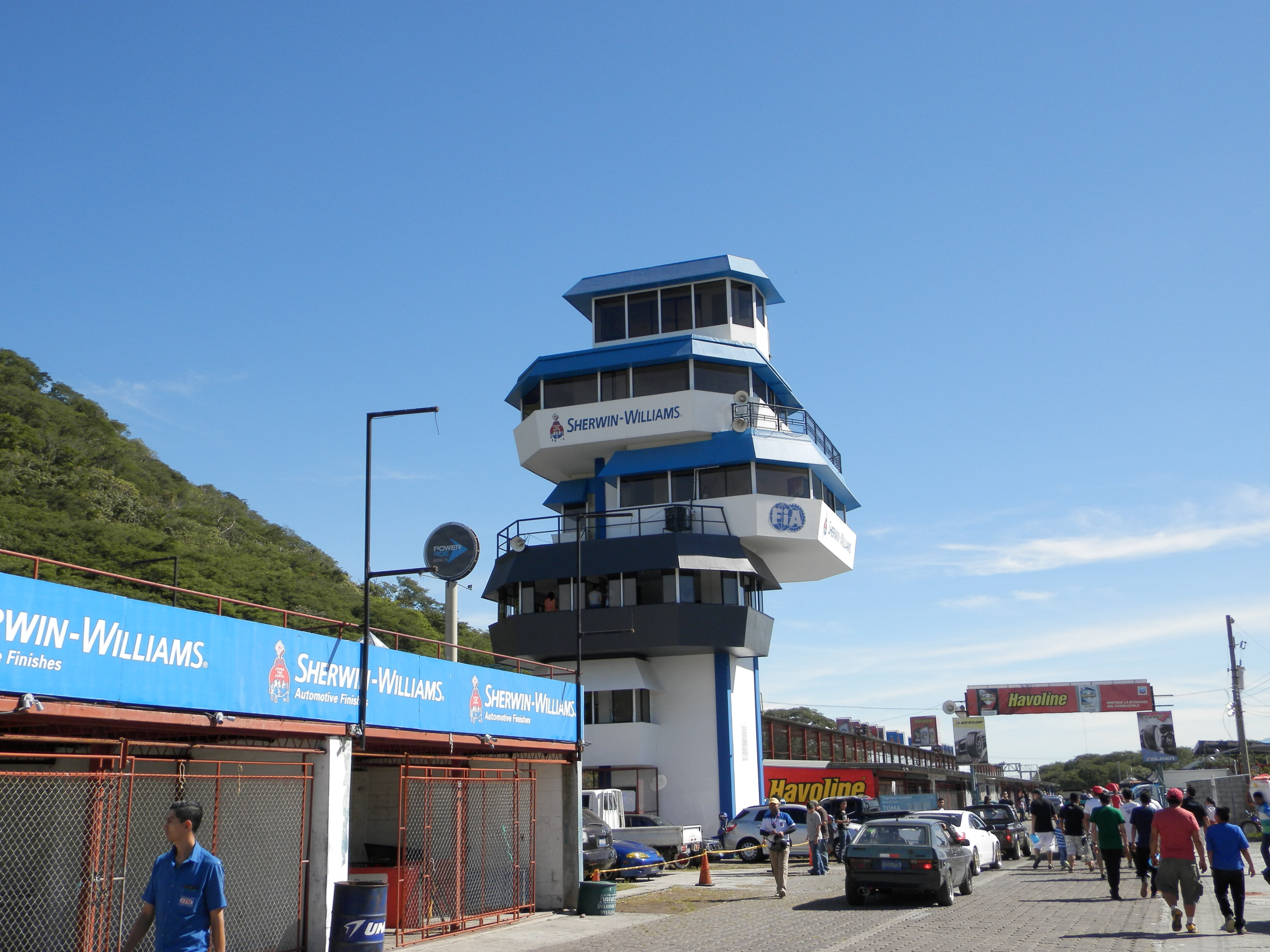
El Autodromo el Jabalí en Quezaltepeque

También, a diez minutos del centro de Quezaltepeque está el Autodromo el Jabalí el cual es visitado por muchos salvadoreños cuando hay eventos de corte nacional o internacional.
El autódromo fue inaugurado el 18 de febrero de 1979 y por muchos años fue el único autódromo de Centroamérica. Cada año se celebran torneos de automóviles y motocicletas. Tiene una longitud de 3.25 km y cuenta con 15 curvas. El circuito alberga eventos como el GT Challenge de las Américas y carreras de resistencia. Su diseño permite velocidades de hasta 275 km/h en las rectas. La pista tiene capacidad para 8,000 espectadores y 25 garajes.
Desde el año 2023, el Autódromo está buscanco la certificación de la FIA para poder albergar carreras de Fórmula. 

### El Playón

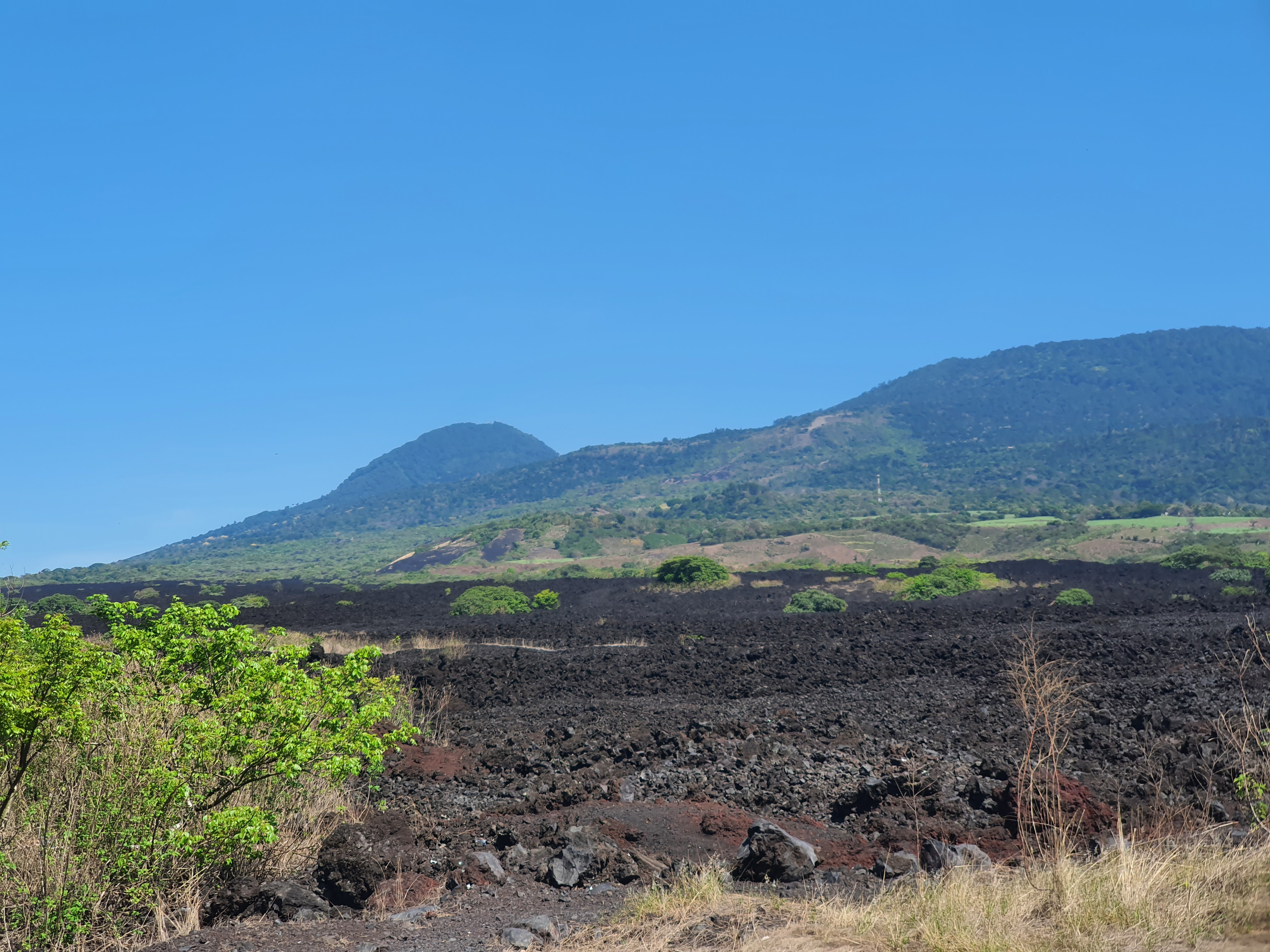
Área Natural Protegida Complejo El Playón; en Quezaltepeque.

Frente al Autódromo El Jabalí, al otro lado de la carretera, se encuentra "El Playón" o "Mar Negro", un área protegida de más de 1600 hectáreas de piedra volcánica. Esta capa de escoria volcánica, de cinco metros de espesor, se extiende a lo largo de cinco kilómetros. Fue arrojada por el volcán de San Salvador durante su erupción de 1917. Con una altitud que varía entre 450 y 1,330 metros sobre el nivel del mar, El Playón permite a los turistas que visitan Quezaltepeque, el poder apreciar el impacto y la magnitud de la mencionada erupción volcánica.
El Complejo El Playón destaca por sus sucesiones de vegetación sobre lavas de diferentes edades, creando un hábitat único para la biodiversidad. En el área Los Abriles se encuentra el árbol de Mezcal, que alcanza alturas de más de 40 metros, siendo uno de los árboles más altos del país.   En este ecosistema se han identificado 436 especies de flora. 
Históricamente en donde se encuentran las hectáreas de piedra volcánica estaba ubicada la «Hacienda Estamecayo», valiosa por su riqueza histórica pues sirvió de casa de retiro del prócer Mariano Fagoaga y fue el lugar donde asesinaron al anexionista del Primer Imperio Mexicano, el español José Rosi. (No confundir la «Hacienda Estamecayo» con «Hacienda Toma de Agua» también de Quezaltepeque, que fue el lugar de confinamiento y reclusión forzada de los próceres Vicente Aguilar y Bustamante y Nicolás Aguilar).
En la historia moderna, en este mismo lugar, sin conocimiento exacto de su paradero, están los restos del poeta Roque Dalton quien fuera asesinado por el ERP y también el lugar ocurrió  el accidente que tomó la vida de Javier Cristiani Llach, desarrollador local con fines altruistas e hijo del expresidente Alfredo Felix Cristiani.

### Museo Ferroviario Quezaltepeque

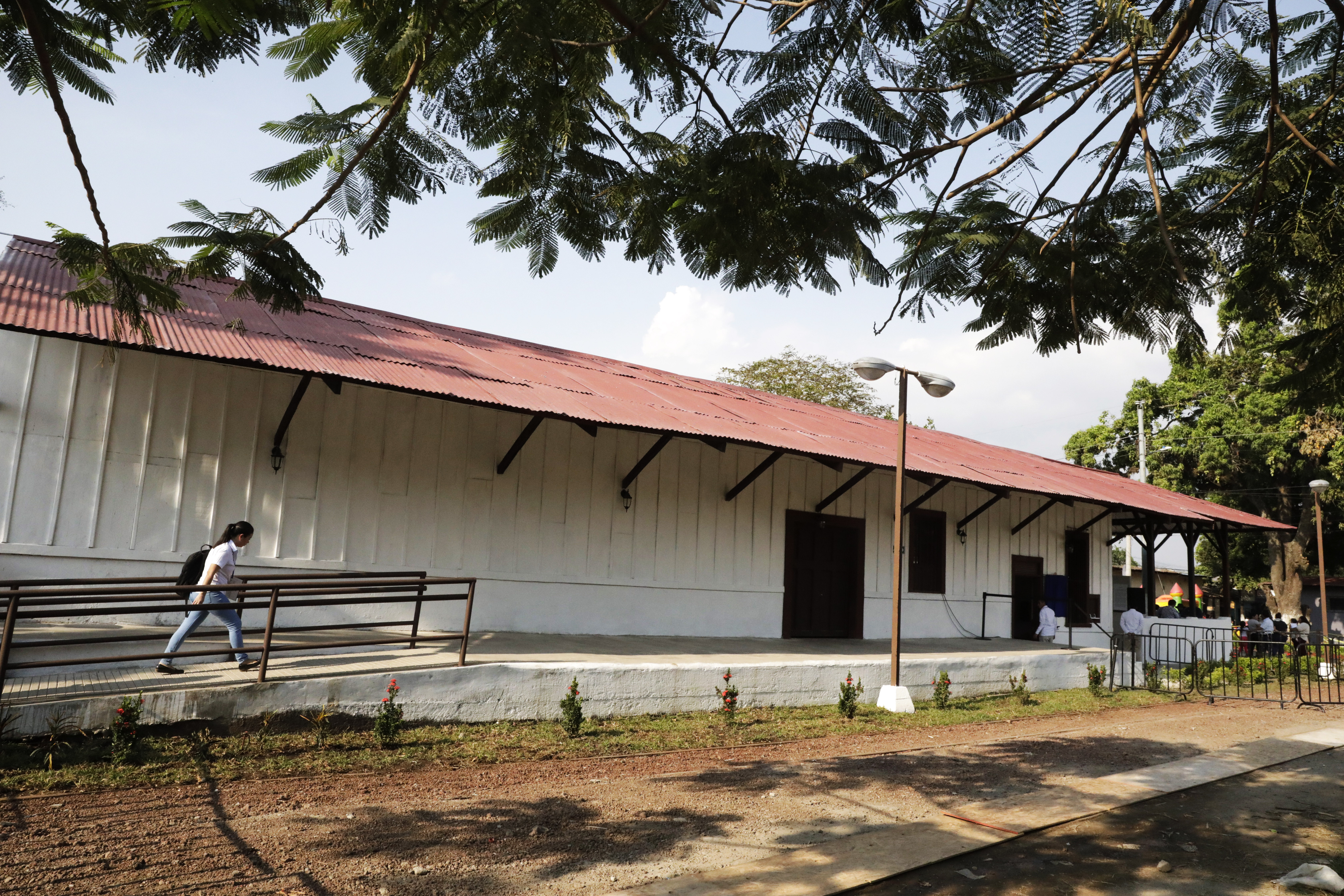
La antigua estación ferroviaria fue convertida en museo en 2019, convirtiéndose en un lugar dedicado al desarrollo de actos culturales.

Ubicado en la antigua estación de trenes construida en 1910 para facilitar el transporte ferroviario entre Acajutla, Santa Ana y San Salvador, este edificio histórico permaneció en estado de abandono durante varios años. En 2019, fue restaurado y transformado en un museo que preserva y exhibe diversos aspectos de la vida cotidiana de los trabajadores ferroviarios, los pasajeros y la comunidad local. El museo ofrece una mirada al pasado ferroviario de la región, destacando su importancia en el desarrollo social y económico del país. 

Algunos objetos que se pueden apreciar en el museo los siguientes:

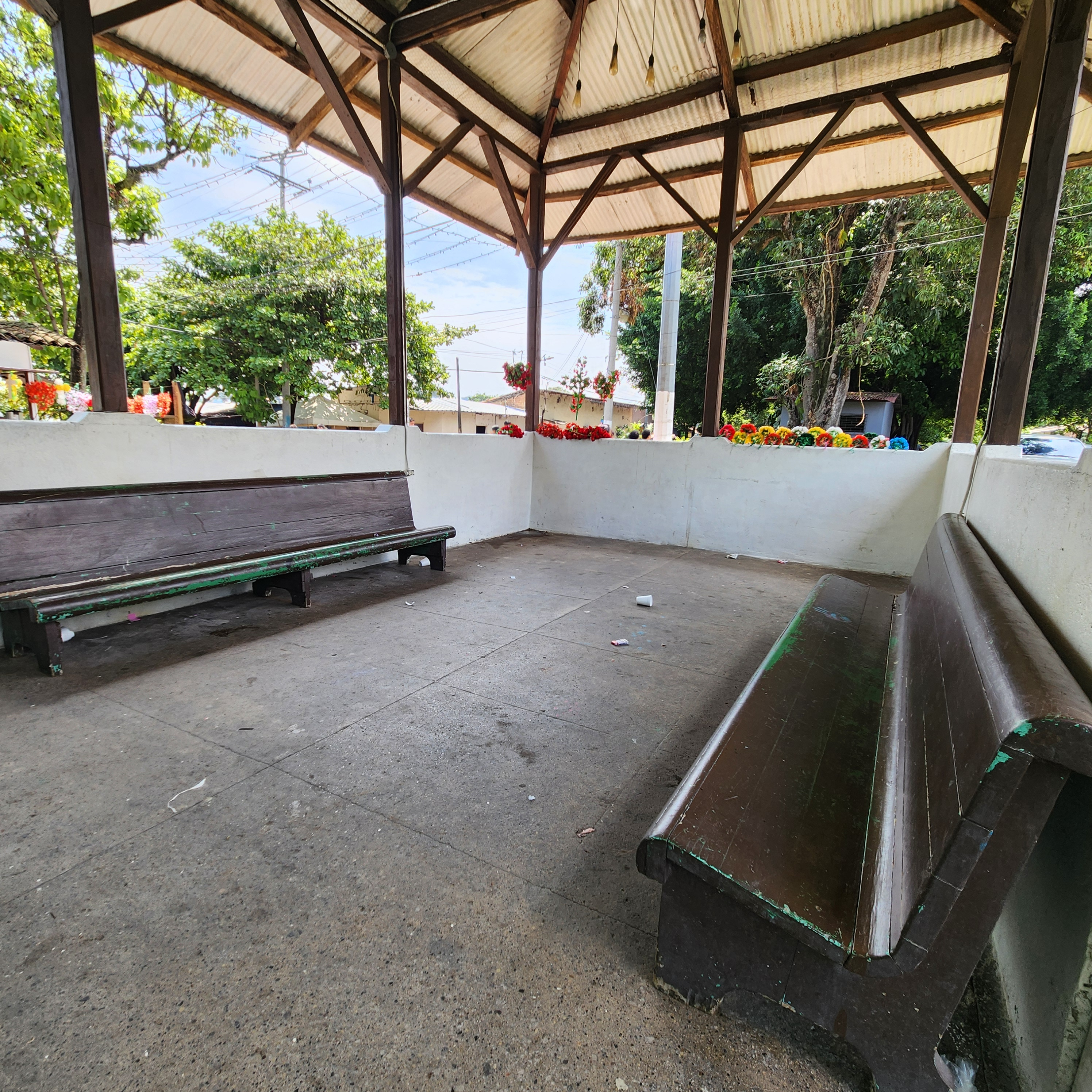
Antigua sala de espera de los pasajeros que abordaban el tren en 1910.
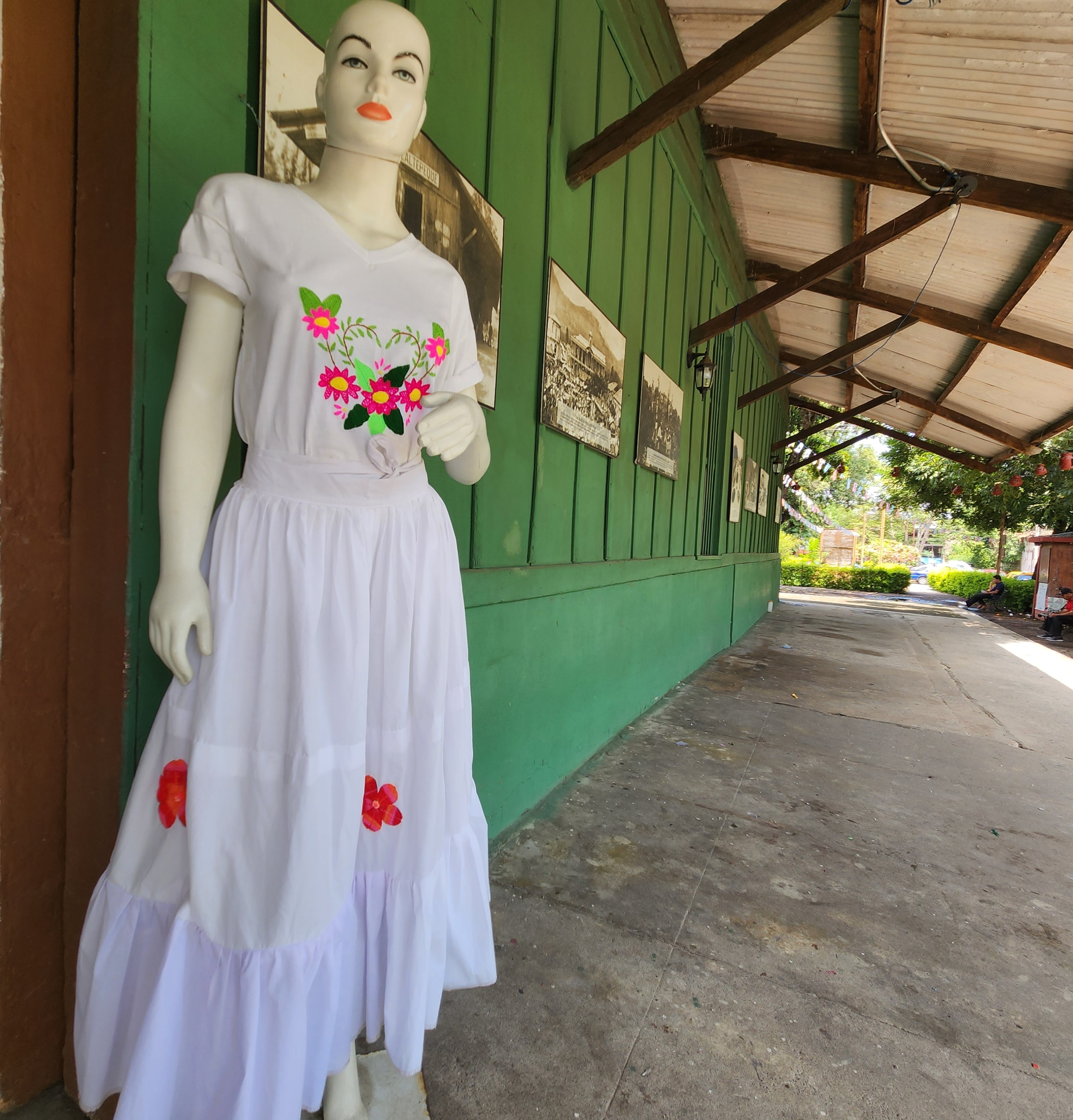
Traje típico de una quezalteca.
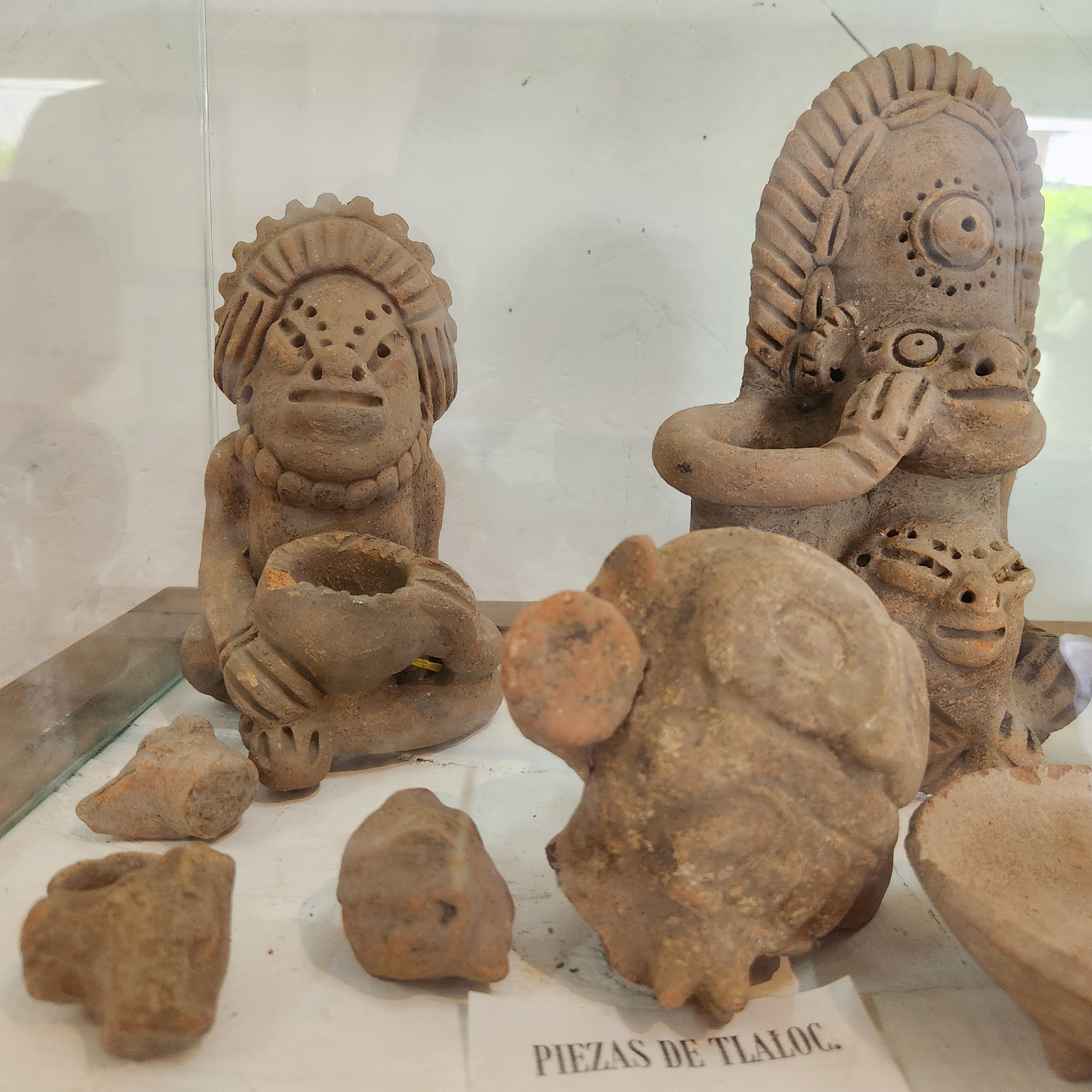
Piezas arqueológicas encontradas en Las Marías
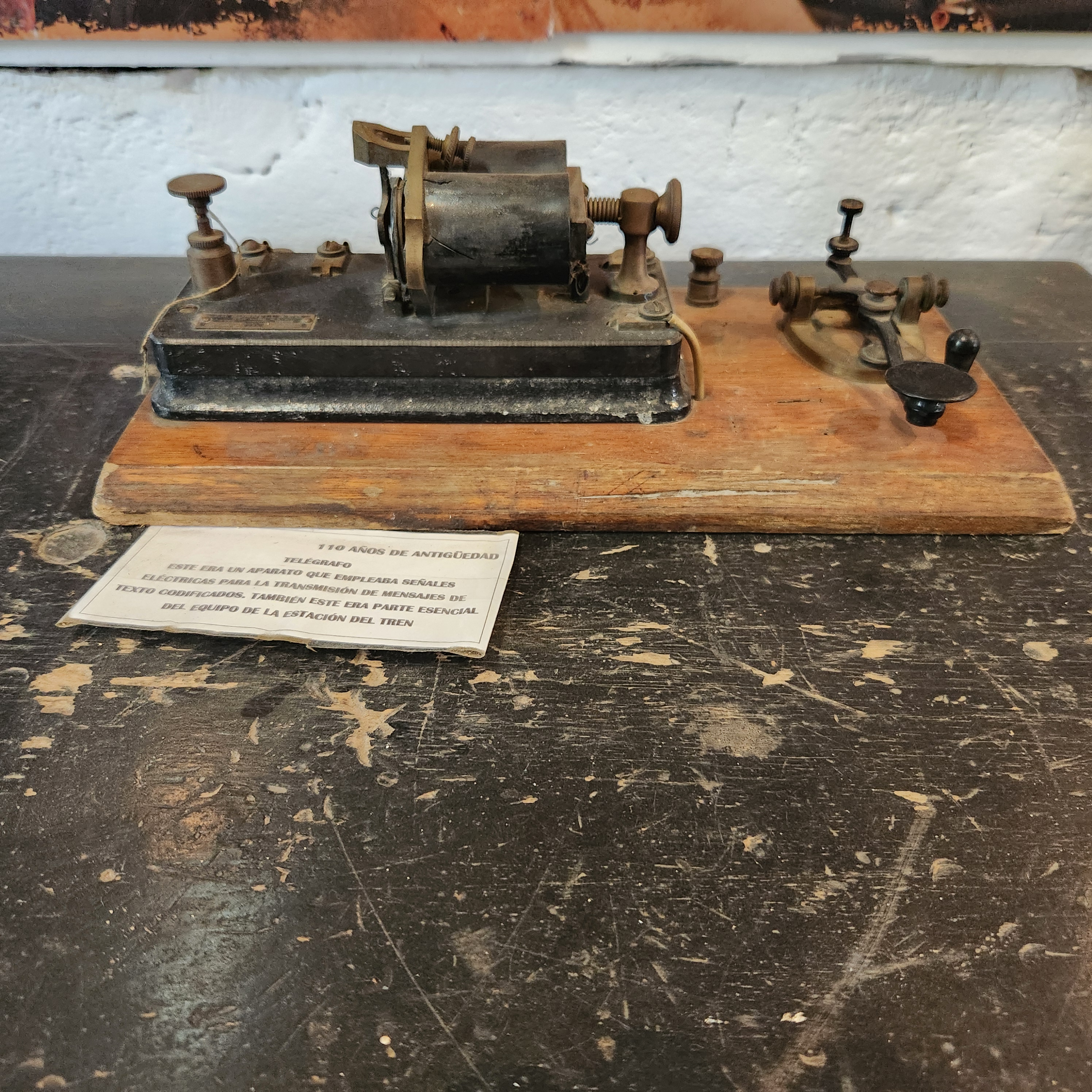
Mesa de telegráfo y telegrafo usado en la estación del tren.
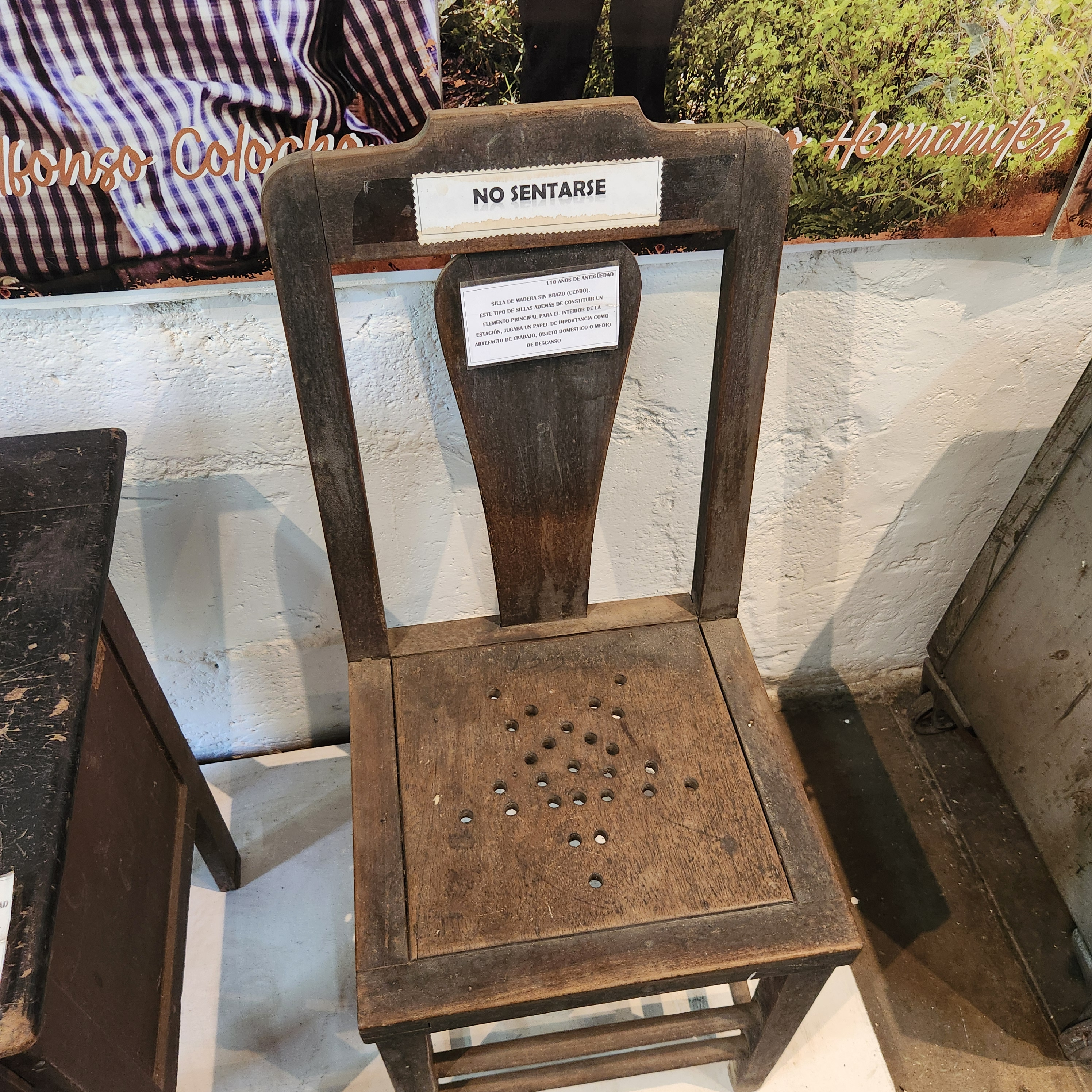
Antigua silla usada por personal administrativo del tren.
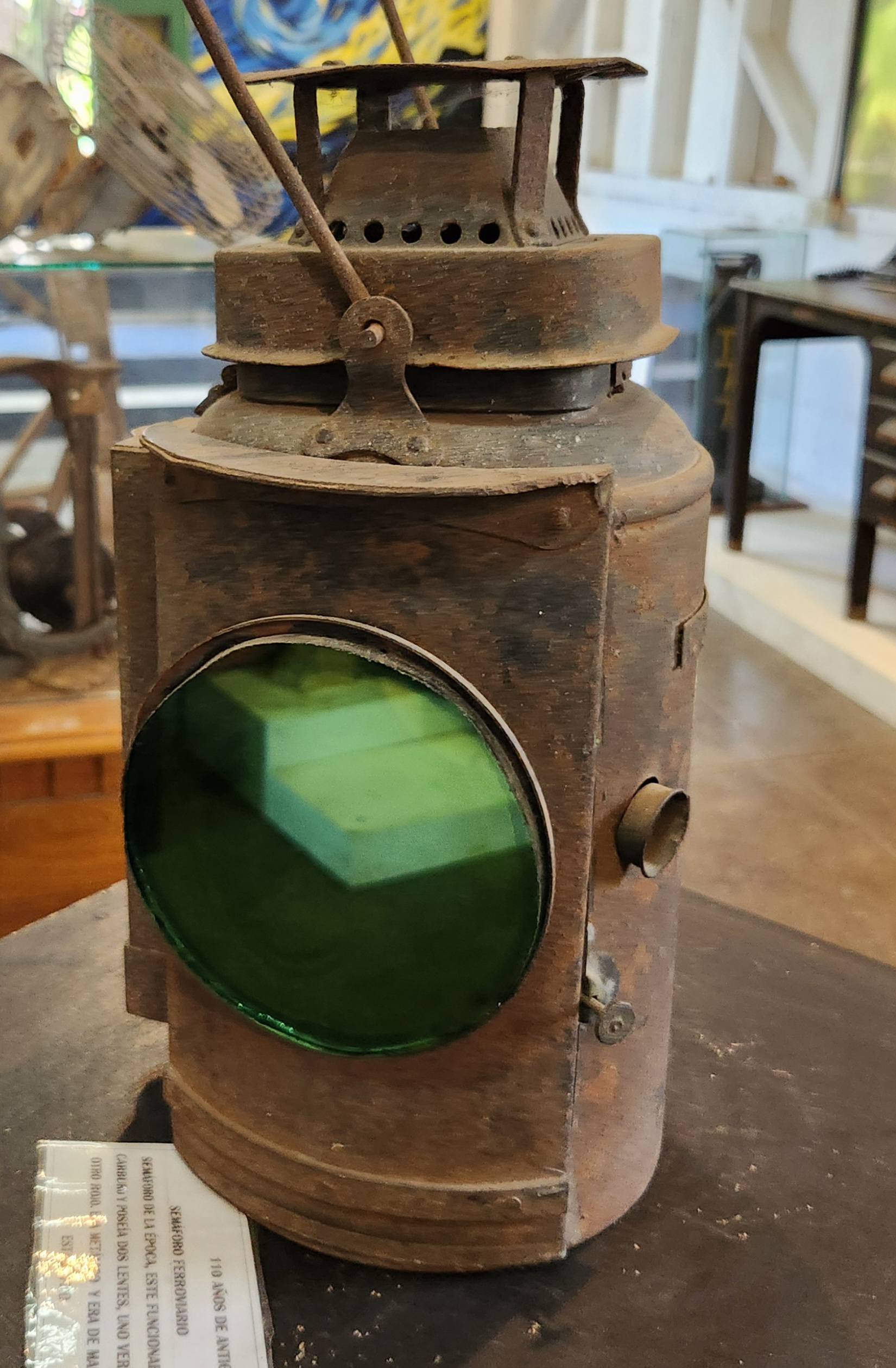
Lámpara Ferroviaria.
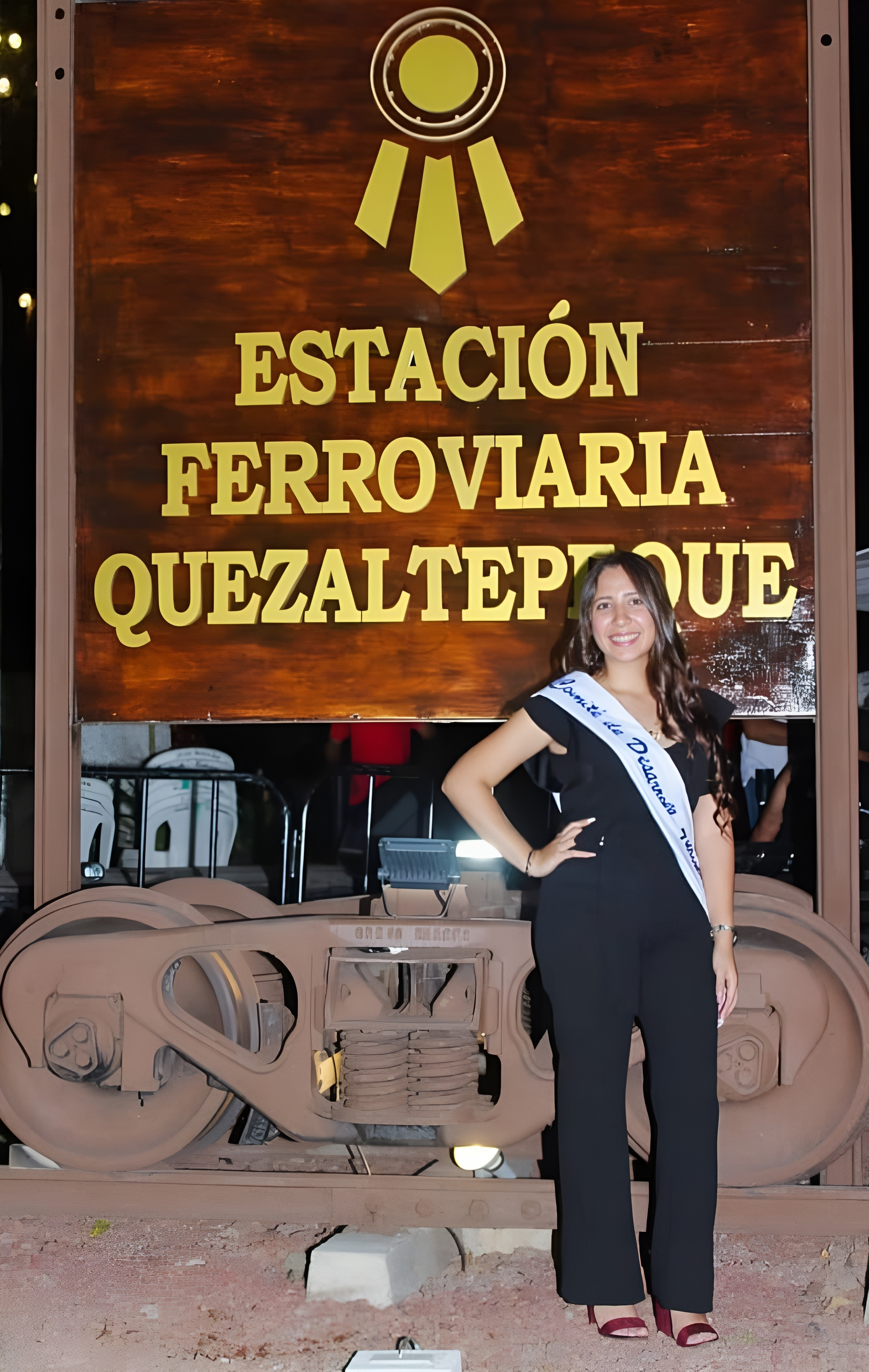
Gabriela Pacas, Reina de Quezaltepeque 2018 en su visita al Museo
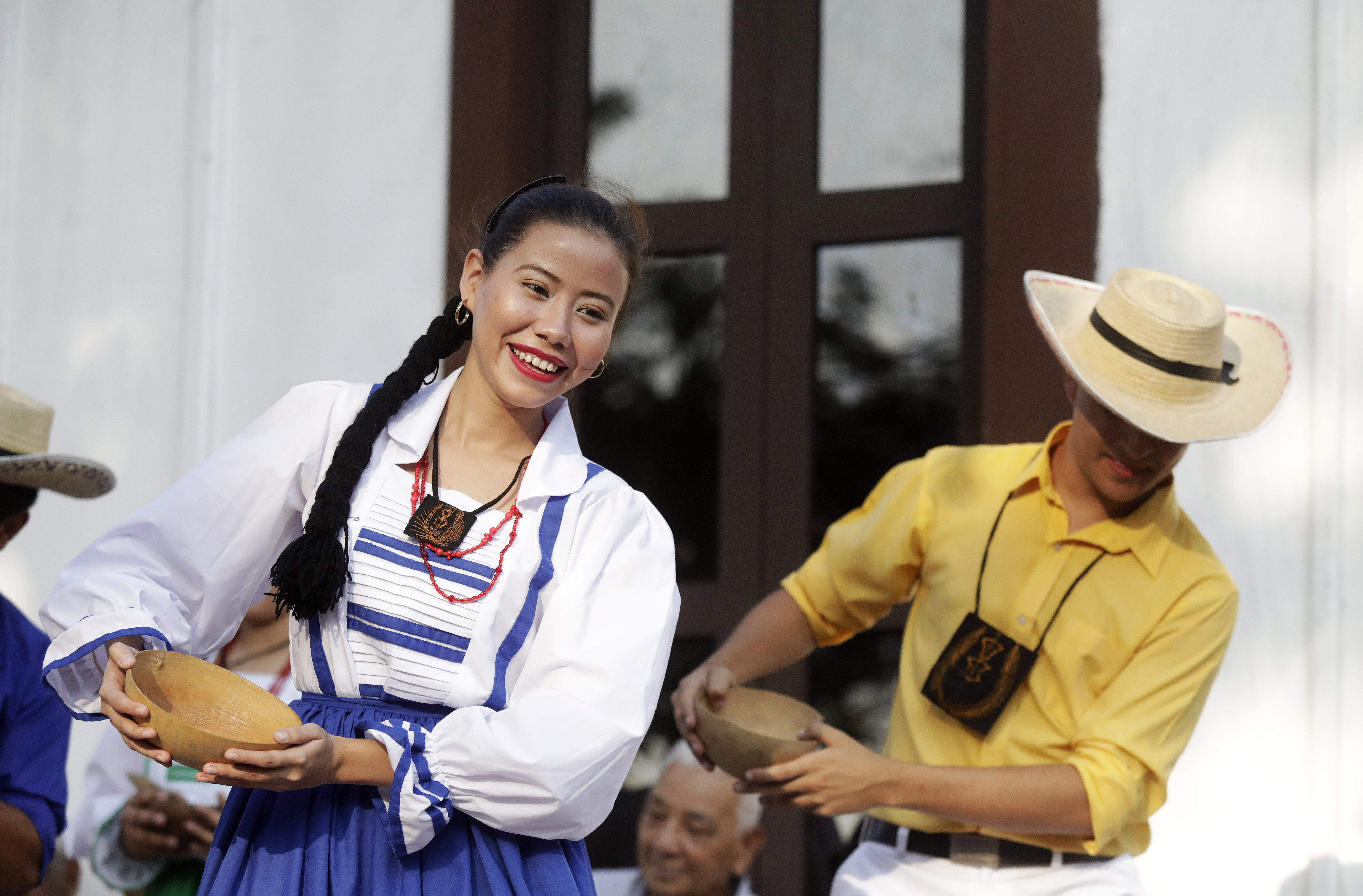
Presentación artística de la cultura quezalteca en el museo.

### Museo del Café
En las faldas del volcán de San Salvador del lado de Quezaltepeque se encuentra la Hacienda Miranda; ubicada sobre un territorio llamado por los habitantes precolombinos como Telapasco.

La Hacienda Miranda, tiene fecha de fundación entre 1899-1905, y su nombre es en honor al pueblo de Miranda en Cauca Colombia. Con más de 90 hectáreas de terreno; ofrece al turista un museo del café que le traslada en cómo era el cultivo del café a inicios del siglo XX. En la actualidad la hacienda produce café variedad marsellesa.

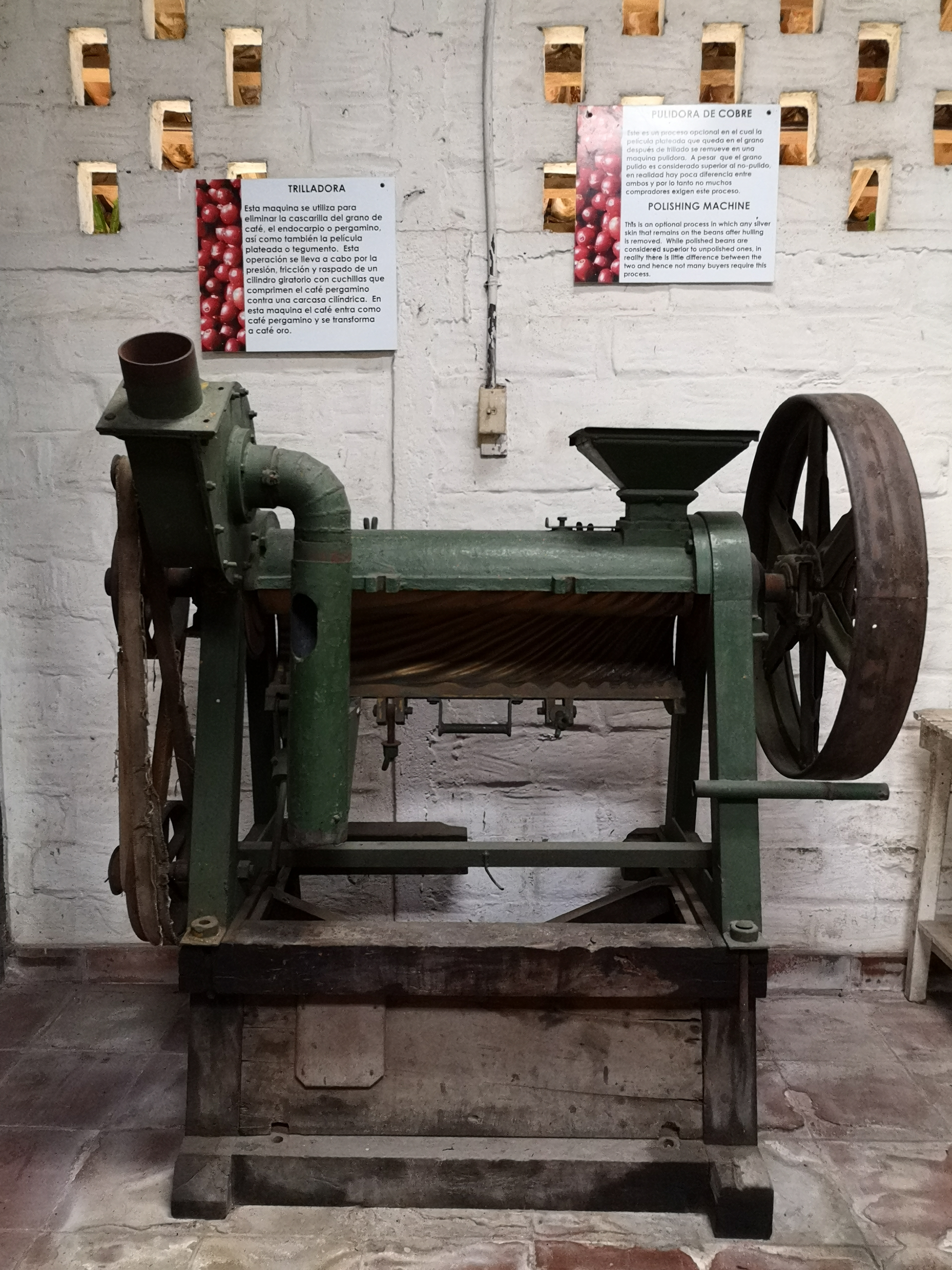
Maquinaria usada y en exhibición.
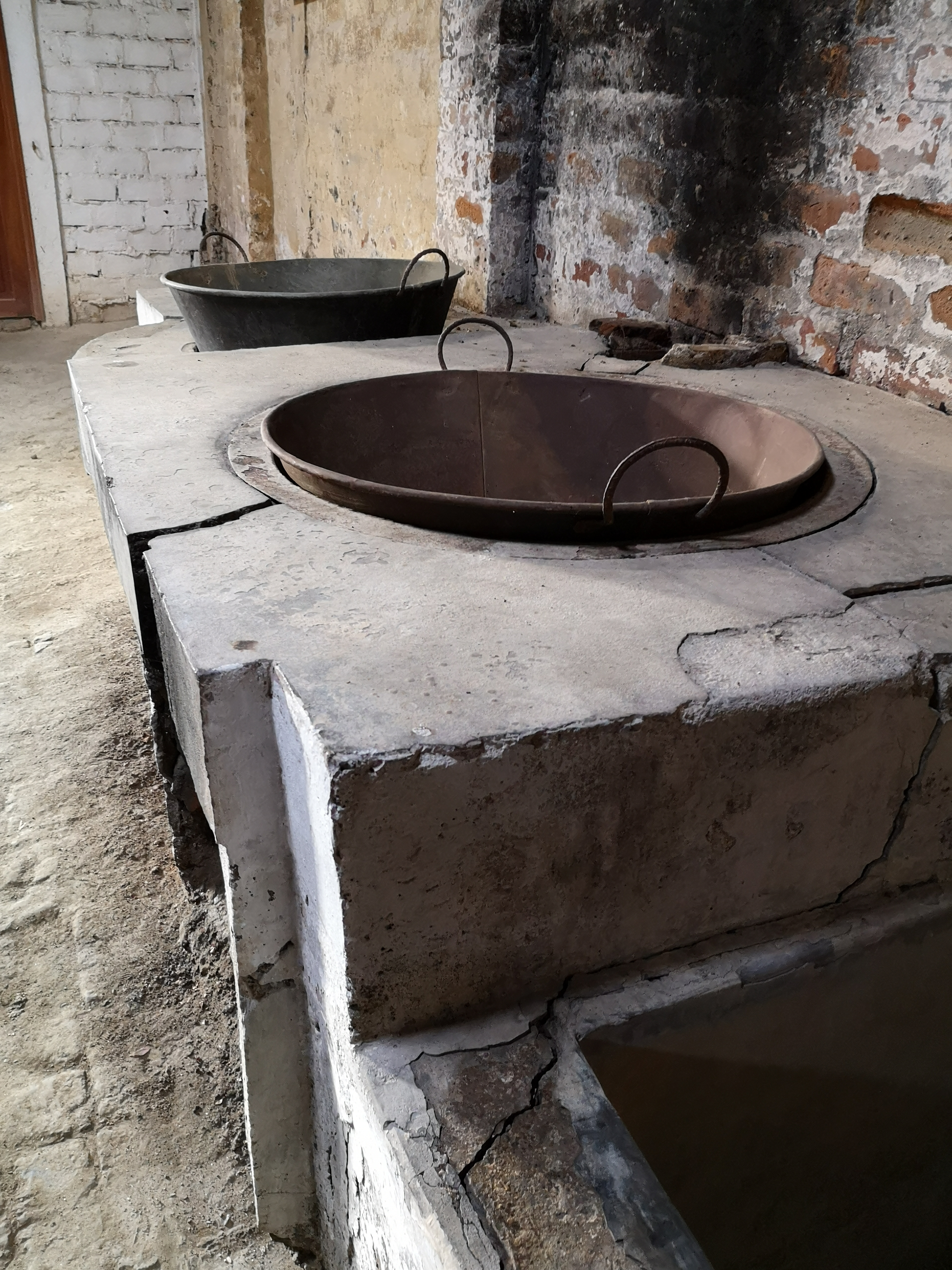
Antigua cocina del caso de la Finca Miranda donde se preparaban los frijoles y las chengas para los jornaleros.
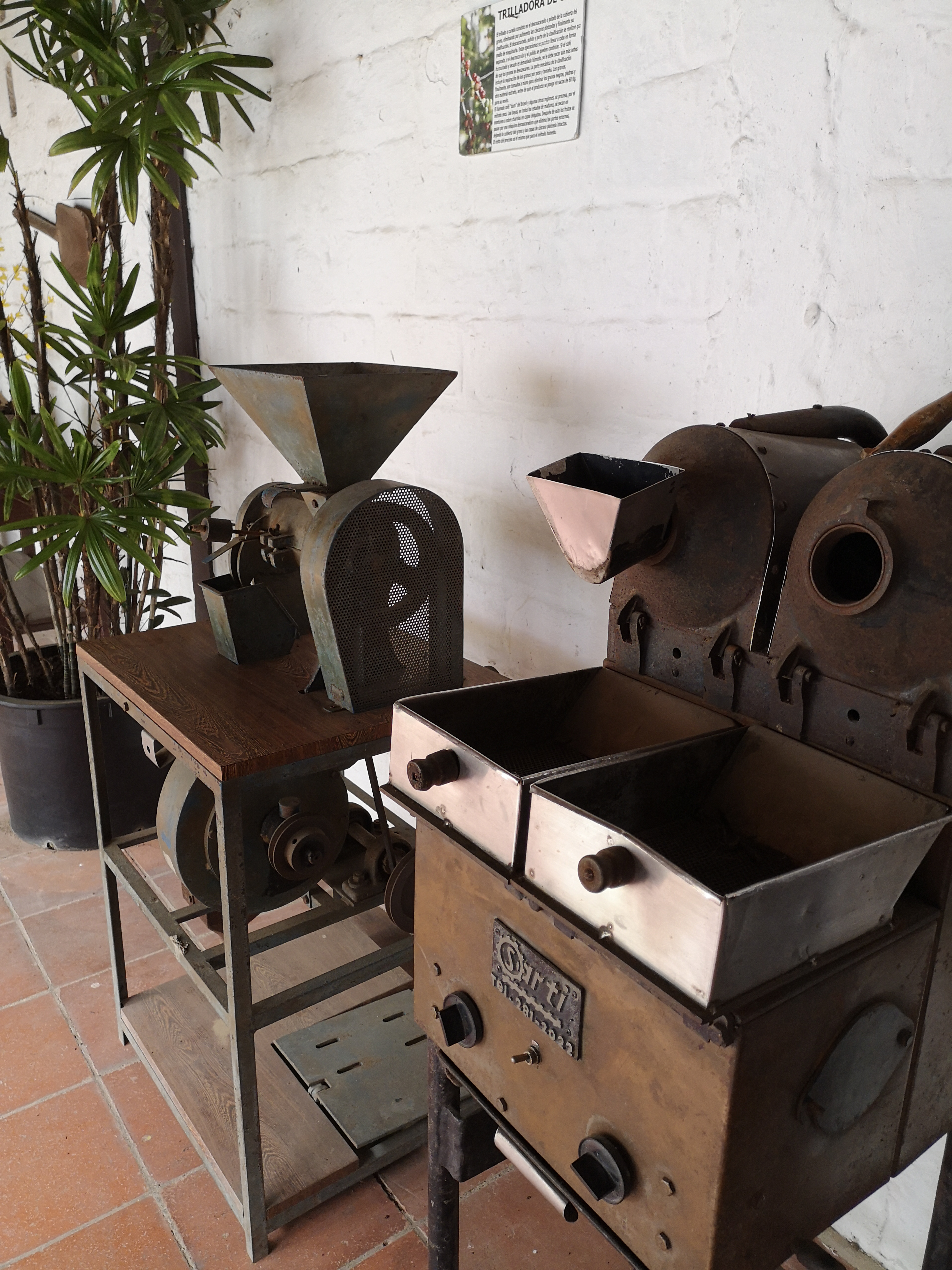
Maquinaria en exhibicón para los turistas que visitan Quezaltepeque.
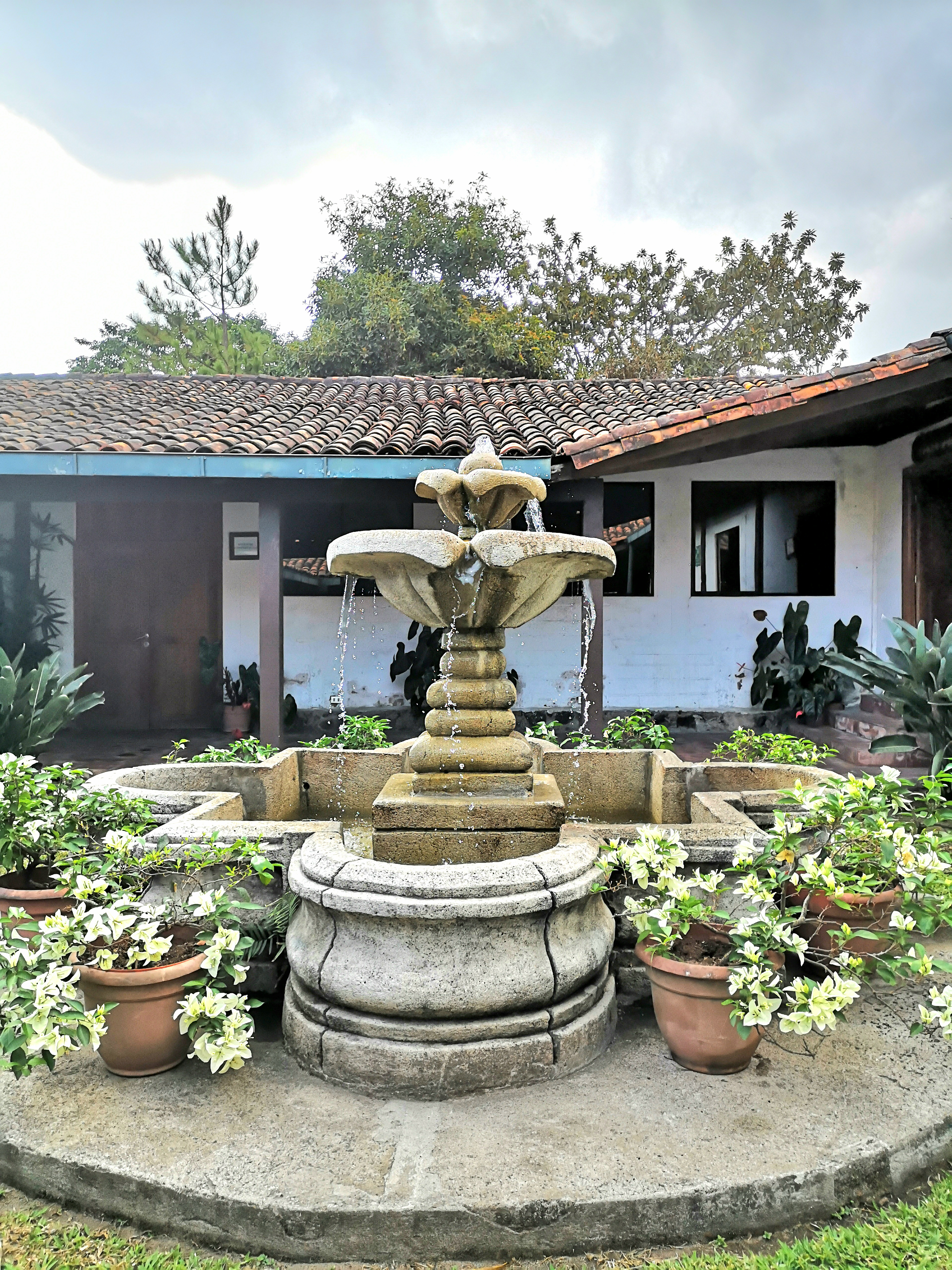
Hacienda Miranda, fue propiedad en un inicio de la familia colombiana Álvarez Lalinde.

Los colombianos Álvarez Lalinde, además de la Hacienda Miranda llegaron a poseer las siguientes haciendas en Quezaltepeque: El Olvido, Antioquía, Santa Elena, La Toma, y Bolívar. Así también tuvieron una hacienda en Atapasco en donde cuenta el historiador Mauricio Álvarez Geoffroy, que el río de Atapasco lo rebautizaron como Río Claro, pues le recordaba a ellos ciertos parajes naturales de Manizales. 

### Parque Central Norberto Morán
Parque Norberto Morán, construido en 1934 lleva el nombre de Norberto Morán, un quezalteco impulsor del cultivo del café en el distrito. Actualmente el parque ofrece: Un templete para la presentación de la Filarmónica de Quezaltepeque espacios para la presentación del Ballet de Quezaltepeque una cancha de Baloncesto con capacidad para 400 espectadores y restaurantes de comidas tradicionales del pueblo.

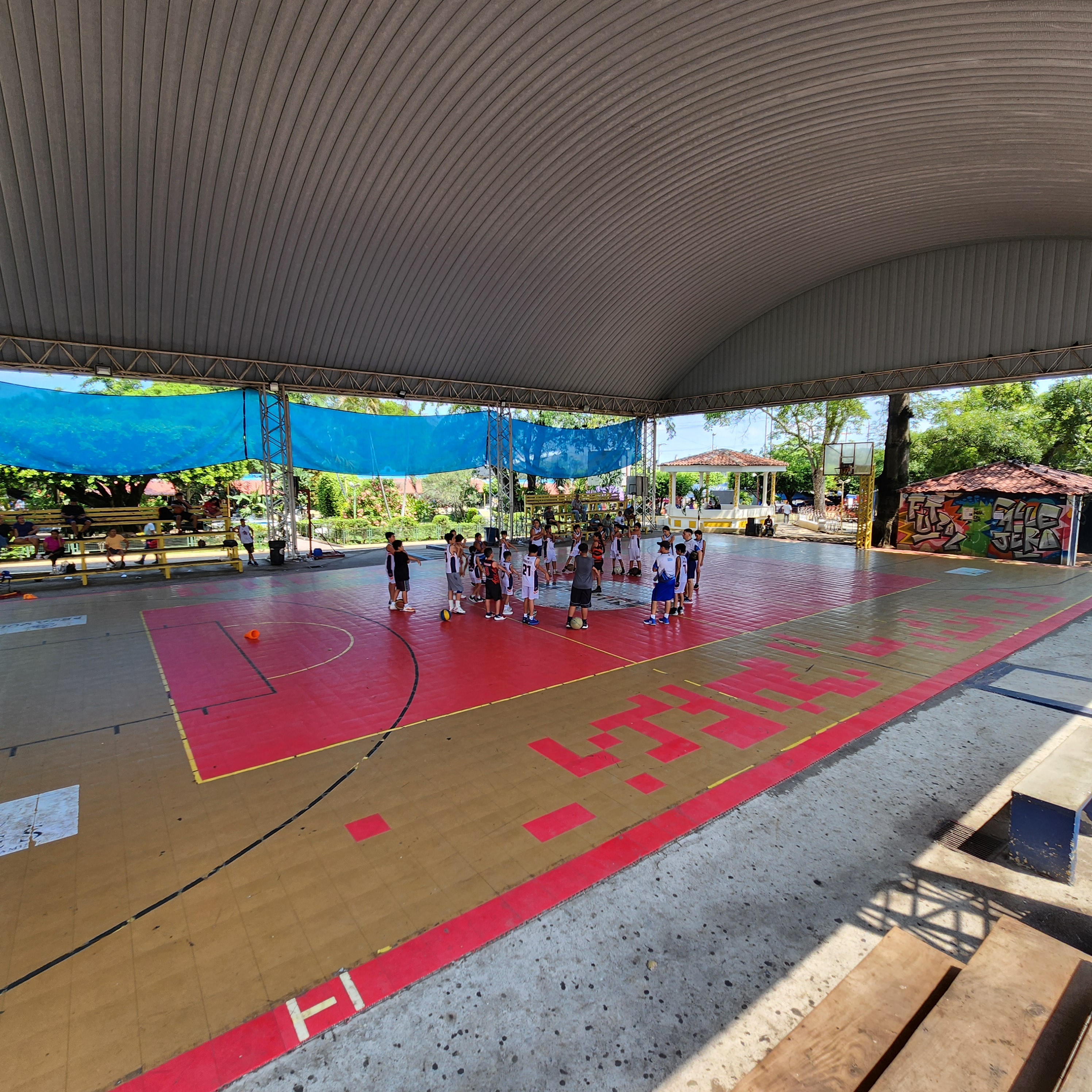
Cancha de baloncesto.
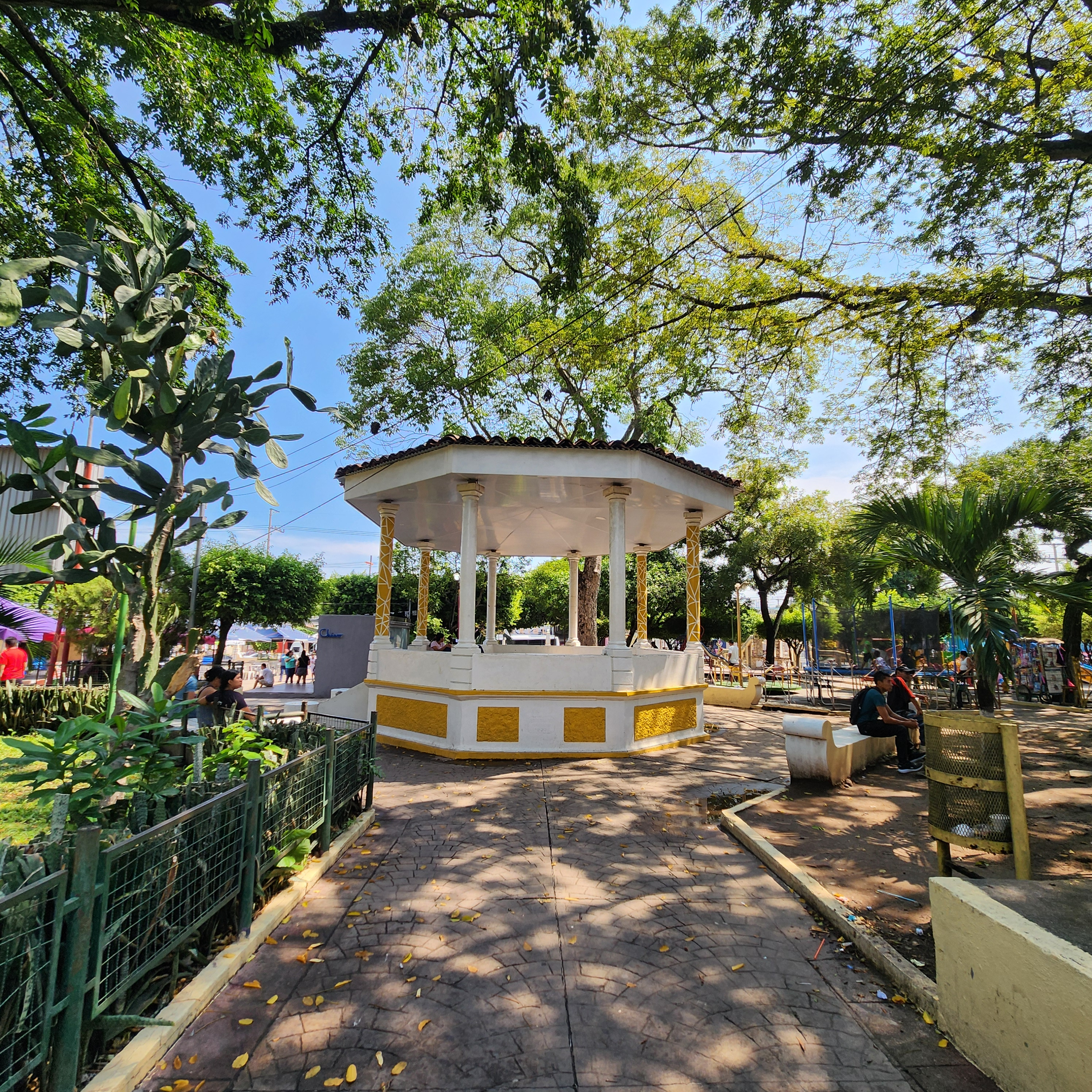
Templete del parque.
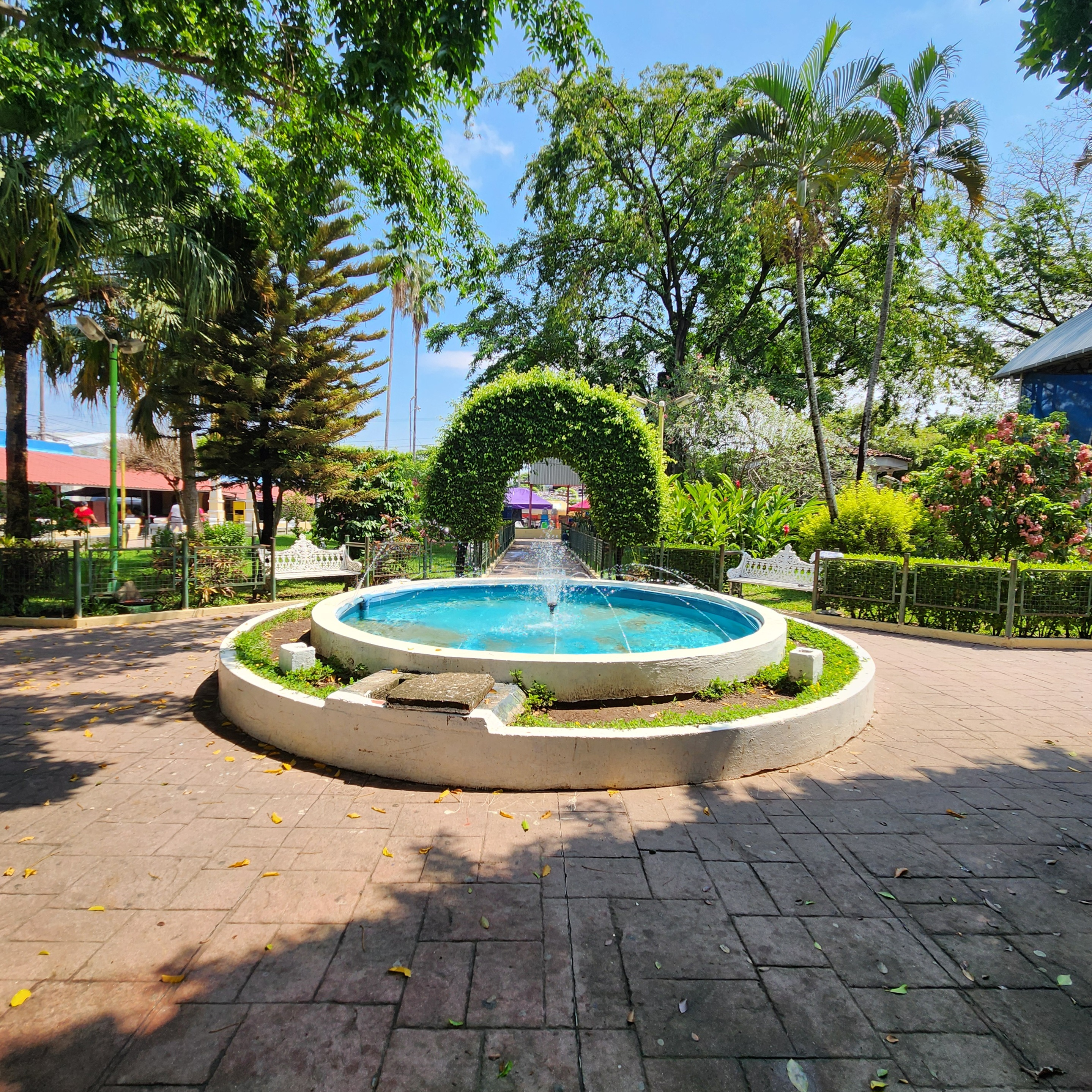
Una de las dos fuentes del parque.
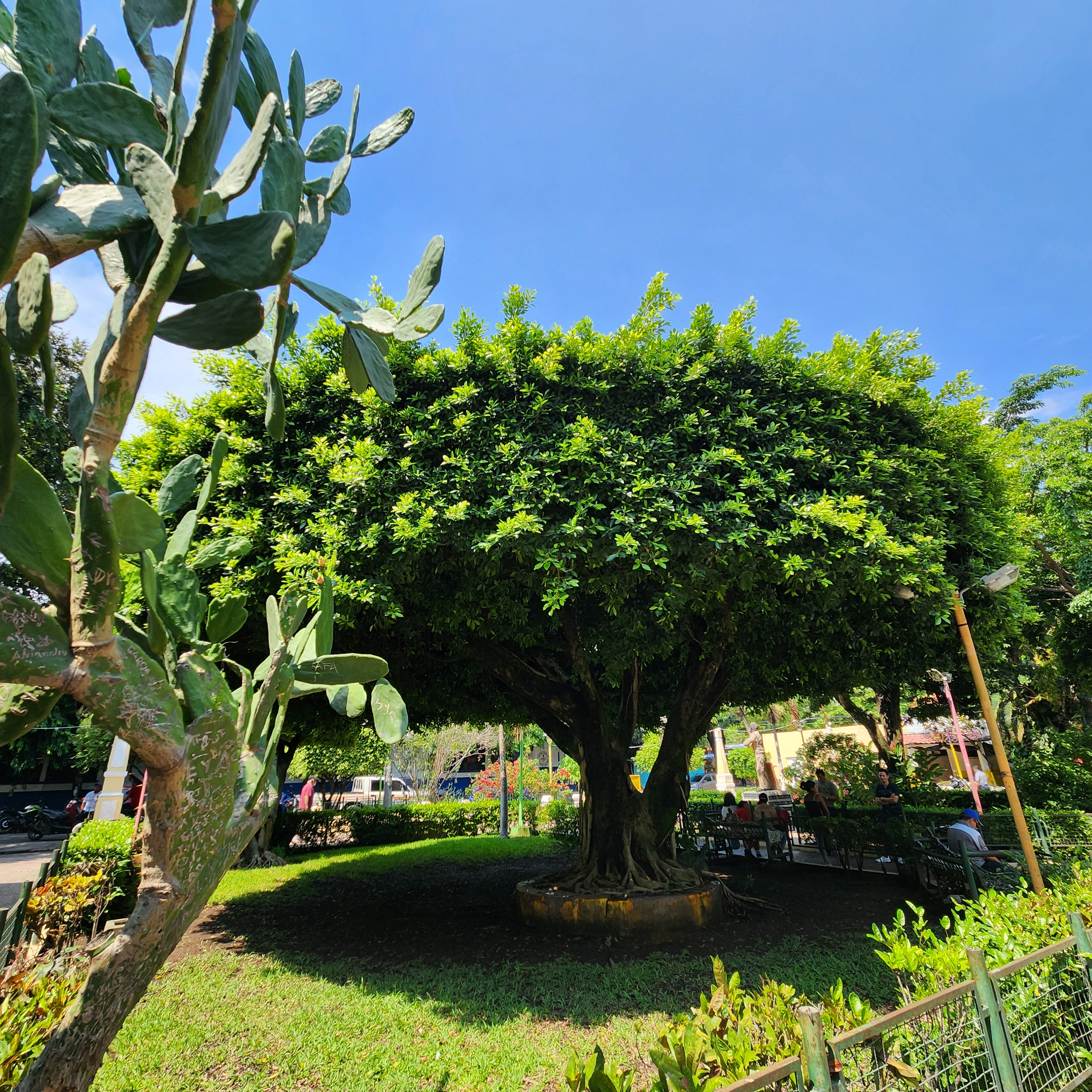
Vegetación del parque.

### Caminata los Chintos
Los Chintos es una caminata de senderismo ubicada en el cantón Conacaste, la cual es una ruta de ecoturismo consistente caminar por diferentes puntos del volcán de San Salvador. La caminata en su ruta más corta tiene una longitud de 10.18 kilometros de largo donde su punto de elevación más bajo es de 499 m s. n. m. y el más alto es de 890 m s. n. m.

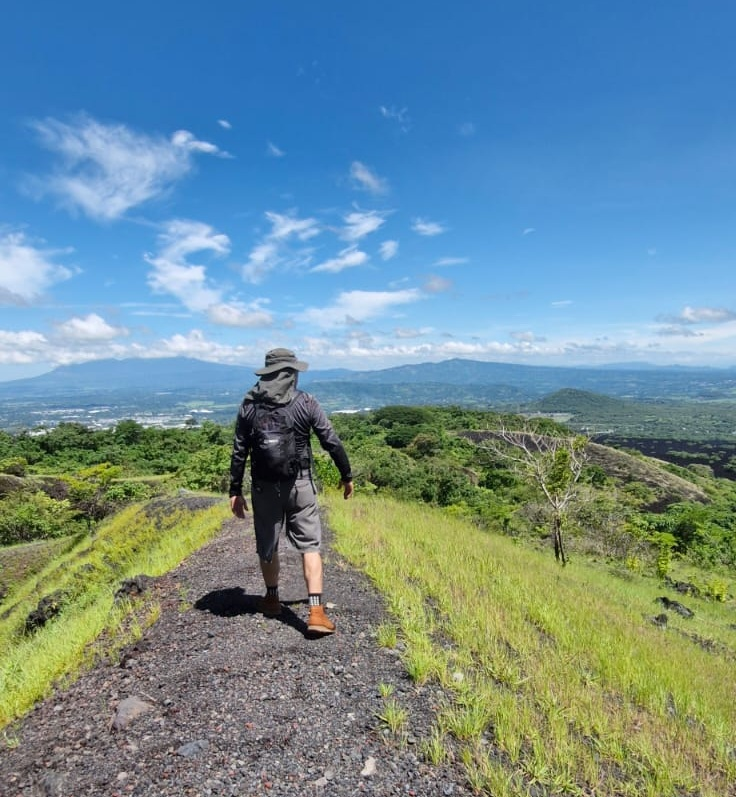
Turista recorriendo Los Chintos

Una segunda ruta que terminará en el Parque del Boquerón extiende la ruta hasta 14.05 kilometros de largo y su punto de altura más alto estará en el inicio a 1387 m s. n. m. Es una caminata que no implica exigencia física y su objetivo en un inicio era apreciar Los Chintos, unos crácteres pequeños y activos, los cuales al día de hoy ya no se pueden apreciar por el descuido de la alcaldia. La palabra chintos, proviene del Náhuatl y significa "Lo que proviene de la matriz" o "Sangre de la matriz".

El objetivo actual de la caminata es que el turista que visita el pueblo de Quezaltepeque pueda conocer los efectos devastadores de las erupciones que han tenido los diferentes cráteres del volcán de San Salvador.  Su ruta de acceso para entrar es desde la carretera que conecta Quezaltepeque con el Boquerón y su ubicación precisa donde inicia la caminata es 13.6981°N 89.1914°W. 

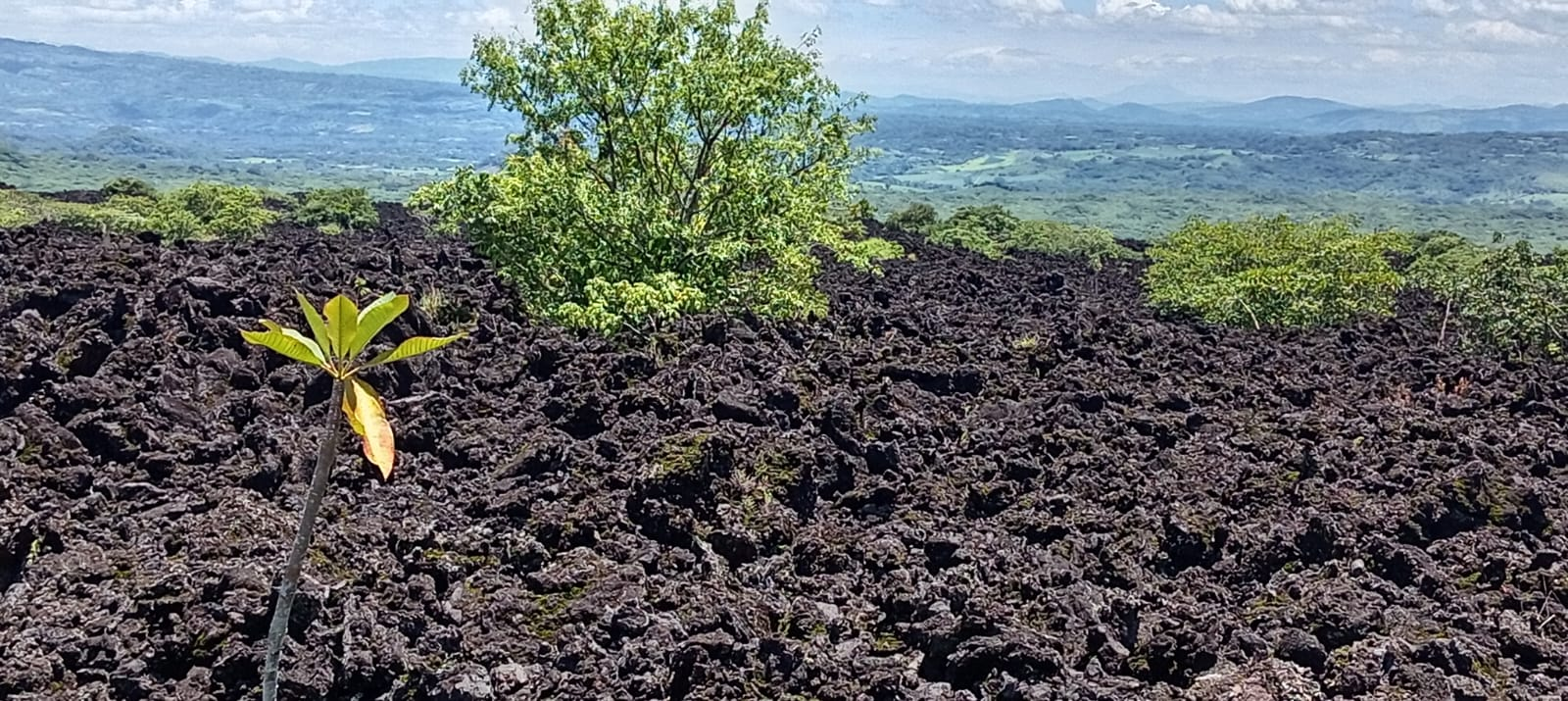
Escoria volcánica
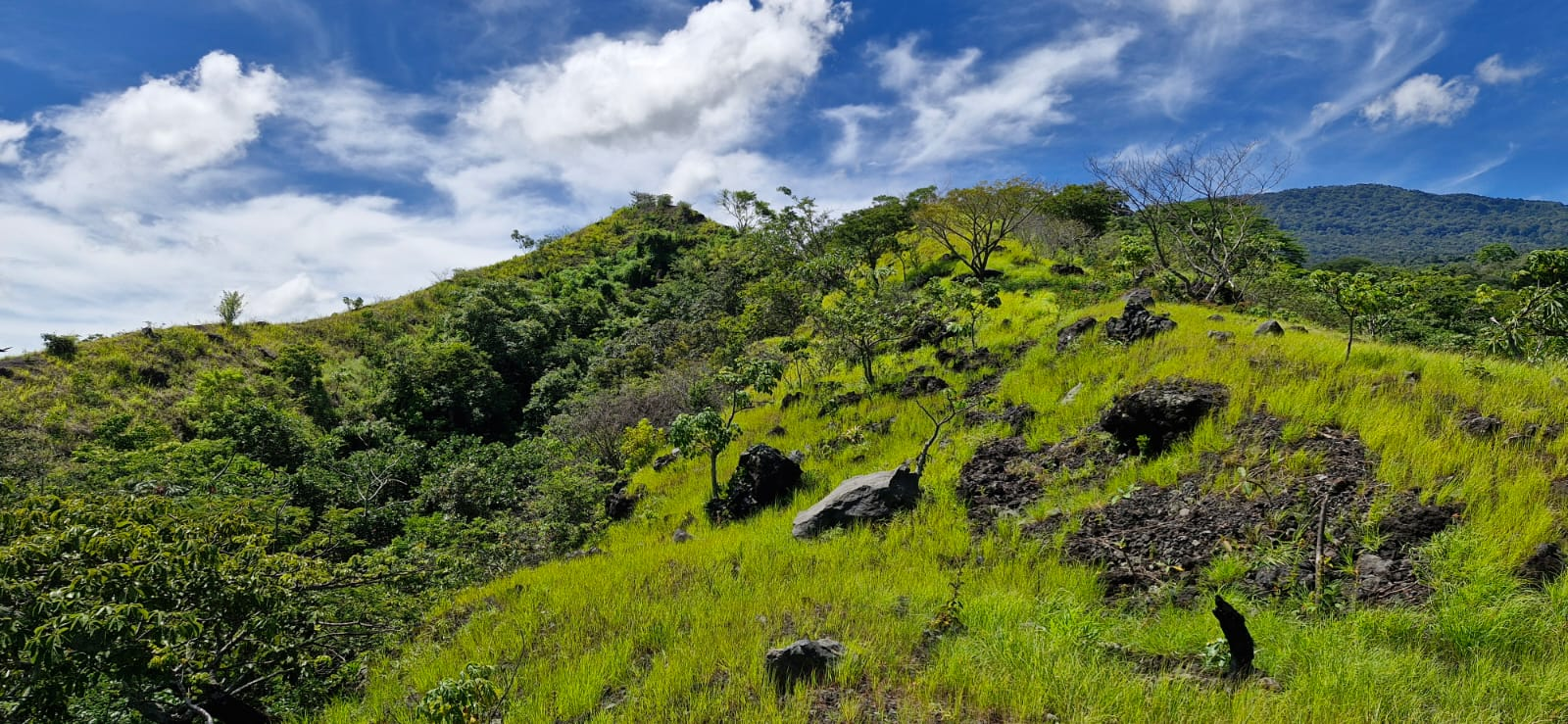
Vista desde la caminata
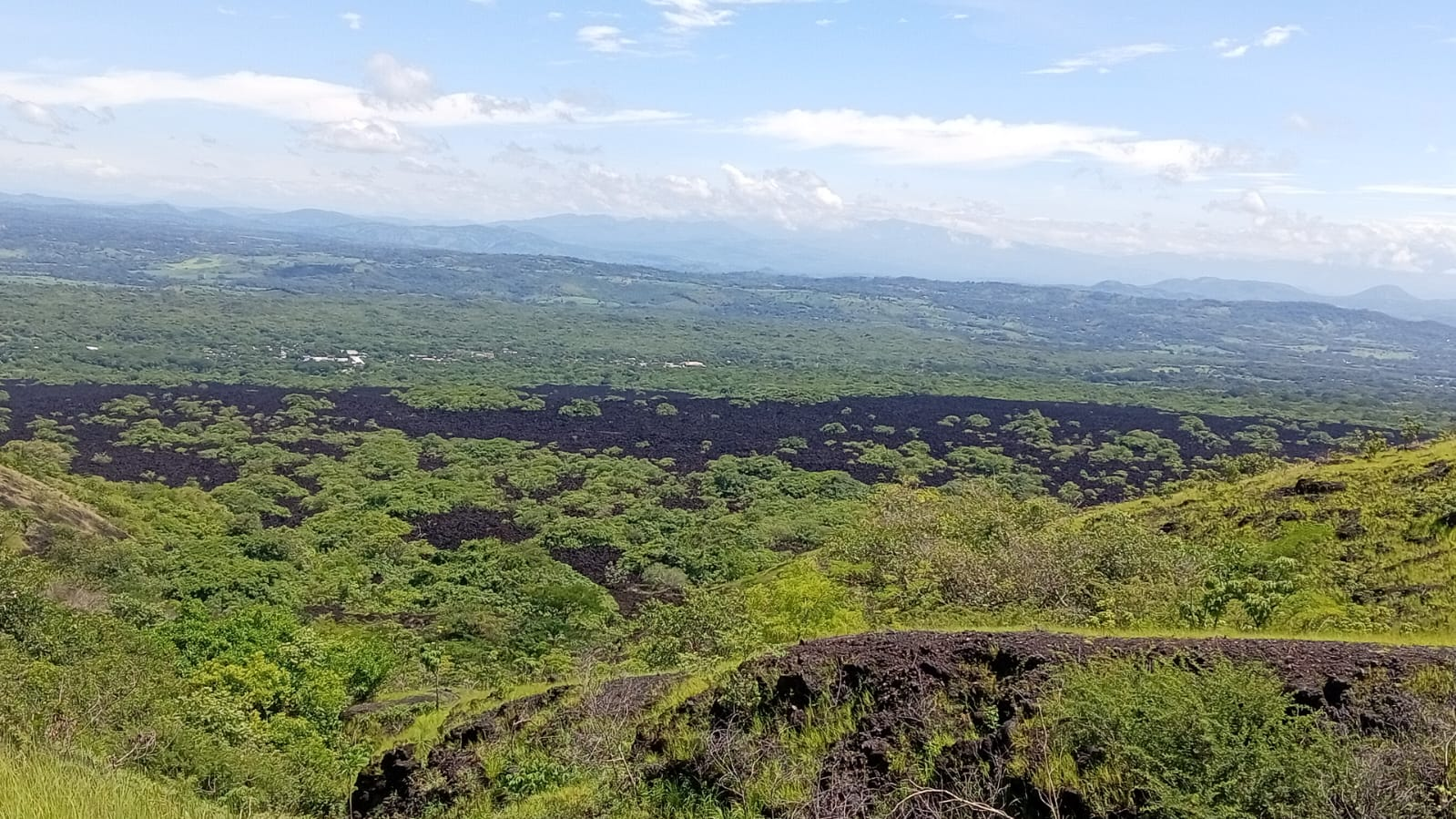
Observación de "El Playón" desde Los Chintos
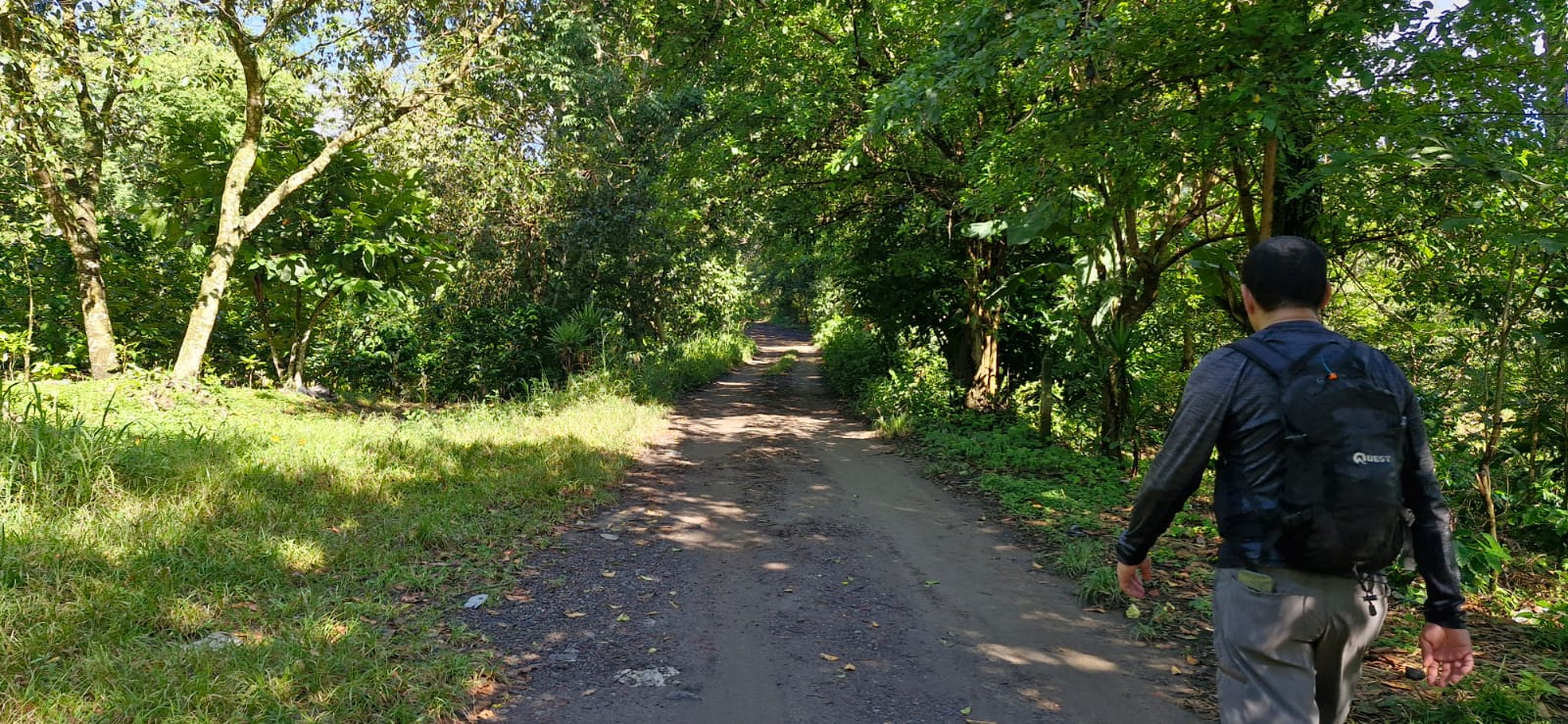
Turista caminando por los Chintos
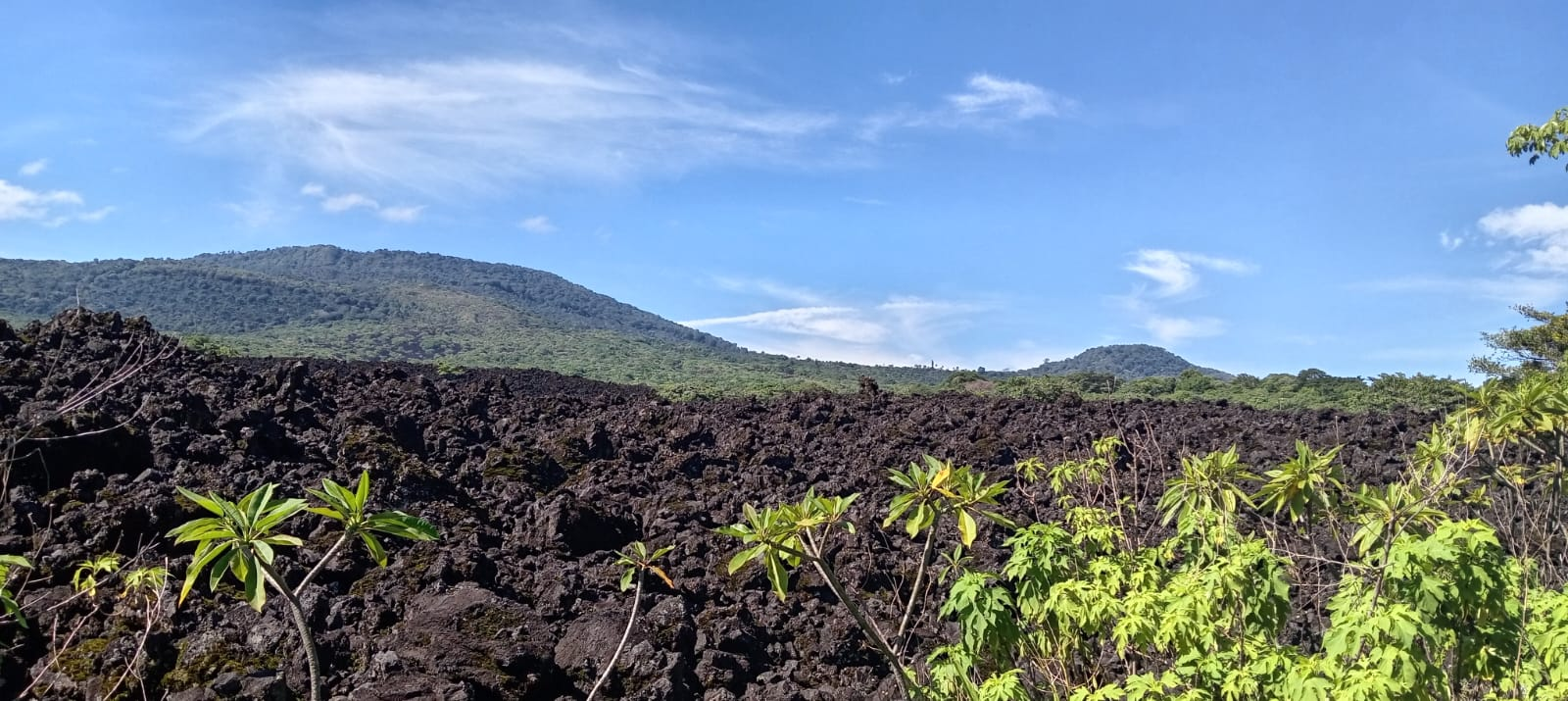
Escoria Volcánica y al fondo el Volcán de San Salvador

### Otros

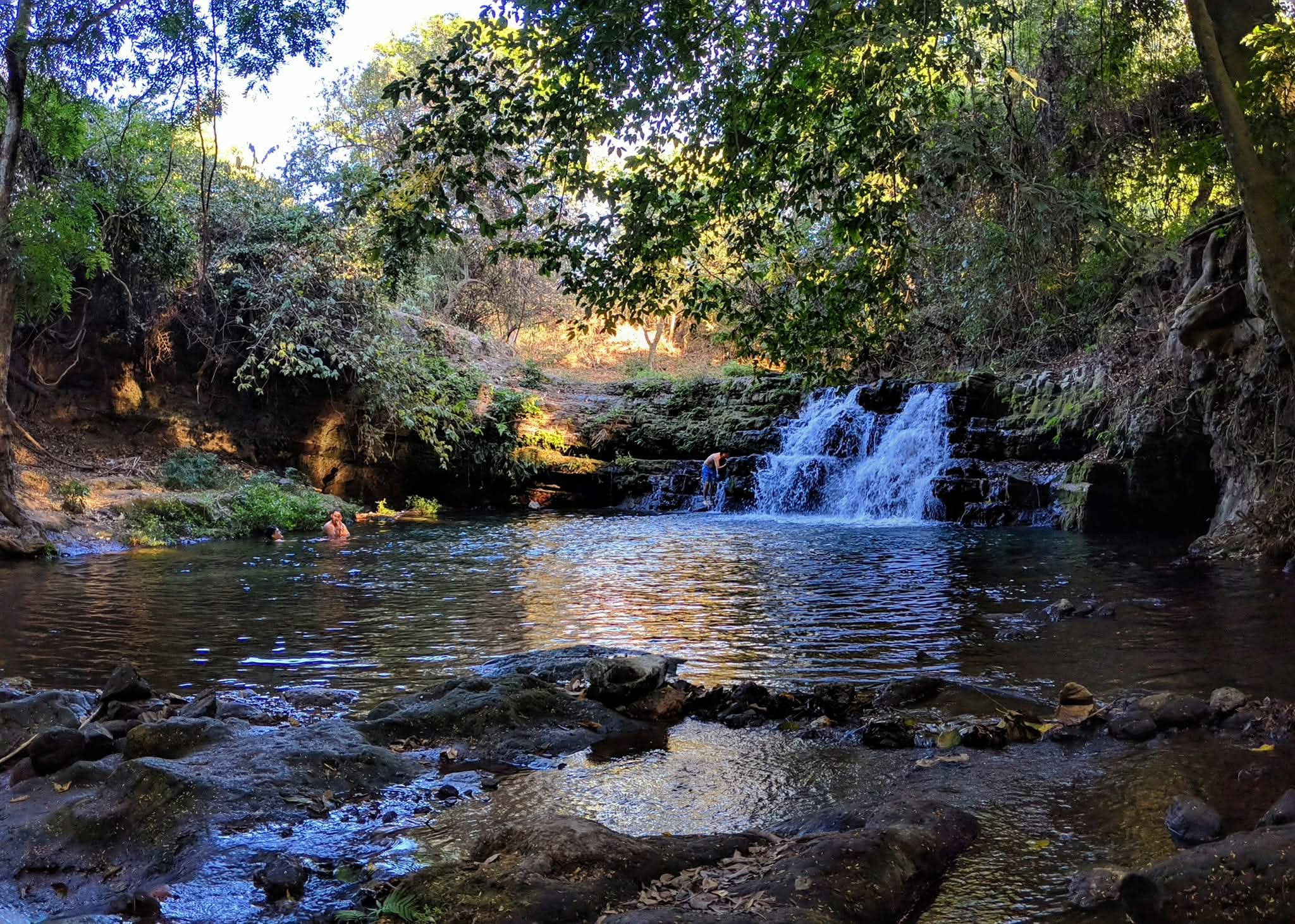
Cascada El Salto

La Cascada el Salto, el cual es el punto final de un sendero lleno de espesa vegetación y permite a los turistas bañarse bajo la pequeña cascada.
En el distrito también se ubica el Sitio Arqueológico Las Marías, uno de los más grandes de El Salvador y el único en el país con una calzada; por la producción cerámica y alfarera encontrada en el lugar es considerada una ciudad hermana de Cihuatán.

## Deportes

### CD Marte Quezaltepeque

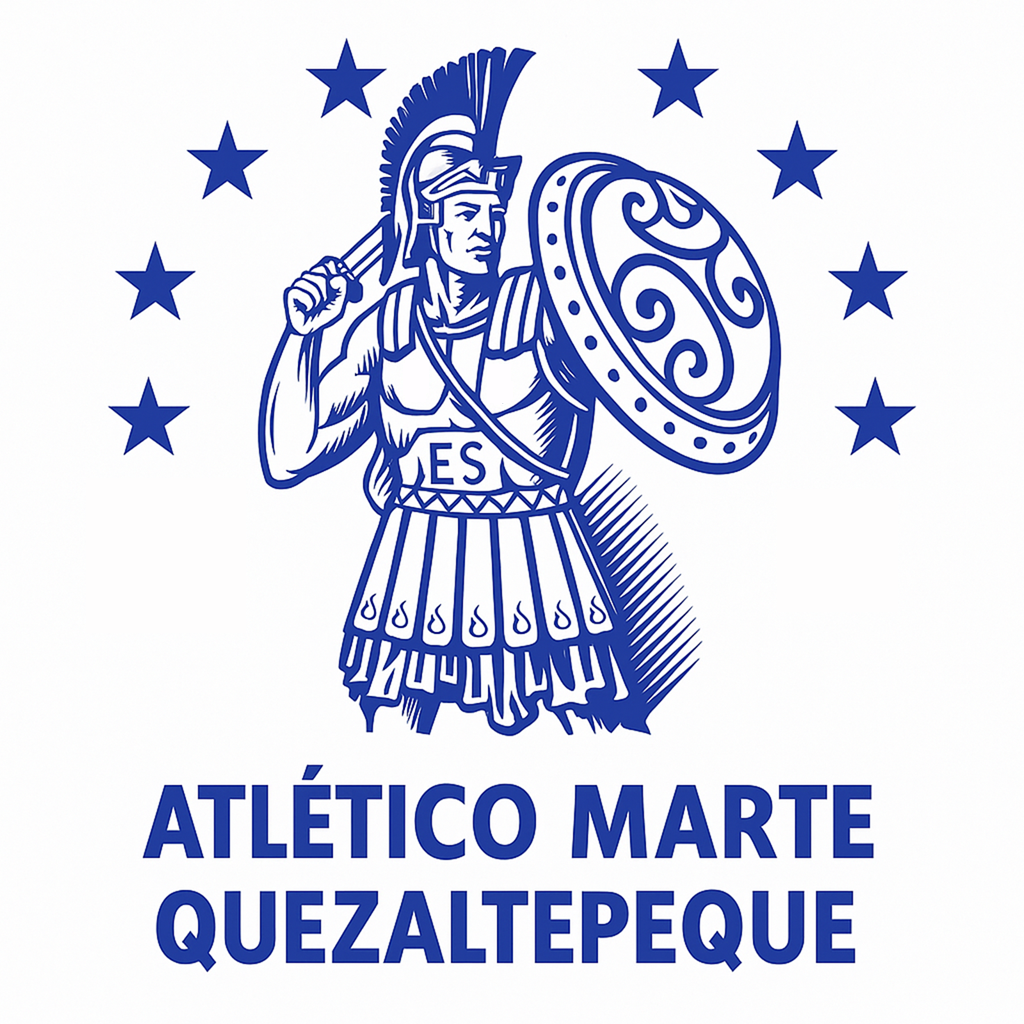
Club Deportivo Atlético Marte Quezaltepeque

En fútbol,  Quezaltepeque fue sede oficial del CD Atlético Marte-Quezaltepeque para las temporadas comprendidas entre 2002 y 2008. Durante ese tiempo su  estadio fue el "Complejo Deportivo Francisco Aguilar" situado en la Avenida 3 de Mayo en el centro de Quezaltepeque, con capacidad para 2000 espectadores.

### Baloncesto
En el baloncesto Quezaltepeque ha tenido varios equipos en primera división de El Salvador entre ellos el Quezaltepeque BC y el Quezaltepeque Biomedical. La sede de los equipos de baloncesto está ubicada en el "Complejo Deportivo Roberto Argüello" localizada enfrente del Parque Centenario. En baloncesto también destaca el pueblo en la modalidad de silla de ruedas quedando campeón por última vez en el año 2022.

### Voleibol
En diferentes categorías Quezaltepeque tiene participación en ligas de la Federación Salvadoreña de Voleibol (FESAVOL) Destacan equipos como Trentino, Kuzkatán, Santa Lucía, entre otros. 

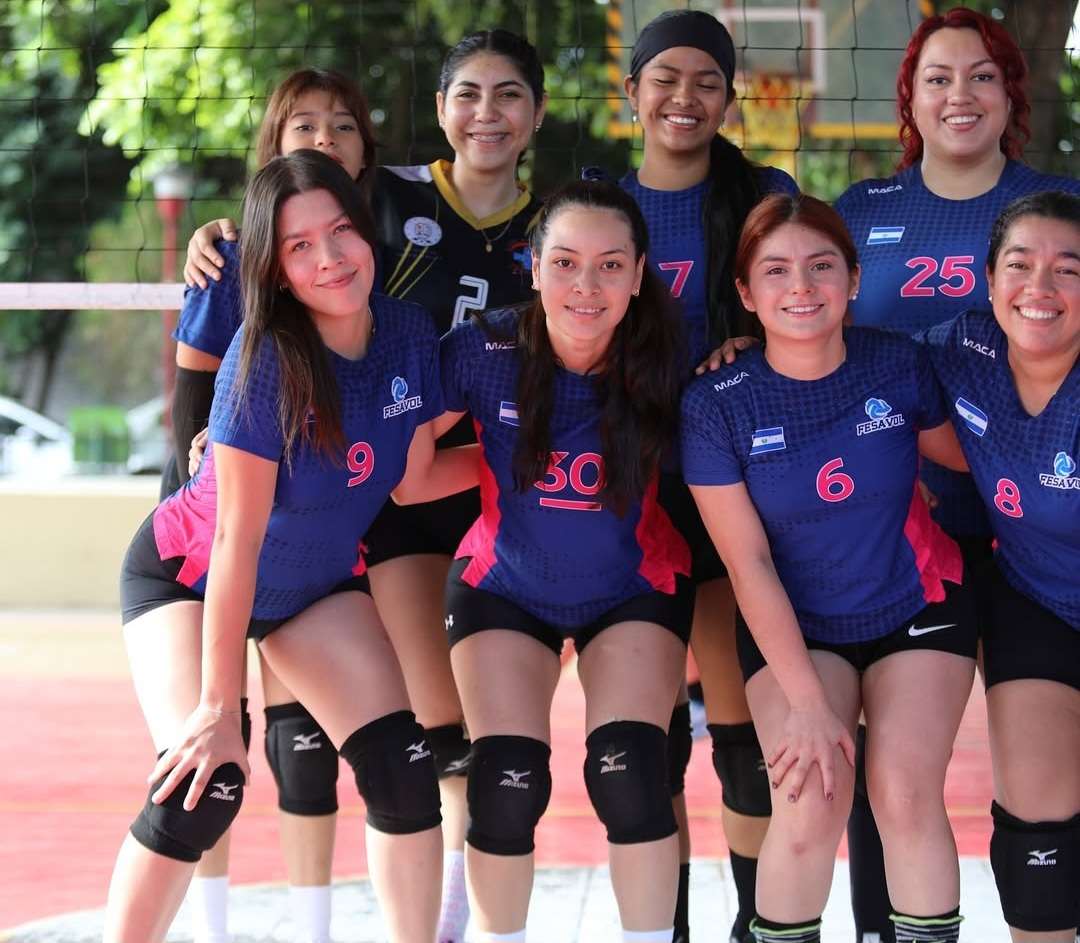
Equipo mayor femenino de Voleibol de Quezaltepeque.

### Otros
Actualmente en el pueblo hay escuelas de Lima Lama, Karate, Patijane. También el Instituto Municipal de los Deportes de Quezaltepeque promueve clases gratuitas de Softball.

## Religión
| Religión en Quezaltepeque (2023) | Religión en Quezaltepeque (2023) | Religión en Quezaltepeque (2023) | Religión en Quezaltepeque (2023) | Religión en Quezaltepeque (2023) |
| -------------------------------- | -------------------------------- | -------------------------------- | -------------------------------- | -------------------------------- |
| Religión                         | Religión                         |                                  | Porcentaje                       | Porcentaje                       |
| Catolicismo                      | Catolicismo                      |                                  | 40 %                             | 40 %                             |
| Protestantismo                   | Protestantismo                   |                                  | 38 %                             | 38 %                             |
| Sin Religión                     | Sin Religión                     |                                  | 14 %                             | 14 %                             |
| Ateísmo                          | Ateísmo                          |                                  | 9 %                              | 9 %                              |
| Otras religiones                 | Otras religiones                 |                                  | 1 %                              | 1 %                              |

Quezaltepeque es un distrito religioso donde predominan los católicos y cristianos evangélicos. Según el último censo de población de El Salvador el 40% del pueblo es católico y el 38% pertenece a varias ramas del protestantismo, entre ellas se pueden citar Pentecostales  y Bautistas distribuidos entre "Asambleas de Dios", "Apóstoles y Profetas" y muchos más.  También hay Iglesia de Mormones , Testigos de Jehová y Adventistas, estos últimos, los Adventistas, están en el pueblo desde 1938.
Respecto a la religión dominante: El Catolicismo, en el Calendario Católico las fiestas patronales se celebran en el mes de diciembre en honor a San José Obrero. Las cuales incluyen el Desfile del Correo, carrozas ornamentadas que desfilan por el pueblo, elección de reinas de belleza, fuegos artificiales, carnavales en cada cantón y el cierre con una misa para el santo patrono y un carnaval que corre hasta el amanecer. 

## Medios de Comunicación
El distrito de Quezaltepeque tiene un canal de televisión en señal abierta y estaciones de radio con cobertura local, entre estas destacan:
- Radio Zona Mix 503
- Radio Pregonera
- Radio Vive tu Fe 94.5
- Radio Municipal 98.1
- Canal 31 en señal abierta

## Hermanamientos
El distrito de Quezaltepeque tiene hermanamiento con las siguientes ciudades:
- Belén, Costa Rica.
- Duarte, Estados Unidos.
- Grecia, Costa Rica.
- Shanghái ,  China

## Crecimiento Poblacional
El crecimiento poblacional de Quezaltepeque, según el último censo de El Salvador de 2024, lo coloca con 62,572 habitantes. 
| Censo | Población | Cambio | Porcentaje |
| ----- | --------- | ------ | ---------- |
| 2007  | 52 643    | N/D    | N/D        |
| 2024  | 62 572    | 9 929  | 18.9%      |

## Escasez de Agua y Contaminación
Quezaltepeque se ha caracterizado históricamente por tener una amplia cantidad de mantos acuíferos de donde brota agua cristalina apta para el consumo humano
Si bien la escasez de agua en El Salvador se cataloga como grave; con más del 80% del territorio con estrés hídrico y el 60% del agua contaminada. Quezaltepeque pasó por muchos años ajeno a esa realidad. La escasez de agua actual en el pueblo es un problema reciente y una problemática ambiental y social que afecta a miles de habitantes, especialmente en las comunidades rurales de los cantones San Francisco, Santa Rosa y El Cerrito. Esta situación se ha agravado en las últimas décadas debido a la sobreexplotación de recursos naturales, el crecimiento urbano y la falta de planificación hídrica sostenible.

### Causas principales

#### 1. Extracción de material pétreo en El Cerrito
Desde hace más de 50 años, empresas privadas han extraído material pétreo (como balastre) del cerro conocido como El Cerrito, una zona de recarga hídrica natural. Esta actividad ha reducido la capacidad del suelo para infiltrar agua de lluvia, afectando directamente los acuíferos subterráneos que alimentan los pozos comunitarios.

#### 2. Disminución de los niveles freáticos
Estudios hidrogeológicos realizados por la Universidad de El Salvador en 2023 revelaron que los niveles de agua en los pozos del cantón San Francisco han descendido más de 3 metros desde 2002. En algunos casos, perforaciones de hasta 130 metros no han logrado encontrar nuevas venas de agua 

#### 3. Urbanización y presión demográfica
La falta de proyectos habitacionales nuevos en San Salvador ha empujado a capitalinos a moverse a la zona de Quezaltepeque con lo cual ha incrementado la demanda de agua potable. Muchas viviendas nuevas no están conectadas a sistemas de distribución, y dependen de juntas comunitarias o pozos artesanales que ya no tienen la capacidad de abastecer a todos los residentes.

### Respuesta comunitaria y legal
Organizaciones como AEROTERRA, AMAES y la Asociación Nayarit Mujeres y Juventudes han denunciado la situación ante el Juzgado Ambiental de San Salvador, logrando en 2023 la suspensión temporal de las actividades extractivas en El Cerrito 
Sin embargo, en 2024, algunas de estas medidas fueron levantadas, permitiendo la reanudación de la explotación por parte de empresas como SALTex, De La Roca, PREFA y MEGABLOCK.

## Desastres Naturales

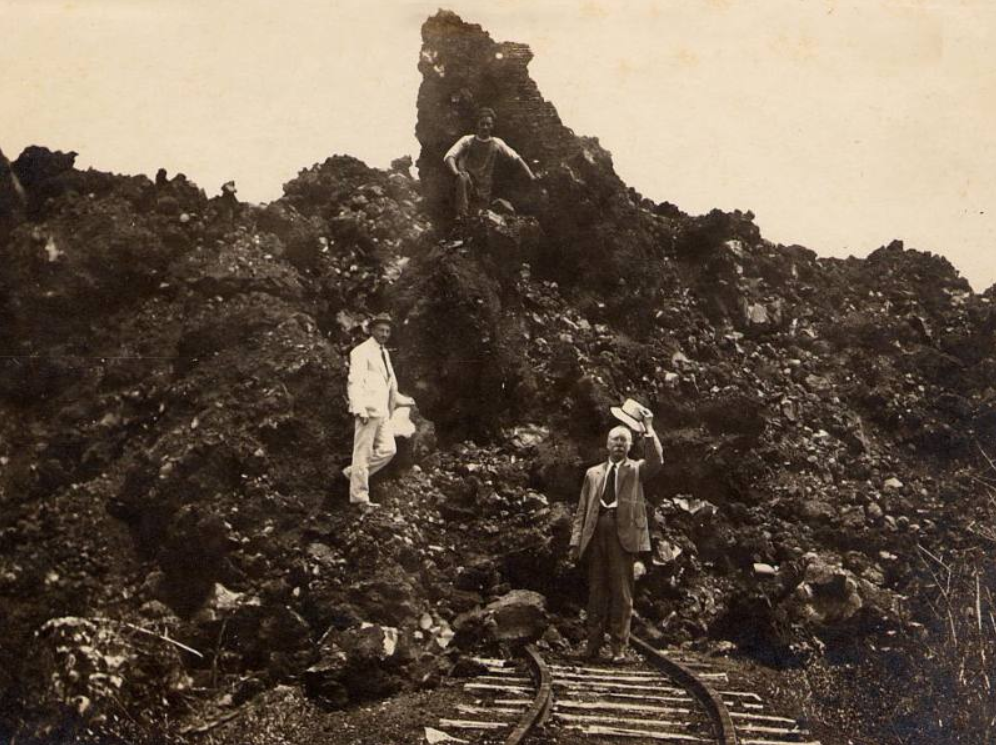
1917: Lugareños observan las líneas del tren que conectaban Santa Ana y Acajutla con Quezaltepeque.

Un informe de la organización El Salvador Now, estima que el 87.7% del territorio salvadoreño está en riesgo de desastres naturales y el 97.7% de la población vive en esas zonas. Quezaltepeque no es la excepción. Su cercanía al volcán de San Salvador, junto con la actividad volcánica registrada en los últimos dos mil años, indica una alta probabilidad de futuras erupciones que podrían tener consecuencias significativas para la zona. Es por esto que se considera Quezaltepeque altamente vulnerable a erupciones. Esto confirmado también por la Global Facility for Disaster Reduction and Recovery a través de su plataforma Think Hazard, Quezaltepeque ha sido clasificado de alto riesgo de ser víctima de erupciones volcánicas.
Desde que se comenzaron a documentar desastres naturales en la colonia española, se han registrado inundaciones, terremotos, incendios forestales y plagas de insectos, como la de 1929 en la cual miles de chapulines devoraron los cultivos de Quezaltepeque.Se resumen a continuación algunos desastres naturales por tener mayor impacto por sus daños económicos o pérdidas humanas: 
| Año  | Desastre Natural  | Afectación |
| ---- | ----------------- | --- |
| 1524 | Terremoto         | Quezaltepeque y el resto de El Salvador, quedó en ruinas |
| 1658 | Terremoto         | El 3 de noviembre de 1658 un terremoto de 6.2 de potencia de Magnitud de Momento derivado de la erupción del Volcán El Playón (Un cono secundario del volcan de San Salvador) afectó severamente a San Salvador. En Quezalpeque destruyó conventos e iglesias. Se citan indígenas y españoles soterrados en Quezaltepeque, pero ninguna fuente indica cuántos fueron. |
| 1659 | Terremoto         | El 30 de septiembre otra erupción volcánica generó un terremoto que causó daños en San Salvador y en Quezaltepeque volvió a derribar conventos, casas e iglesias |
| 1839 | Terremoto         | El 21 de marzo de 1839 un terremoto de 6.2 grados ocurrido a las 3:00 PM causó daños severos según el investigador White Squier |
| 1917 | Terremoto         | El 7 de junio de 1917 una erupción de un cono del volcán de San Salvador llamado El Jabalí, ocasionó un terremoto de 6.7 grados. En Quezaltepeque los daños fueron muy grandes según registran historiadores como Lardé y Larín; se afectaron las líneas de trenes, telegráficas, escuelas, iglesias y casas. También hubo cientos de muertos. En este terremoto se destruyó por completo la Hacienda Estamecayo, ubicada en la actual "Área Natural Protegida El Playón". Dicha hacienda tenía un alto valor histórico pues fue la casa de jubilación de algunos próceres salvadoreños y donde fuera asesinado el coronel español José Rosi. |
| 1935 | Vientos del Norte | Fuertes vientos registrados el 23 de enero de 1935 destruyeron las zonas habitacionales de las faldas del volcán; este fenómeno derivado de un sistema de alta presión ubicado en el Golfo de México generó vientos de hasta 70 km/h que afectó severamente a Quezaltepeque. |
| 1941 | Huracán           | Un huracán sin nombre, generó fuertes lluvias sobre la ciudad, lo que generó derrumbes y pérdidas humanas. |
| 2001 | Terremoto         | El terremoto del 13 de enero de 2001, se registraron personas soterradas en el Cerro el Cerrito. |

## División Administrativa
Para su administración, el distrito se divide en 13 cantones y 39 caseríos; y dentro de su circunscripción territorial se localiza el sitio arqueológico Las Marías, el Autodromo el Jabalí y el turicentro La Toma de Quezaltepeque.
Quezaltepeque está organizado administrativamente de esta forma
Cantón El Puente: Capulines, El Puente, Los Argueta, Río Sucio. Cantón El Señor: Los Chávez, Cantón Girón: Girón, Cantón las Mercedes: Agua Fría, El Espino, El Tinteral, La Loma, Las Mercedes. Cantón Platanillos: Agua Caliente, Morelli, Planillo y Potrerillo. Cantón Primavera: Primavera, Primavera Abajo. Cantón Macance: Macance, Los Mangos, Dragones, Los Hernández. Cantón San Francisco: El Cerrito, Mirasol y caserío San Francisco. Cantón San Juan Los Planes: San Juan Los Planes. Cantón Santa Rosa: El Centro, Los Barrera, Santa Rosa. Cantón Segura: Segura. Cantón Sitio Los Nejapas: Sitio Los Nejapas. Cantón Tacachico: El Aguacate, El Amate, El Mecate, Las Marías, Los Aguacate, Paso Hondo, Tacachico y Valle Nuevo.

## Galería

### Varias
Imágenes variadas de Quezaltepeque

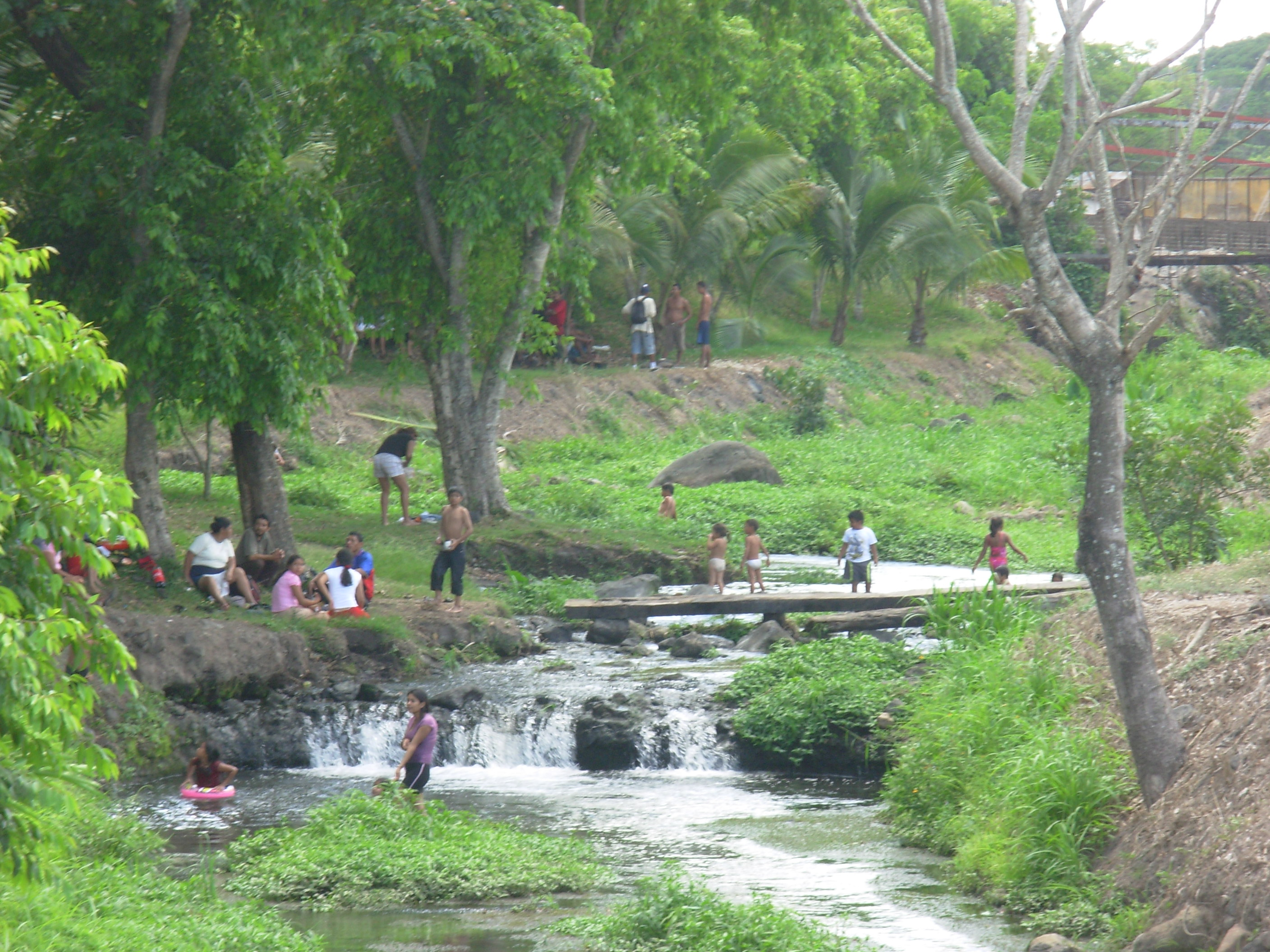
Locales bañándose en el Río Claro de Quezaltepeque
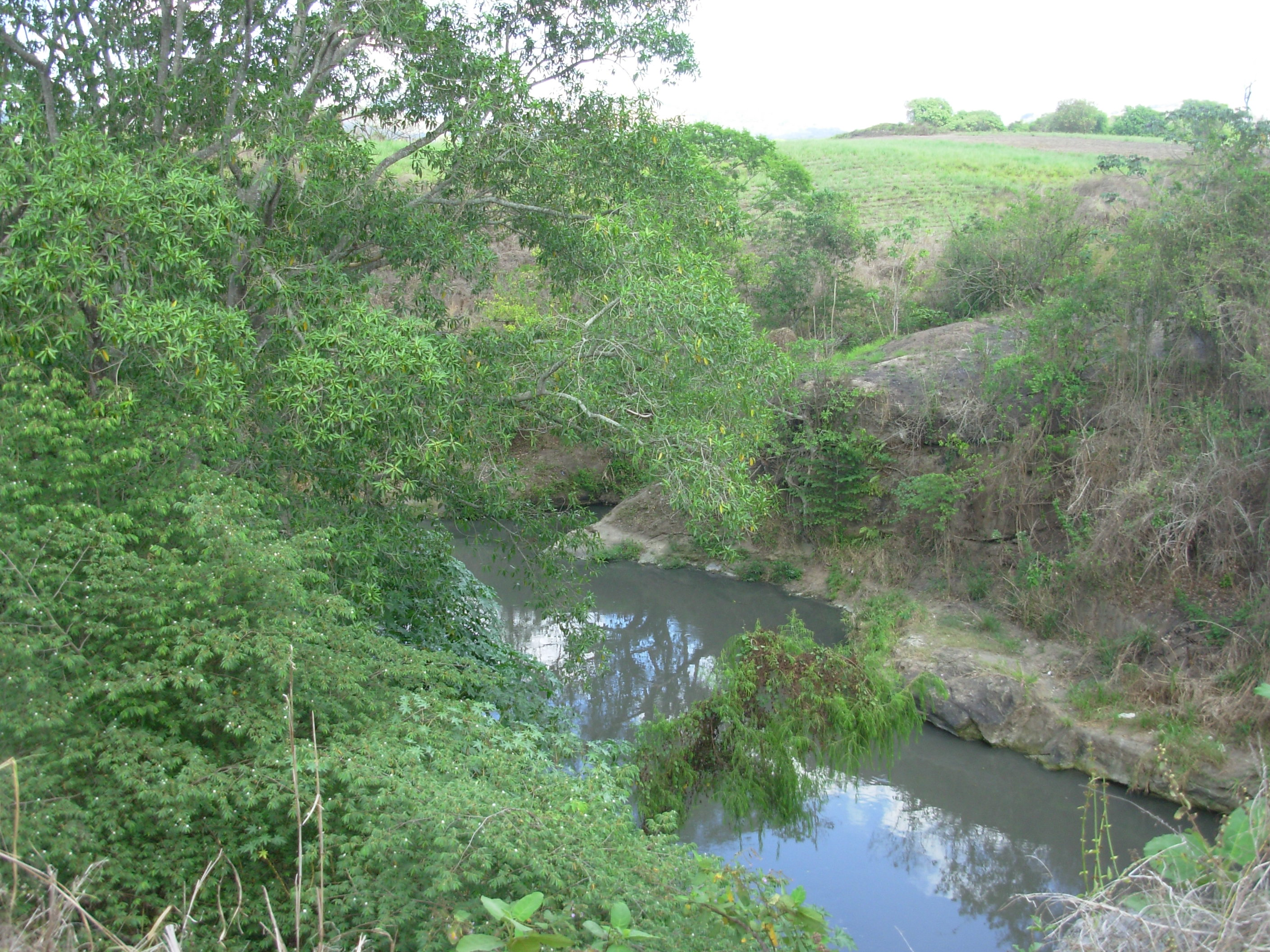
Río Sucio, el cual nace en Zapotitán
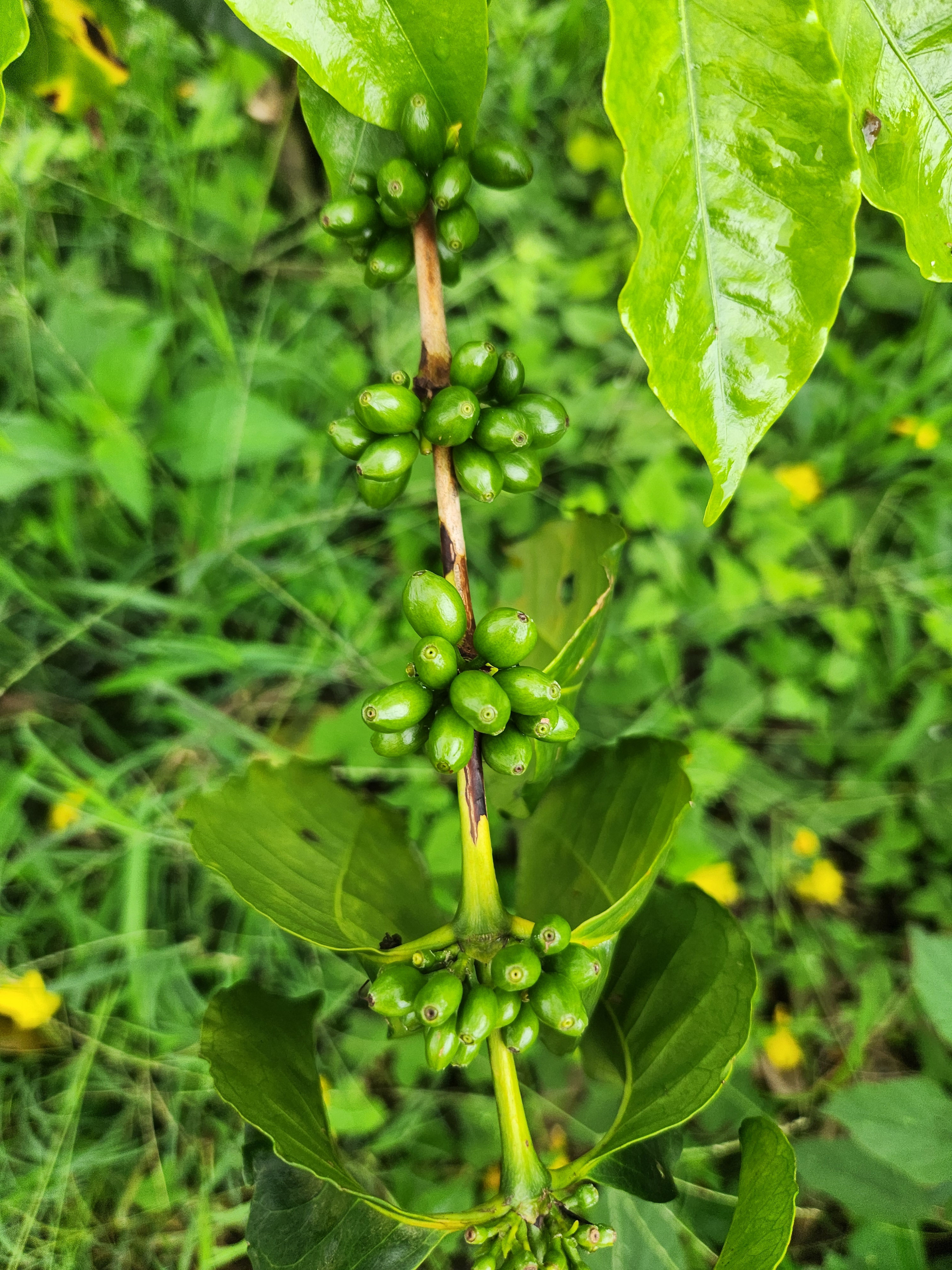
Planta de café en Quezaltepeque
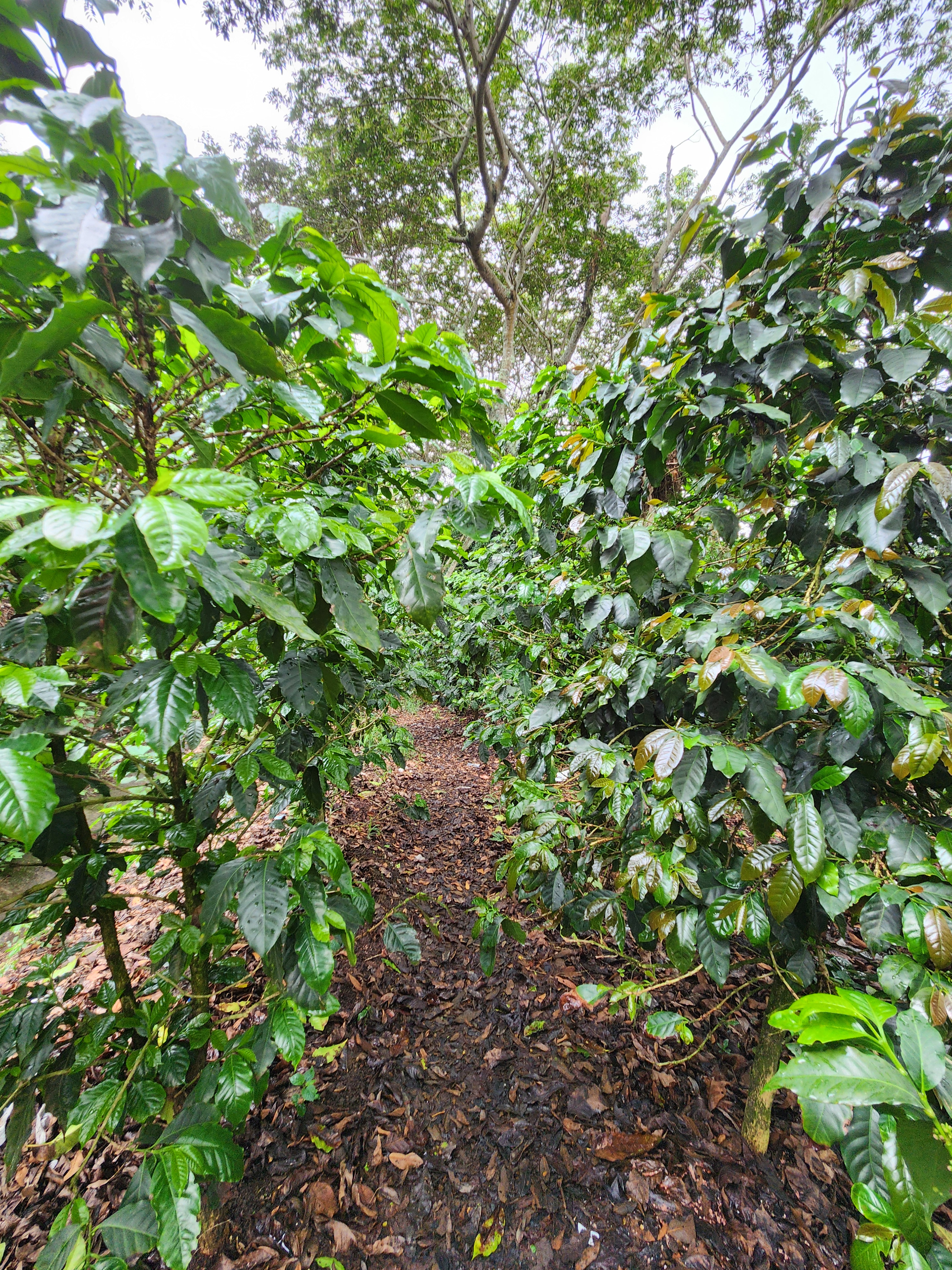
Cafetal en Quezaltepeque

### Cementerio municipal
El Cementerio general de Quezaltepeque, construido en el año de 1881 tiene personajes ilustres del pueblo enterrados en él. La alcaldía ofrece visitas nocturnas como parte de un plan de necroturismo que busca reaviviar el turismo en el pueblo. El cementerio también toma color el Día de los Santos Difuntos donde los Quezaltecos llenan de flores de papel las tumbas.

Durante la pandemia del COVID-19 el cementerio colapsó por su modesto tamaño, representando un problema durante la pandemia.

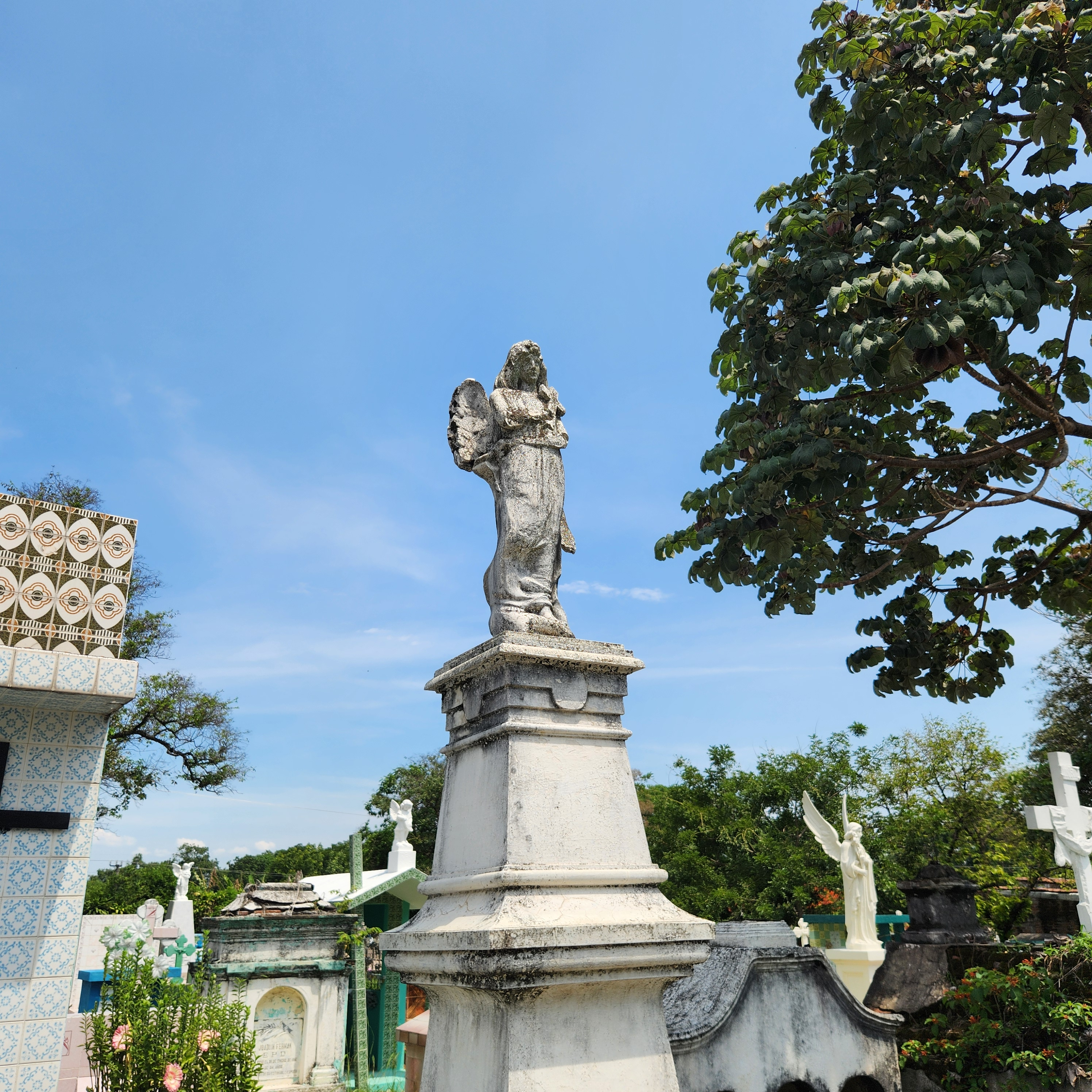
Tumba en Quezaltepeque
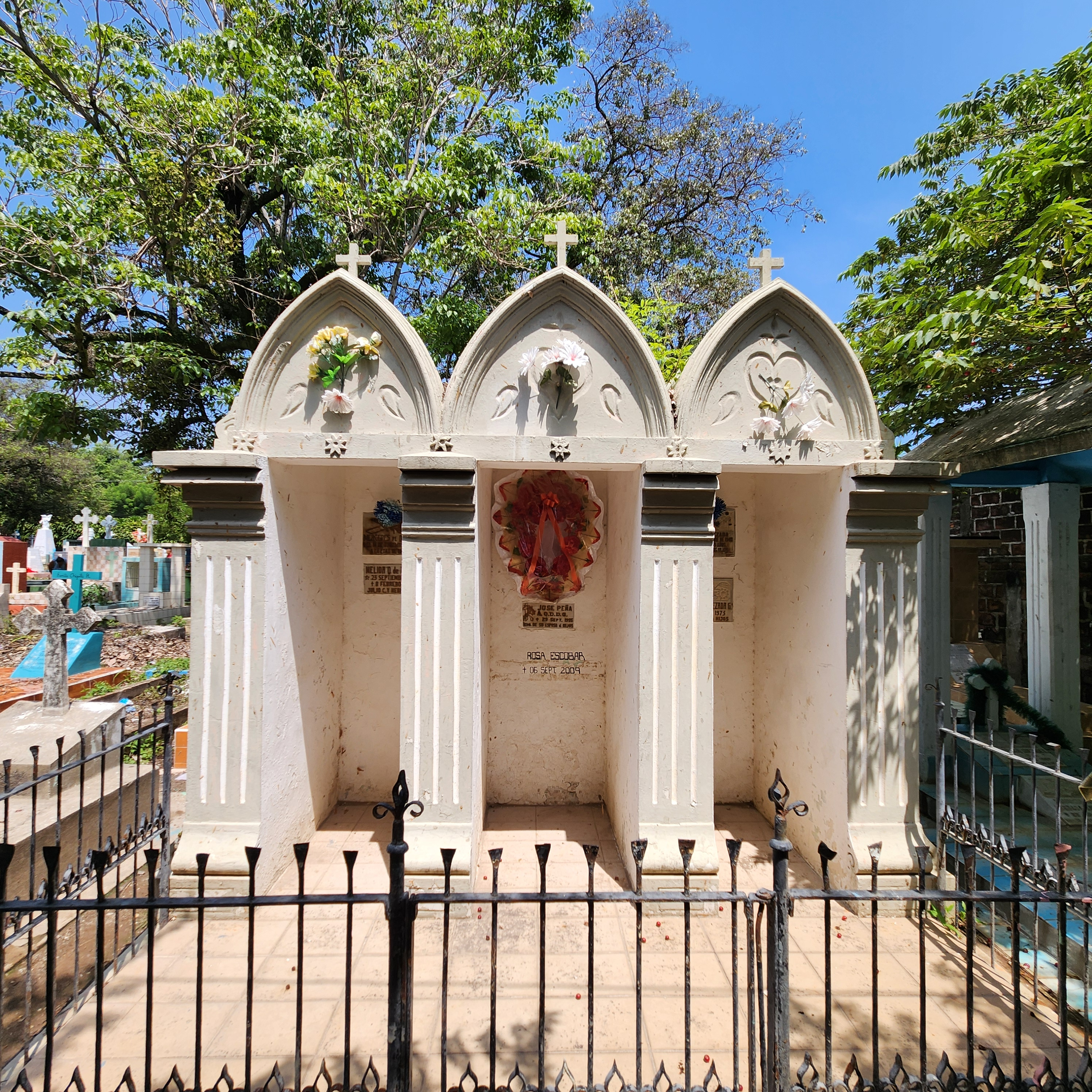
Mausoleo familiar en Quezaltepeque
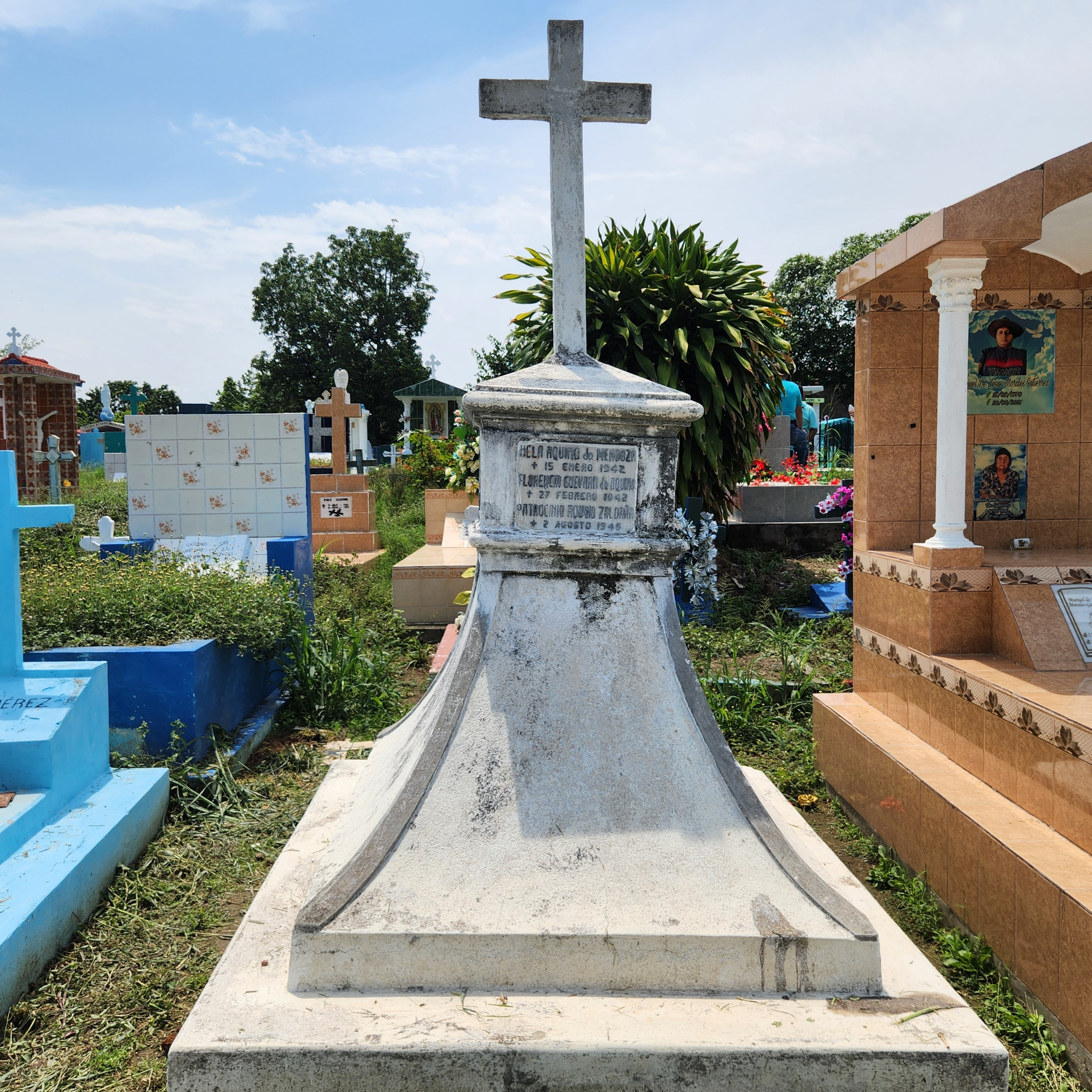
Tumba con cruz católica en Quezaltepeque
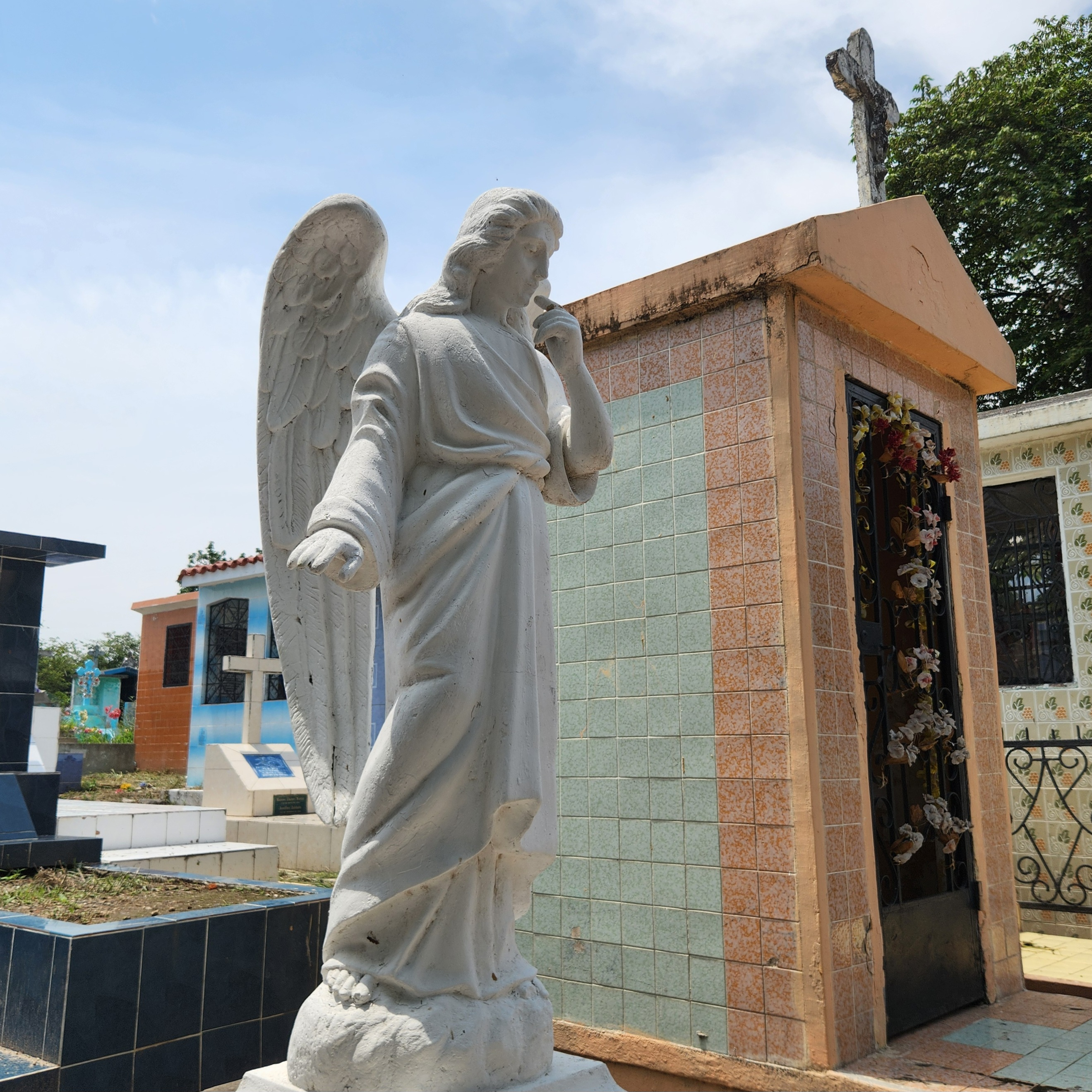
Mausoleo en Quezaltepeque
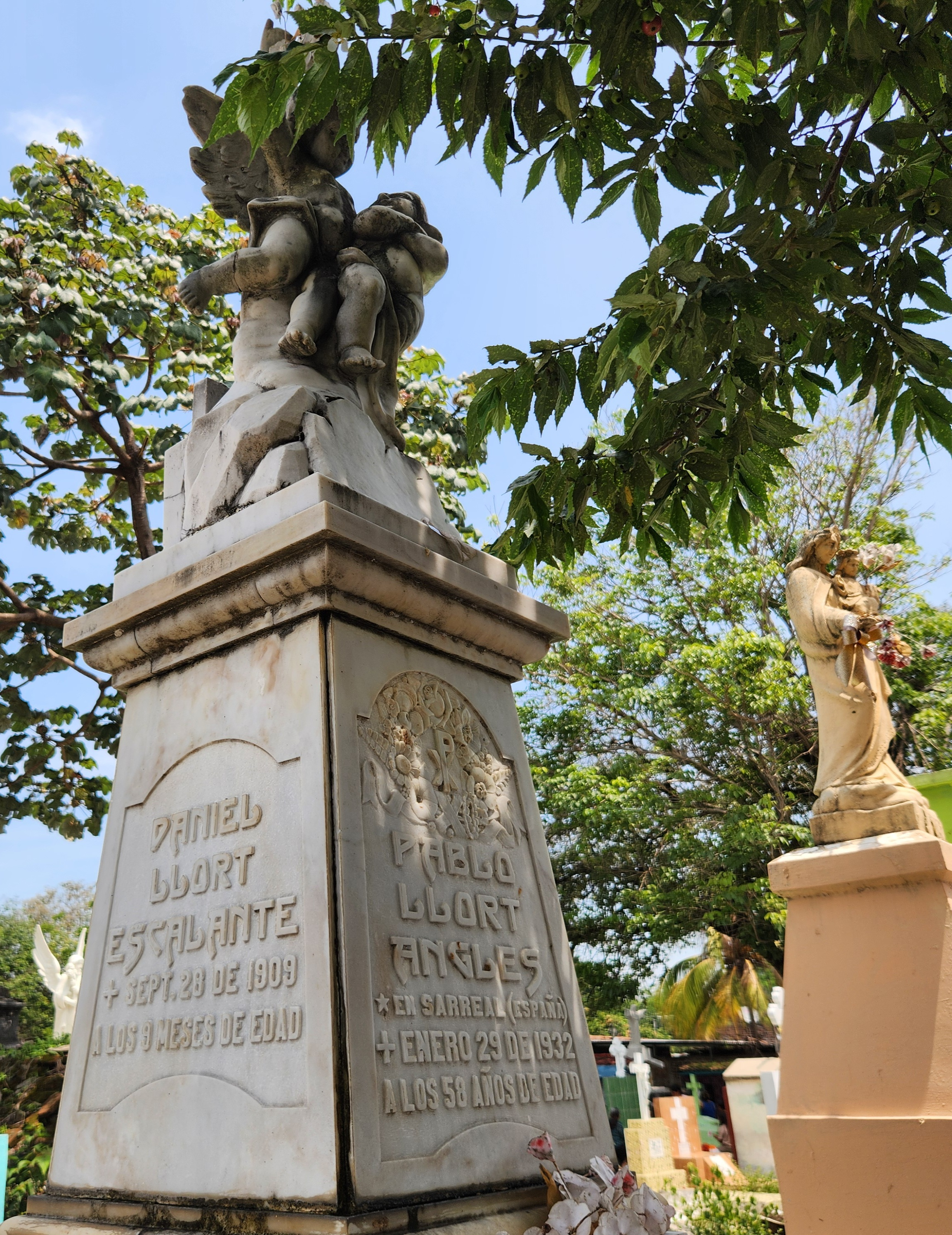
Tumba de Pablo Llort Anglés, en Quezaltepeque.